# Kalendarium inwazji Rosji na Ukrainę – lipiec 2024
| 2022        | 2023        | 2024        | 2025        |
| ----------- | ----------- | ----------- | ----------- |
| –           | styczeń     | styczeń     | styczeń     |
| luty        | luty        | luty        | luty        |
| marzec      | marzec      | marzec      | marzec      |
| kwiecień    | kwiecień    | kwiecień    | kwiecień    |
| maj         | maj         | maj         | maj         |
| czerwiec    | czerwiec    | czerwiec    | czerwiec    |
| lipiec      | lipiec      | lipiec      | lipiec      |
| sierpień    | sierpień    | sierpień    | sierpień    |
| wrzesień    | wrzesień    | wrzesień    | wrzesień    |
| październik | październik | październik | październik |
| listopad    | listopad    | listopad    | listopad    |
| grudzień    | grudzień    | grudzień    | grudzień    |

## Lipiec 2024

### 1 lipca
Ministerstwo Obrony Rosji ogłosiło, że siły rosyjskie przejęły kontrolę nad wioskami Stepowa Nowoseliwka w północno-wschodnim obwodzie charkowskim oraz Nowopokrowśke we wschodnim obwodzie donieckim.
Według Institute for the Study of War (ISW) siły ukraińskie poczyniły postępy w pobliżu Kreminnej, a wojska rosyjskie zrobiły postępy w okolicy Awdijiwki.
Sztab Generalny Ukrainy oświadczył, że Rosja atakowała w kierunkach Charkowa, Kupiańska, Łymanu, Siewierska, Kramatorska, Torećka, Pokrowska, Kurachowego, Wremiwki, Zaporoża i Chersonia, gdzie doszło do 189 starć. W ciągu doby wojska rosyjskie przeprowadziły pięć ataków rakietowych, 49 nalotów i 146 ostrzałów na pozycje ukraińskie i obszary zaludnione.
Władze regionalne podały, że dwie osoby zginęły w wyniku rosyjskich ataków (za pomocą BM-27 Uragan) na Ukrajinśk w obwodzie donieckim. Prokuratora regionalna stwierdziła, że w wyniku uderzenia uszkodzony został budynek administracyjny i kilka domów. Prokuratura obwodu donieckiego poinformowała, że wojska rosyjskie zaatakowały rejony wołnowaski i pokrowski, zabijając jedną osobę (we wsi Komar) i raniąc siedem kolejnych. Gubernator Serhij Łysak powiedział, że siły rosyjskie zaatakowały obwód dniepropetrowski za pomocą rakiet i artylerii, w wyniku czego w Dnieprze siedem osób zostało rannych, a kilka budynków i gazociąg w Nikopolu zostały uszkodzone.
Rosja przeprowadziła atak rakietowy na bazę lotniczą w Mirhorodzie w obwodzie połtawskim (160 km od północnej granicy z Rosją) po tym, jak nad lotniskiem przeleciał dron zwiadowczy. Według doniesień dwa ukraińskie Su-27 zostały zniszczone, a cztery zostały uszkodzone przez rakietę Iskander-M z głowicą kasetową. Siły Powietrzne Ukrainy potwierdziły trafienie i uszkodzenie samolotów, m.in. rzecznik Jurij Ignat przyznał, że „są pewne straty, ale nie tak poważne, jak twierdziła armia rosyjska”. Ponadto strona ukraińska podała, że „w wyniku operacji obrony przeciwlotniczej po upadku szczątków uszkodzonych zostało osiem budynków prywatnych i cztery prywatne samochody. Nie było zabitych i rannych”.
Ministerstwo Obrony Rosji poinformowało, że obrona przeciwlotnicza zestrzeliła 36 ukraińskich dronów nad obwodami briańskim (18), kurskim (9) i biełgorodzkim (9). Gubernator Wiaczesław Gładkow stwierdził, że zniszczone zostały domy w dwóch wioskach, a po atakach w kilku obszarach zabrakło prądu. W pozostałych regionach nie odnotowano ofiar ani szkód. Kanał na Telegramie „Crimean Wind” podał, że w godzinach popołudniowych w Bałakławie, miejscowości w rejonie Sewastopola na Krymie doszło do eksplozji. Udostępniono także zdjęcie wykonane rzekomo przez mieszkańców, przedstawiające wysoką kolumnę dymu unoszącą się nad Bałakławą, prawdopodobnie w pobliżu miejskiej elektrociepłowni. Gubernator Michaił Razwożajew stwierdził, że według wstępnych danych w pobliżu Bałakławy zniszczono pięć celów powietrznych, „ale szczątki spadły w strefie przybrzeżnej”. Do eksplozji doszło także w rejonie przylądka Fiolent. Dowódca Sił Powietrznych Ukrainy generał Mykoła Ołeszczuk stwierdził, że Ukraińcy uderzyli w skład amunicji na okupowanym Krymie; „Po raz kolejny ukraińskie samoloty «zniszczone» przez wrogą propagandę w dalszym ciągu z powodzeniem wykonują misje bojowe, przeprowadzają ataki rakietowe i bombowe na [rosyjskie] pozycje oraz eliminują ważne obiekty wojskowe na głębokich tyłach wroga”. Według doniesień użyto ok. sześciu rakiet manewrujących Storm Shadow. Podczas ataku na skład amunicji trafiono także „magazyn dronów Shahed”. Według doniesień ukraiński atak dronów przeprowadzony przez ukraiński wywiad „poważnie” uszkodził Zakłady Elektrometalurgiczne „Oskoł” w Starym Oskole w obwodzie biełgorodzkim.
Minister obrony Kajsa Ollongren poinformowała, że Holandia zakończyła zatwierdzanie licencji eksportowej na dostarczenie 24 samolotów F-16 na Ukrainę w najbliższym możliwym terminie, jednak ze względu na bezpieczeństwo operacyjne lub inne szczegóły dostawy nie zostały ujawnione.
Służba Bezpieczeństwa Ukrainy stwierdziła, że udaremniła zaplanowany na 30 lipca br. zamach stanu przeprowadzony przez grupę wspieraną przez Rosję przeciwko ukraińskiemu rządowi.
Amerykański dziennik The Washington Post, powołując się na wewnętrzny rosyjski dokument, poinformował, że potężne szybujące (kierowane) bomby lotnicze, którymi Rosja niszczyła ukraińskie miasta, spadały także na terytorium Rosji. W okresie od kwietnia 2023 roku do kwietnia 2024 roku na terytorium obwodu biełgorodzkiego przy granicy z Ukrainą spadło co najmniej 38 takich bomb, choć większość z nich nie wybuchła. Strona rosyjska stwierdziła, że przejęła nienaruszony system naprowadzania rakiet ATACMS i badało go, aby „zidentyfikować wszelkie słabe punkty”.
Turcja, Rumunia i Bułgaria osiągnęły porozumienie w sprawie rozpoczęcia wspólnych operacji rozminowywania na Morzu Czarnym w celu usunięcia min unoszących się od czasu inwazji Rosji na Ukrainę w lutym 2022 roku, aby zapewnić bezpieczeństwo ukraińskiego eksportu żywności.

### 2 lipca
Naczelny dowódca armii ukraińskiej generał Ołeksandr Syrski powiedział, że aktywna linia frontu rosyjsko-ukraińskiego rozszerzyła w związku z intensywnymi walkami w rejonie Pokrowska i Torećka, dodając, że w ostatnim czasie spadło natężenie walk na pozostałych odcinkach linii frontu. Sektor torećki w obwodzie donieckim stał się w ostatnich tygodniach kolejnym gorącym punktem, ale zacięte walki o różnej intensywności toczyły się również w sektorach Kurachowego, Wremiwki, Kramatorska i Charkowa. Zdaniem Syrskiego sytuacja w sektorze Pokrowska była trudna, a Rosja chciała przebić się przez ukraińską obronę; „Mimo wzmocnienia naszych jednostek rezerwami, obszar ten wymaga ciągłej uwagi oraz dodatkowej amunicji i siły ognia”. Głównym problemem ukraińskich dowódców była „obsada jednostek ze zmotywowaną, dobrze wyszkoloną armią”, dodał jednak, że: „Mamy przewagę pod względem liczby i jakości śmigłowców bojowych, przede wszystkim bombowców i dronów FPV, a także umiejętności operatorów, którzy ich używają. To jest klucz do naszego sukcesu i bezpieczeństwa naszych żołnierzy”.
W opinii ISW wzajemne oddziaływanie pomiędzy trwającymi rosyjskimi ofensywami na kierunkach Czasiw Jaru, Torećka i Awdijiwki wskazywało, że rosyjskie dowództwo może wykorzystać trwający atak na Torećk, aby stworzyć możliwości operacyjne do ataku w rejonie Czasiw Jaru lub Awdijiwki. Rosyjskie przygotowania sugerowały bardziej rozwinięty poziom planowania operacyjnego i przewidywania, niż rosyjskie dowództwo było zdolne do realizacji w czasie wojny od 2022 roku. Jednakże te planowanie operacyjne może być ograniczone ogólnie słabymi zdolnościami taktycznymi sił rosyjskich walczących na tych obszarach. Tymczasem siły rosyjskie zrobiły postępy w pobliżu Wołczańska, Czasiw Jaru i Awdijiwki oraz na granicy obwodu donieckiego i zaporoskiego. Według doniesień Rosja werbowała kobiety z rosyjskich kolonii karnych do walki na Ukrainie, a niektóre z nich walczyły na pierwszej linii.
Sztab Generalny Ukrainy podał, że Rosja atakowała w kierunkach Charkowa, Kupiańska, Łymanu, Siewierska, Kramatorska, Torećka, Pokrowska, Kurachowego, Wremiwki, Zaporoża i Chersonia, gdzie doszło do 158 starć. W ciągu 24h wojska rosyjskie przeprowadziły dwa ataki rakietowe, 45 nalotów i 81 ostrzałów na pozycje ukraińskie i obszary zaludnione. Ukraińskie lotnictwo i artyleria przeprowadziły sześć ataków na miejsca koncentracji, jeden na skład amunicji, dwa na systemy przeciwlotnicze, jeden na jednostkę artylerii i jeden na stanowisko dowodzenia.
Gubernator Serhij Łysak powiedział, że w rosyjskim ataku na Nikopol zginęły cztery osoby, a 10 zostało rannych, w tym dzieci w wieku 9 i 17 lat. W wyniku ataku uszkodzone zostały domy, placówki edukacyjne, sklepy, klinika, salon kosmetyczny i samochód. Prokuratura Okręgowa poinformowała, że ok. 16:00 wojska rosyjskie zrzuciły dwie bomby lotnicze FAB-500 z UMPK (z terytorium obwodu biełgorodzkiego) na strefy przemysłowe w rejonach miemyszlianskim i industrialnym w Charkowie. W ataku cztery osoby zostały ranne, w tym dwójka dzieci w wieku 12 i 15 lat. Gubernator Ołeksandr Prokudin podał, że Rosja przeprowadziła atak na centralny Chersoń, raniąc co najmniej pięciu mieszkańców. W wyniku ataku zniszczono wiele budynków mieszkalnych w zachodniej dzielnicy miasta. Rosyjski atak pociskiem Iskander-M na bazę lotniczą w obwodzie połtawskim uszkodził lub zniszczył ukraiński helikopter Mi-24.
Według Ośrodka Studiów Wschodnich (OSW) w ciągu ostatniego tygodnia Rosjanie kontynuowali ataki w Donbasie, powoli wypierając Ukraińców z pozycji na zachód i północ od Oczeretynego. Głównym celem Rosjan było przecięcie trasy Pokrowsk–Konstantynówka, będącej jednym z głównych szlaków zaopatrzeniowych dla zgrupowania ukraińskiego w obwodzie donieckim. Wówczas droga była oddzielona od wysuniętych pozycji rosyjskich o ok. 6 km, lecz znajdowała się w zasięgu artylerii lufowej. Drugim, bardziej dalekosiężnym celem Rosji w rejonie Oczeretynego było oskrzydlenie zgrupowania ukraińskiego, broniącego się w rejonie Nju-Jorku i Torećka. W ostatnich dniach Rosjanie ponawiali próby wyparcia Ukraińców z pozycji pod Torećkiem. Udało im się nieznacznie poprawić swoje położenie w rejonie wsi Piwdenne. Trwały intensywne walki w rejonie Czasiw Jaru. Celem Rosjan było zajęcie ostatnich ukraińskich punktów oporu, położonych na przedpolu miasta, na wschodnim brzegu kanału Doniec–Donbas. Samo miasto znajdowało się pod intensywnym ostrzałem artyleryjskim. Pod koniec czerwca Ukraińcom udało się wypchnąć Rosjan z części pozycji, położonych w okolicy wsi Terny i Jampoliwka oraz w sąsiednich lasach nad Dońcem. Sukcesy te miały lokalny i taktyczny charakter, lecz pozwalały ustabilizować front w tym rejonie i pokrzyżować rosyjskie plany w zakresie wypchnięcia sił ukraińskich za linię rzeki Żerebeć.
Wiceminister sprawiedliwości Ukrainy Ołena Wysocka powiedziała, że ponad 3 tys. ukraińskich więźniów uzyskało zwolnienie warunkowe pod warunkiem wstąpienia do ukraińskiej armii, a następnie dotarło do jednostek wojskowych. Według służby prasowej zakłady karne przygotowały 3822 wnioski o zwolnienie skazanych do odbycia kontraktowej służby wojskowej, z czego 3632 zostało skierowanych do rozpatrzenia przez sąd.
Ukraiński sąd skazał zaocznie prorosyjskiego szefa obwodu ługańskiego Leonida Pasiecznika na 12 lat więzienia z konfiskatą mienia i 13-letnim zakazem sprawowania funkcji publicznych za podważanie integralności terytorialnej Ukrainy i kolaborację z Rosją.
Podczas konferencji prasowej w Kijowie premier Węgier Viktor Orbán powiedział, że podczas swojej pierwszej wizyty na Ukrainie (od rozpoczęcia rosyjskiej inwazji w 2022 roku) spotkał się z prezydentem Wołodymyrem Zełenskim, aby omówić długotrwałe problemy między obydwoma krajami, sposoby ich naprawy i negocjacje pokojowe. Orban zaproponował Zełenskiemu rozważenie zawieszenia broni przed rozpoczęciem rozmów pokojowych. Zastępca szefa Kancelarii Prezydenta stwierdził, że prezydent Zełenski po spotkaniu z Orbanem odrzucił propozycję zawieszenia broni, wyjaśniając, że stanowisko Ukrainy było jasne, zrozumiałe i powszechnie znane. W przypadku krótkiego zawieszenia broni, Rosja miałaby czas na przegrupowanie swoich sił.

### 3 lipca
Ministerstwo Obrony Rosji stwierdziło, że wojska rosyjskie zajęły jedną z dzielnic w Czasiw Jarze. Według DeepStare wojska rosyjskie posunęły się w kilku kierunkach w obwodach donieckim i ługańskim. Rosjanie wkroczyli do Czasiw Jaru, zajmując całkowicie zniszczoną w wyniku rosyjskich bombardowań mikrodzielnicę Kanał, z której wycofanie się sił ukraińskich było „logiczną, choć trudną decyzją”. Rosja odnosiła także sukcesy w pobliżu Postępu, Wołodymyriwki, Karliwki, Krasnohoriwki i Nju-Jorka w obwodzie donieckim. Według DeepState w obwodzie ługańskim atakowali w kierunku Makijiwki.
W ocenie ISW Ukraina stawiała czoła wyzwaniom związanym z zasobami ludzkimi i tworzyła kilka nowych brygad, jednak opóźnione i niewystarczające dostawy broni z Zachodu prawdopodobnie uniemożliwiły wyposażenie wszystkich nowych brygad. Terminowa i odpowiednia zachodnia pomoc w zakresie bezpieczeństwa w dalszym ciągu miała kluczowe znaczenie dla tego, kiedy i na jaką skalę siły ukraińskie mogłyby zakwestionować inicjatywę na polu bitwy i przeprowadzić w przyszłości operacje kontrofensywne. Tymczasem siły rosyjskie poczyniły postępy w obrębie najbardziej wysuniętego na wschód Czasiw Jaru, w kierunku Torećka i w pobliżu Awdijwki, natomiast wojska ukraińskie zrobiły postępy się w pobliżu Wołczańska, niedaleko Kreminnej i na południowy wschód od Czasiw Jaru.
Sztab Generalny Ukrainy poinformował, że Rosja atakowała w kierunkach Charkowa, Kupiańska, Łymanu, Siewierska, Kramatorska, Torećka, Pokrowska, Kurachowego, Wremiwki, Zaporoża i Chersonia, gdzie doszło do 130 starć. W ciągu doby wojska rosyjskie przeprowadziły jeden atak rakietowy, 38 nalotów, 473 ataki dronów i 76 ostrzałów na pozycje ukraińskie i obszary zaludnione.
Siły Powietrzne Ukrainy podały, że wojska rosyjskie zaatakowały obwód dniepropetrowski za pomocą ośmiu rakiet, w tym trzech pocisków manewrujących Iskander-K i czterech rakiet powietrznych Ch-59 oraz pięciu dronów Shahed 136/131. Ukraińska obrona przeciwlotnicza zniszczyła jeden pocisk Iskander-K, wszystkie rakiety Ch-59 oraz wszystkie drony Shahed i jednego drona rozpoznawczego Orłan-10. Gubernator Serhij Łysak poinformował, że nad ranem w wyniku rosyjskich ataków rakietowych i dronów na Dniepr zginęło co najmniej sześć osób, a 55 zostało rannych, w tym 14-letnia dziewczynka. Podczas ataku trafiono w centrum handlowe, wiele samochodów i stację benzynową. Celem ataku miały być „Południowe Zakłady Budowy Maszyn”. Prokuratura obwodu charkowskiego podała, że armia rosyjska użyła trzech kierowanych bomb lotniczych (KAB) do ataku na Charków, raniąc co najmniej 14 cywilów, w tym dwoje dzieci. Gubernator Filip Pronin podał, że zginęła jedna osoba, a trzy zostały ranne w ataku rakietowym pod Połtawą.
Mer Andriej Krawczenko poinformował, że ok. 3:00 w nocy ukraińskie drony morskie zaatakowały miejski port w Noworosyjsku, ale zostały odparte. Wywiad ukraiński poinformował, że 8 kwietnia tego roku w obwodzie kaliningradzkim doszło do sabotażu rosyjskiego okrętu wojennego „Sierpuchow” w ramach wspólnej operacji Legionu Wolność Rosji i projektu ukraińskiego wywiadu o nazwie „Chcę Na żywo”. Niektórzy obywatele Rosji uczestniczyli w tej niebezpiecznej operacji, powodując poważne szkody rosyjskiej floty.
Stany Zjednoczone zapowiedziały pakiet pomocy wojskowej dla Ukrainy o wartości do 150 mln dolarów, który obejmował m.in. amunicję do MIM-23 Hawk i M142 HIMARS, pociski artyleryjskie 155 mm i 105 mm, pociski moździerzowe 81 mm, broń przeciwpancerną Javelin i AT-4 oraz pojazdy taktyczne do transportu ciężkiego sprzętu. Ponadto ogłoszono pakiet o wartości ok. 2,2 miliarda dolarów z przeznaczaniem na zakup dla Ukrainy rakiet do systemów obrony powietrznej Patriot i NASAMS. Premier Denys Szmyhal poinformował, że budżet Ukrainy otrzymał kolejną transzę w wysokości 2,2 miliarda dolarów od Międzynarodowego Funduszu Walutowego, która pomoże w sfinansowaniu kluczowych wydatków budżetowych, w tym opieki społecznej oraz wynagrodzeń lekarzy i nauczycieli. Była to część środków z programu EFR w wysokości 16 miliardów dolarów.
32 państwa członkowskie NATO zdecydowały się na stałe stacjonowanie wyższego urzędnika NATO w Kijowie, który stamtąd powinien koordynować politycznym i praktycznym wsparciem Sojuszu dla Ukrainy.
Ambasador Ukrainy przy organizacjach międzynarodowych w Wiedniu Danyło Kubaj powiedział, że tylko 3% rosyjskich rakiet, dronów i bomb kierowanych trafiło w cele wojskowe na Ukrainie, podczas gdy 97% pocisków trafiło ostatecznie w infrastrukturę cywilną. Dodał także, że: „Pod koniec lat 80. strata 15 tys. żołnierzy w Afganistanie zmusiła przywódców sowieckich do przyznania się do porażki i wycofania wojsk radzieckich z kraju, co zakończyło 10-letnią wojnę. Dla porównania, rosyjskie SZ straciły na Ukrainie tylko w czerwcu 2023 roku ponad 33 tys. żołnierzy, jednak reżim kremlowski, uważany za spadkobiercę przywódców sowieckich, pozostaje przekonany, że wojna musi być kontynuowana”.
Według Der Spiegel „niezależny rosyjski ekspert wojskowy” Walerij Szirajew wyjaśnił, że liczba ukraińskich dronów na froncie przekraczała wówczas liczbę rosyjskich żołnierzy; na każdego żołnierza przypadały dwa drony. Zdaniem Szirajewa na „najważniejszych odcinkach frontu” te proporcje były co najmniej dwukrotnie większe. Z tego powodu piechota z trudem „pokonywała pieszo odległość do pozycji wroga”. Efektywne wykorzystanie ukraińskich dronów na froncie sprawiło, że w 2024 roku Rosjanie coraz częściej korzystali z lekkich pojazdów terenowych, aby być bardziej mobilnym. Rosja pozyskała tysiące pojazdów tego typu. Jak podał Der Spiegel, z wpisów rosyjskich blogerów wojennych wynikało, że coraz częściej pojawiali się żołnierze rosyjscy na motocyklach i quadach, jednak nie zostały one dostarczone przez Ministerstwo Obrony Rosji, lecz zostały nabyte prywatnie przez żołnierzy lub pochodzą z darowizn.
Amerykańskie media Politico, powołując się nad dwóch ekspertów ds. bezpieczeństwa narodowego, będących zwolennikami Trumpa, podały, że jeśli były prezydent Donald Trump powróci do Białego Domu, może planować osiągnięcie porozumienia z Rosją, m.in. uniemożliwiając niektórym krajom, w tym Ukrainie i Gruzji, wstąpienie w przyszłości do NATO oraz nie będzie popierał żądań przywrócenia granic Ukrainy z 1991 roku, które obejmowałyby Krym i Donbas. Prezydent Zełenski powiedział, że były prezydent USA Donald Trump powinien zaproponować swój plan szybkiego zakończenia wojny Rosji z Ukrainą, jednak przestrzegł, że żadna propozycja nie powinna wiązać się z naruszeniem suwerenności.

### 4 lipca

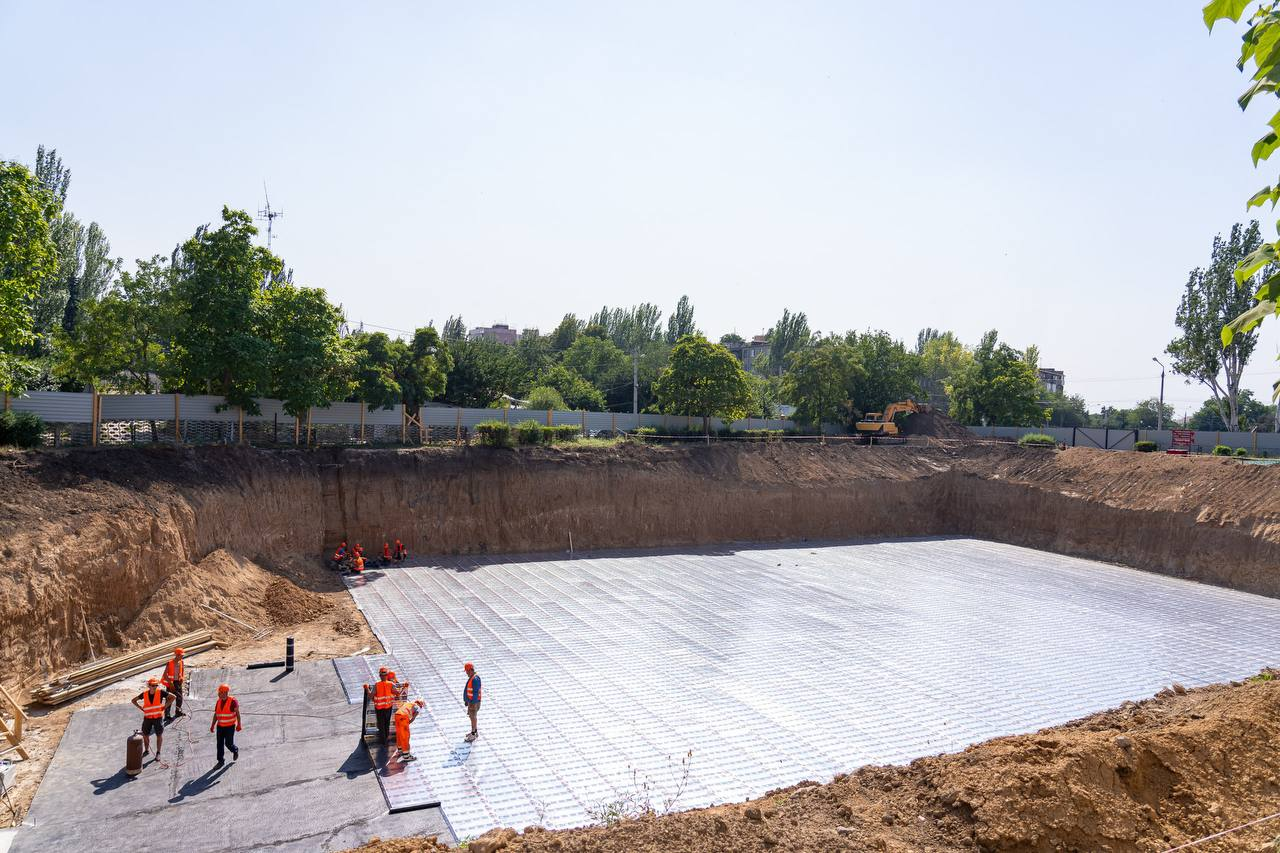
Budowa podziemnej szkoły w Zaporożu, zaprojektowanej na dwie zmiany po 500 uczniów.

Ukraińska armia potwierdziła wycofanie się z dzielnicy Kanał na obrzeżach Czasiw Jaru, stwierdzając, że „wróg wkroczył”, niszcząc „pozycje obrońców” i zagrażając „życiu i dobru naszych żołnierzy”. Rzecznik ukraińskiego Zgrupowania „Chortyca” Nazar Wołoszyn stwierdził, że „dowództwo zdecydowało się wycofać na lepiej chronione i przygotowane pozycje”. Według projektu DeepState Rosjanie posunęli się naprzód i zajęli wsie Sokił i Woschod w obwodzie donieckim oraz wkroczyli do wsi Sotnyćkyj Kozaczok w obwodzie charkowskim, znajdującej się tuż przy granicy z Rosją. Postęp zaobserwowano także w Piwnicznem oraz w pobliżu Drużby, Jewheniwki i Nowopokrowśkego w obwodzie donieckim.
Według ISW siły rosyjskie zrobiły postępu w pobliżu Kreminnej, Awdijiwki i Doniecka. Ponadto wiceprzewodniczący Rady Bezpieczeństwa Rosji Dmitrij Miedwiediew stwierdził, że ok. 190 tys. Rosjan podpisało kontrakty na służbę wojskową w ciągu pierwszych sześciu miesięcy 2024 roku w ramach obsadzania rosyjskiej armii żołnierzami kontraktowymi.
Sztab Generalny Ukrainy oświadczył, że Rosja atakowała w kierunkach Charkowa, Kupiańska, Łymanu, Siewierska, Kramatorska, Torećka, Pokrowska, Kurachowego, Wremiwki, Zaporoża i Chersonia, gdzie doszło do 155 starć. W ciągu 24h wojska rosyjskie przeprowadziły jeden atak rakietowy, 59 nalotów i 116 ostrzałów na pozycje ukraińskie i obszary zaludnione. Ukraińskie lotnictwo i artyleria przeprowadziło 13 ataków na żołnierzy rosyjskich, dwa na jednostki artylerii, jeden na skład amunicji, trzy na miejsca koncentracji i jeden na system przeciwlotniczy.
Dowódca Sił Powietrznych Ukrainy generał Mykoła Ołeszczuk poinformował, że w nocy Rosjanie zaatakowali Ukrainę 22 dronami Shahed 136/131, wystrzelonymi z obwodu kurskiego. Ukraińska obrona przeciwlotnicza, mobilne grupy ogniowe i środki walki elektronicznej zniszczyły 21 dronów w obwodach sumskim, kijowskim, czernihowskim, żytomierskim, dniepropetrowskim i połtawskim. W obwodzie czernihowskim dron kamikadze Shahed uderzył w zakład energetyczny, w wyniku czego zostało pozbawionych prądu prawie 6 tys. odbiorców. Gubernator Ołeh Kiper powiedział, że wojska rosyjskie zaatakowały obwód odeski z pomocą rakiety balistycznej, zabijając jednego cywila i raniąc co najmniej siedmiu kolejnych. Atak uszkodził obiekty portowe i pomieszczenia administracyjne. Siły Powietrzne Ukrainy poinformowały, że w Odessie zgłoszono eksplozje, a rakieta została wystrzelona w kierunku pobliskiego Czarnomorska. Gubernator Wadym Fiłaszkin podał, że w rosyjskich atakach na obwód doniecki zginęła kobieta (Nowohrodiwka), a osiem osób zostało rannych (Zawitne), w tym czworo dzieci. W wyniku ataku uszkodzone zostały trzy wieżowce, dwa budynki administracyjne i kawiarnia. Ministerstwo Obrony Rosji stwierdziło, że zniszczono ukraiński myśliwiec MiG-29 podczas ataku rakietowego na bazę lotniczą Krzywy Róg.
W godzinach porannych drony wywiadu ukraińskiego uderzyły w fabrykę prochu w Kotowsku w obwodzie tambowskim. Gubernator Maksym Jegorow zaprzeczył, jakoby doszło do jakichkolwiek uszkodzeń czy ofiar oraz donosił o zestrzeleniu wszystkich (dwóch) dronów, jednakże cywilne nagrania filmowe pokazywały uderzenie w fabrykę prochu i eksplozję.
Prezydent Wołodymyr Zełenski powiedział, że chociaż zatwierdzono i omówiono pomoc wojskową, 14 brygadom armii ukraińskiej nadal brakowało niezbędnej broni i sprzętu. Choć w kwietniu 2024 roku Stany Zjednoczone zatwierdziły plan pomocy wojskowej o wartości 6,1 miliarda dolarów, faktyczna pomoc napływała zbyt wolno, pogarszając trudną sytuację na linii frontu. Zełenski powiedział, że Ukraina jest wdzięczna za wsparcie swoich zachodnich partnerów, ale opóźnienie w udzieleniu pomocy ma wpływ na sytuację na polu bitwy. Dodał także, że nie wypadało wówczas mówić o kontrofensywie, ponieważ Ukraina musiała najpierw skupić się na ochronie obszarów, które kontroluje.
P.o. ministra kultury Ukrainy Rościsław Karandiejew oświadczył, że Rosja nadal kontrolowała ok. 1,5 miliona eksponatów muzealnych na okupowanej Ukrainie. Według stanu na koniec kwietnia 2024 roku wojna rozpoczęta przez Rosję spowodowała zniszczenia 1987 obiektów kulturalnych. Ukraina współpracowała z UNESCO w celu rejestrowania rosyjskiej przestępczości.

### 5 lipca
Według ISW wojska rosyjskie poczyniły postępy w okolicy Wołczańska, Torećka i Doniecka.
Według ukraińskich Sił Powietrznych w nocy Rosjanie zaatakowali Ukrainę za pomocą 32 dronów Shahed 136/131, wystrzelonych z obwodu kurskiego i Primorsko-Achtarska. Ukraińska obrona przeciwlotnicza zniszczyła wszystkie drony w obwodach kijowskim, odeskim, mikołajowskim, czernihowskim, chersońskim, czerkaskim i dniepropietrowskim. Według władz lokalnych szkody spowodowane spadającymi szczątkami zestrzelonych dronów odnotowano w co najmniej trzech regionach. W rejonie buczańskim obwodu kijowskiego zostało uszkodzonych sześć domów prywatnych i samochód, w obwodzie dniepropietrowskim – infrastruktura, dom prywatny i minibus (Nikopol), a w Odessie droga asfaltowa. Gubernator Wadym Fiłaszkin poinformował, że wojska rosyjskie zaatakowały wieś Komar w obwodzie donieckim, zabijając kobietę i raniąc co najmniej 20 kolejnych osób. Według gubernatora centrum wsi zostało trafione trzema rosyjskimi bombami kierowanymi, w wyniku czego uszkodzono 13 domów, cztery sklepy, dwa wieżowce, dwa budynki administracyjne i dwa obiekty infrastruktury.
W nocy po 0:30 ukraińskie drony zaatakowały Primorsko-Achtarsk w południowo-zachodnim Kraju Krasnodarskim. Nad terenem lotniska wojskowego przeleciały co najmniej dwa drony. Gubernator Weniamin Kondratiew stwierdził, że w ataku zginęło dziecko, a pięć osób zostało rannych. W wyniku ataku uszkodzony został 3-piętrowy wieżowiec, a mieszkańcy zostali ewakuowani. W wyniku ataku ucierpiała także lokalna elektrownia. W godzinach nocnych doszło do także ataku na Rostów nad Donem, gdzie rozległy się eksplozje, a w rejonie miasta działała obrona powietrzna. Według naocznych świadków był to najbardziej zmasowany atak na miasto, gdyż doszło do niego z użyciem 12 dronów. Po eksplozjach w dwóch miejscach wybuchły pożary, w składowisku ropy naftowej i w elektrowni cieplnej. Gubernator Wasilij Gołubiew powiedział, że rosyjska obrona przeciwlotnicza zestrzeliła co najmniej 10 dronów nad obwodem rostowskim. Nie zgłoszono żadnych ofiar. Ukraińska partyzantka „Atesz” oświadczyła, że skutecznie uszkodzono Kolej Transsyberyjską w pobliżu Jekaterynburga i zablokowano przejazd pociągów przewożących północnokoreańską amunicję.
Ambasador Niemiec na Ukrainie Martin Jaeger poinformował, że: „Trzeci system obrony powietrznej Patriot z Niemiec przybył już na Ukrainę. Wzmocni ochronę ludności i infrastruktury kraju przed samolotami, dronami i rakietami”, dodając, że ukraińska załoga systemu przeszła w ostatnich miesiącach pomyślne szkolenie w Niemczech. Ministerstwo Obrony Łotwy podało, że siedem łotewskich firm wyprodukowało dla Ukrainy 2,5 tys. dronów bojowych różnego typu i przeznaczenia o wartości ok. 4 mln euro, które będą stopniowo dostarczane w bieżącym miesiącu w ramach koalicji dronowej, w tym „pierwsza dostawa z tej partii – 300 dronów – dotrze w ciągu najbliższych kilku dni”. Francuska polityk Marine Le Pen stwierdziła, że w przypadku zwycięstwa w wyborach premier sprawujący władzę polityczną zabroni Ukrainie używania broni dalekiego zasięgu dostarczonej przez Francję do ataków na Rosję.
Prermier Węgier Viktor Orbán udał się do Moskwy, aby [według niego] przeprowadzić mediacyjne rozmowy pokojowe z prezydentem Władimirem Putinem, po wcześniejszym spotkaniu z prezydentem Zełenskim w Kijowie 2 lipca 2024 roku. Szef polityki zagranicznej UE Josep Borrell powiedział, że Orbán „nie otrzymał mandatu Rady UE do złożenia wizyty w Moskwie” i że Orbán nie reprezentuje UE w tej sprawie. Prezydencja Rady UE, którą rząd węgierski sprawował od 1 lipca 2024 roku, również przewiduje „brak zewnętrznej reprezentacji Unii”. Należy to do kompetencji przewodniczącego Rady Europejskiej, a na szczeblu ministerialnym – Wysokiego Przedstawiciela Unii do Spraw Zagranicznych i Polityki Bezpieczeństwa. Zdaniem Borrella stanowisko Komisji Europejskiej w sprawie wojny Rosji z Ukrainą wyklucza oficjalne kontakty UE z prezydentem Rosji. Orbán powiązał wcześniej swoją próbę mediacji ze swoją prezydencją w Radzie UE. Premier Słowacji Robert Fico pochwalił Orbána za jego kontrowersyjną podróż do Moskwy. Dla Ministerstwa Spraw Zagranicznych Ukrainy „decyzja o odbyciu tego wyjazdu została podjęta przez stronę węgierską bez porozumienia i koordynacji z Ukrainą”.
Dowódca marynarki wojennej wiceadmirał Ołeksij Nejiżpapa powiedział, że zbliżająca się dostawa myśliwców F-16 na Ukrainę będzie stanowić wyzwanie dla „pełnej dominacji” Rosji na niebie nad Morzem Czarnym, stwierdzając, że: „F-16 wyposażone w odpowiednie uzbrojenie będą w stanie odepchnąć rosyjskie samoloty bojowe. Północno-zachodnia część Morza Czarnego, zwłaszcza korytarz dla statków cywilnych, będzie niemal w 100% bezpieczna”. Dodał, że z powodu ataków dronów morskich rosyjskie okręty nie wpływały na północno-zachodnie Morze Czarne, na obszar prawie 25 tys. m². Ponadto Ukraina miała nadzieję rozszerzyć swój korytarz żeglugowy, który obsługiwał ruch morski z trzech głównych portów Odessy, o porty w Mikołajowie i Chersoniu.

### 6 lipca

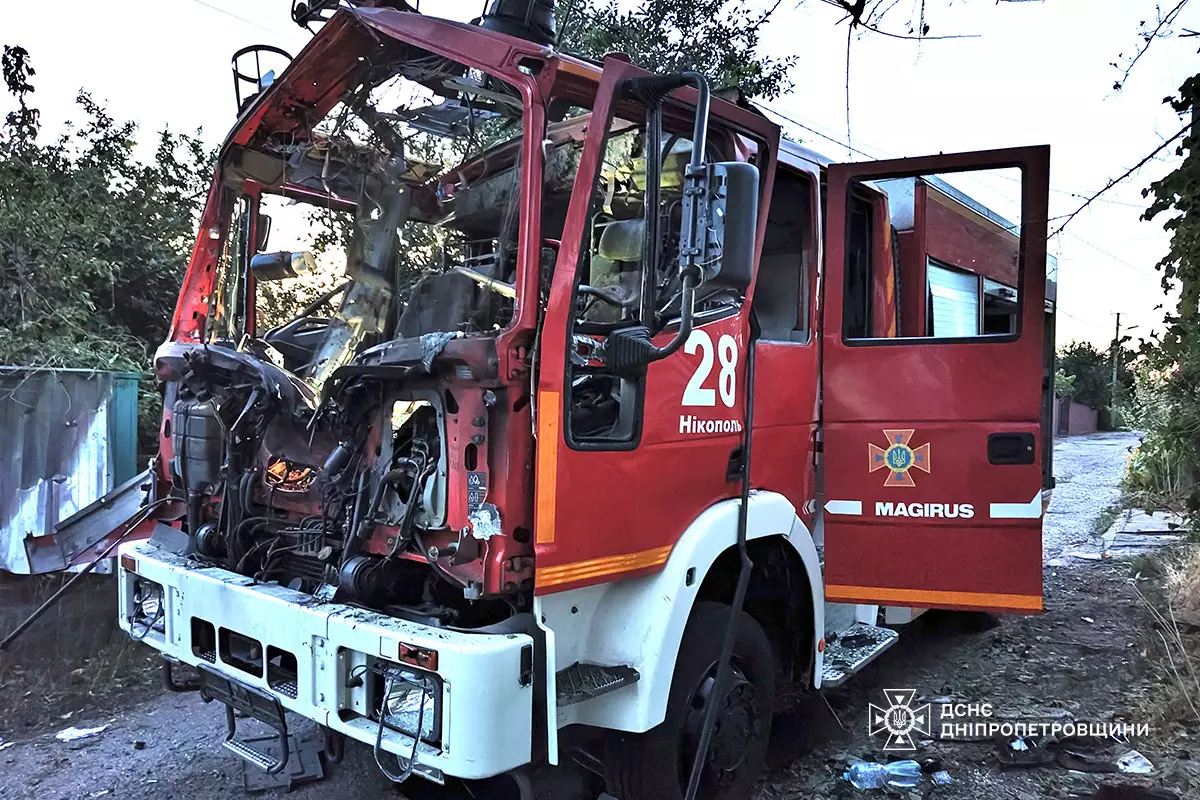
Wóz strażacki w Nikopolu, uszkodzony podczas rosyjskiego ostrzału w trakcie gaszenia pożaru powstałego po poprzednim ostrzale.

Ministerstwo Obrony Rosji stwierdziło, że siły rosyjskie zajęły wioskę Sokił, 30 km na północny zachód od Doniecka. Rzecznik ukraińskiego Zgrupowania „Chortyca” Nazar Wołoszyn powiedział, że Rosja straciła aż 5 tys. żołnierzy w walkach o jedną dzielnicę Czasiw Jaru, dodając, że w ciągu ostatniej doby nie doszło do żadnych ataków na miasto, jednak było stale bombardowane. Według Wołoszyna w ciągu ostatnich 24h na kierunku Czasiw Jar–Torećk zginęło ponad 100 rosyjskich żołnierzy, a 132 zostało rannych.
W opinii ISW premier Węgier Viktor Orbán w dalszym ciągu pozował na potencjalnego mediatora, który może zakończyć wojnę na Ukrainie, pomimo odrzucenia przez Putina mediacji lub poważnych negocjacji. Orban prawdopodobnie zamierzał przenieść uwagę Zachodu na możliwe negocjacje pokojowe w ramach swoich nadrzędnych wysiłków mających na celu podważenie europejskiego wsparcia dla Ukrainy. Tymczasem siły rosyjskie zrobiły postępy w pobliżu Kupiańska, Siewierska, Torećka i Awdijiwki.
Dowódca Sił Powietrznych Ukrainy generał Mykoła Ołeszczuk podał, że Rosja zaatakowała Ukrainę przy użyciu 27 dronów Shahed 136/131, wystrzelonych z Krymu i obwodu kurskiego. Ukraińska obrona przeciwlotnicza zniszczyła 24 drony w obwodach dniepropetrowskim, połtawskim, zaporoskim, chersońskim, charkowskim, donieckim, sumskim, czernihowskim, winnickim, kijowskim, kirowohradzkim i mikołajowskim. Użytkownicy mediów społecznościowych donosili, że po północy w Sumach doszło do eksplozji. Gubernator Ihor Kalczenko poinformował, że Rosjanie za pomocą dronów Shahed zaatakowali infrastrukturę energetyczną, w wyniku czego kilka zaludnionych obszarów zostało odciętych od prądu. Przedsiębiorstwo użyteczności publicznej „Miskwodokanal” podało, że wszystkie obiekty przedsiębiorstwa wodociągowego zostały pozbawione prądu, w wyniku czego tymczasowo wstrzymano dostawy wody.
Rosyjscy urzędnicy stwierdzili, że ukraińskie drony uderzyły w infrastrukturę w obwodzie biełgorodzkim i Kraju Krasnodarskim. Gubernator Wiaczesław Gładkow stwierdził, że nocne ataki dronów na Szebiekino uszkodziły wiele budynków (m.in. 11 domów), pojazdów i obiektów przemysłowych oraz raniły jedną osobę; zostały także zerwane linie energetyczne. Według mediów rosyjskich ataki dronów na Kraj Krasnodarski spowodowały pożary dwóch składów ropy (we wsiach Pawłowskaja i Leningradskaja), w tym jednego należącego do Łukoil, a także uszkodziły wieżę komunikacyjną w Jejsku. Ukraińska 45 Oddzielna Brygada Artylerii podała, że zniszczyła dwa cele w obwodzie donieckim. W Debalcewie ostrzelano „wrogie centrum logistyczne”, natomiast w Nowołuhanśkem „spalono” R-330Ż Żytiel.
Ministerstwo Obrony Estonii poinformowało, że dostarczono Ukrainie kilka systemów obrony powietrznej Mistral produkcji francuskiej.
Dowódca Sił Powietrznych generał Mykoła Ołeszczuk, w odpowiedzi na rosyjskie doniesienia o zniszczeniu rakietami Iskander samolotu MiG-29 (na lotnisku Dowhyncjewo w Krzywym Rogu) i dwóch baterii Patriot (w pobliżu Jużnego), stwierdził, że wojska rosyjskie uderzyły w makiety samolotów bojowych i wyrzutni obrony powietrznej. Powiedział także, że „Dziękujemy wszystkim, którzy pomagają w tworzeniu wysokiej jakości makiet (...). Wróg ma mniej Iskanderów i przybędzie więcej makiet”, dodając, że: „Oczywiście zarówno my, jak i wróg ponosimy straty w sprzęcie i ludziach. Jednak żadna ze stron nie mówi o tym publicznie. Wiadomo dlaczego!”.
Według eksperta wojskowego i doradcy politycznego Franza-Stefana Gady’ego obie walczące strony „używały w swoich działaniach wojennych coraz większych dronów bombowych”. Rotacje żołnierzy „przeprowadzane były głównie w warunkach pogodowych, podczas których drony nie mogły latać”. Żołnierze na linii frontu otrzymywali „zwiększone dostawy dronów”. Ciągłe zagrożenie z powietrza uniemożliwiało koncentrację jednostek pancernych. Pomimo sukcesów werbunkowych największym problemem sił ukraińskich był „wciąż brak personelu”. W niektórych jednostkach średni wiek piechoty kształtował się na poziomie 40 lat, jednak dzięki sukcesom werbunkowym w sierpniu 2024 roku niedobory kadrowe zmniejszyły się. Podczas rosyjskiej ofensywy na Charków panował „parytet” szybkostrzelności i siły ognia artylerii dzięki dostawom broni z Zachodu. W Pokrowsku stosunek na korzyść Rosjan wynosił „tylko co najmniej 4:1”, co nie było przewagą zdecydowaną. Według Gady’ego Ukraińcy związani ofensywą w Charkowie powinni utworzyć nową rezerwę, ponieważ „głównym celem Rosjan” był „w dalszym ciągu obszar między Pokrowskiem a Czasiw Jarem”. Siłom ukraińskim w dalszym ciągu brakowało amunicji przeciwlotniczej. Jeśli dalsza infrastruktura krytyczna na Ukrainie zostanie zniszczona przez rosyjskie naloty, a dostawy energii w zimie będą wynosić tylko 3–4h dziennie, „może nastąpić nowy eksodus Ukraińców do Europy Zachodniej”. Z kolei F-16, które otrzymała ukraińska armia, mogły jedynie przejąć selektywną obronę przestrzeni powietrznej.
Według stanu na lipiec 2024 roku obie walczące strony używały stosunkowo niewielkiej liczby dronów wyposażonych w noktowizory, dlatego obie strony przenosiły materiały i personel głównie w nocy. Według ukraińskiego pilota drona nie można już stać w terenie z bronią lub czołgiem przez wiele godzin lub dni i nie zostać wykrytym przez drony. Według ukraińskiego lekarza schemat obrażeń także zmienił się w trakcie wojny. Na początku 2023 roku leczono wiele obrażeń spowodowanych odłamkami, natomiast teraz „za większość obrażeń odpowiadają drony FPV”.

### 7 lipca
Ministerstwo Obrony Rosji podało, że siły rosyjskie zajęły miejscowość Czygari (część Piwdennego) w obwodzie donieckim.
W ocenie ISW siły rosyjskie poczyniły potwierdzone postępy w pobliżu Czasiw Jaru i Torećka, a siły ukraińskie posunęły się na północ od Charkowa. Ponadto analitycy białego wywiadu przeanalizowali zdjęcia satelitarne i ocenili, że od rozpoczęcia inwazji Rosja usunęła ok. 42% rosyjskich czołgów z przedwojennych magazynów na świeżym powietrzu.
Według gubernatora Ołeha Siniehubowa cztery osoby zginęły, w tym dziecko po tym, jak rodzinny samochód najechał na rosyjską minę ukrytą w lesie w obwodzie charkowskim. Gubernator Serhij Łysak powiedział, że wojska rosyjskie zaatakowały miasto Nikopol, raniąc co najmniej pięciu cywilów, w tym jedno dziecko. Zniszczeniu uległy domy, a w jednym z nich wybuchł pożar. Ponadto zastępca dyrektora Administracji Państwowej w Kijowie Petro Panteliejew powiedział, że rosyjskie ataki zniszczyły ponad połowę mocy wytwórczych stolicy Ukrainy, lecz udało się odbudować ok. ⅔ mocy wytwórczych. Stwierdził także, że planowana była „decentralizacja systemu produkcji energii elektrycznej i ciepła poprzez budowę małych i średnich elektrociepłowni”, z kolei władze lokalne tworzyły klaster autonomicznych obiektów, które miały poradzić sobie z ewentualną przerwą w dostawie prądu.
Gubernator Aleksandr Gusiew poinformował, że spadające szczątki „kilku” zestrzelonych ukraińskich dronów spowodowały pożar w jednym z magazynów i detonację niezidentyfikowanych „materiałów wybuchowych” w rejonie podgoreńskim w obwodzie woroneskim. Kolejny dron został zestrzelony nad obwodem biełgorodzkim. Według doniesień później ukraińskie drony SBU uderzyły w duży skład amunicji we wsi Siergiejewka w obwodzie woroneskim, gdzie „na obszarze 9 km² wróg składował rakiety ziemia-ziemia i ziemia-powietrze, pociski do czołgów i artylerii oraz skrzynki z amunicją do broni palnej”. Lokalne media donosiły, że w godzinach popołudniowych armia ukraińska przeprowadziła ataki rakietowe na trzy rosyjskie obiekty w okupowanym Melitopolu, gdzie zgłoszono eksplozje m.in. w bazie lotniczej, na stacji kolejowej i kilku innych miejscach. Miejscowi mieszkańcy donosili, że podczas incydentu aktywowano rosyjską obronę powietrzną. Ukraińskie Zgrupowanie „Chortyca” oświadczyło, że obrona przeciwlotnicza 110 Oddzielnej Brygady Zmechanizowanej zestrzeliła rosyjski myśliwiec Su-25 w rejonie Pokrowska w obwodzie donieckim.
Prezydent Wołodymyr Zełenski spotkał się w Odessie z nowym ministrem obrony Wielkiej Brytanii Johnem Healeyem, który objął urząd niecałe 48h wcześniej. Healey podkreślił zdecydowane wsparcie Wielkiej Brytanii dla Ukrainy i zapowiedział nowy pakiet pomocy wojskowej (mający dotrzeć w ciągu najbliższych 100 dni), który obejmował 10 samobieżnych armatohaubic AS90, 250 tys. szt. amunicji, 90 przeciwpancernych rakiet Brimstone, 50 małych łodzi do wspierania operacji rzecznych i przybrzeżnych oraz 40 pojazdów do rozminowywania i 61 pojazdów do pomocy w budowaniu pozycji obronnych. Ponadto Zełenski spotkał się także z nowym holenderskim ministrem spraw zagranicznych Casparrm Veldkampem i ministrem obrony Rubenem Brekelmansem. Obydwaj potwierdzili zdecydowane wsparcie Holandii dla Ukrainy i zapowiedzieli zapewnienie Ukrainie dodatkowej pomocy w celu rozszerzenia dochodzeń w sprawie praw człowieka i kryminalistyki osób zaginionych. Ponadto delegacja Unii Europejskiej na Ukrainie stwierdziła, że nic nie wskazywało na to, aby agencje rządowe Ukrainy sprzeniewierzyły fundusze przekazane przez obce państwa.
Dziennik The Economist dokonał własnych szacunków na podstawie analizy przeprowadzonej przez serwisy Meduza i Mediazona, a także na podstawie dokumentów, które wyciekły do Departamentu Obrony USA, a następnie podał, że od początku konfliktu zginęło lub zostało rannych od 462 tys. do 728 tys. rosyjskich żołnierzy. Według dziennika na każdego poległego Rosjanina przypadało ok. trzech lub czterech rannych. Największe straty ponieśli Rosjanie w wieku od 35 do 39 lat, których według obliczeń w całym okresie zginęło 27 tys. osób.

### 8 lipca

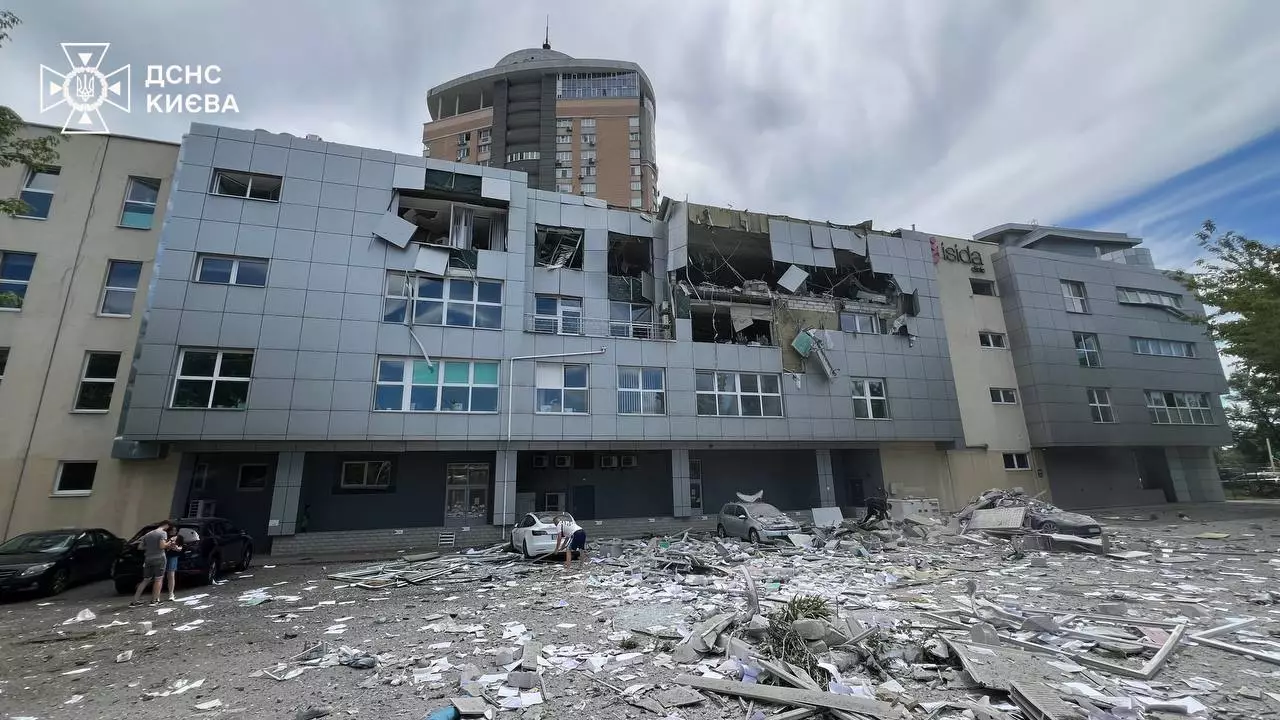
Centrum medyczne „Isida” w Kijowie po rosyjskim ataku rakietowym.

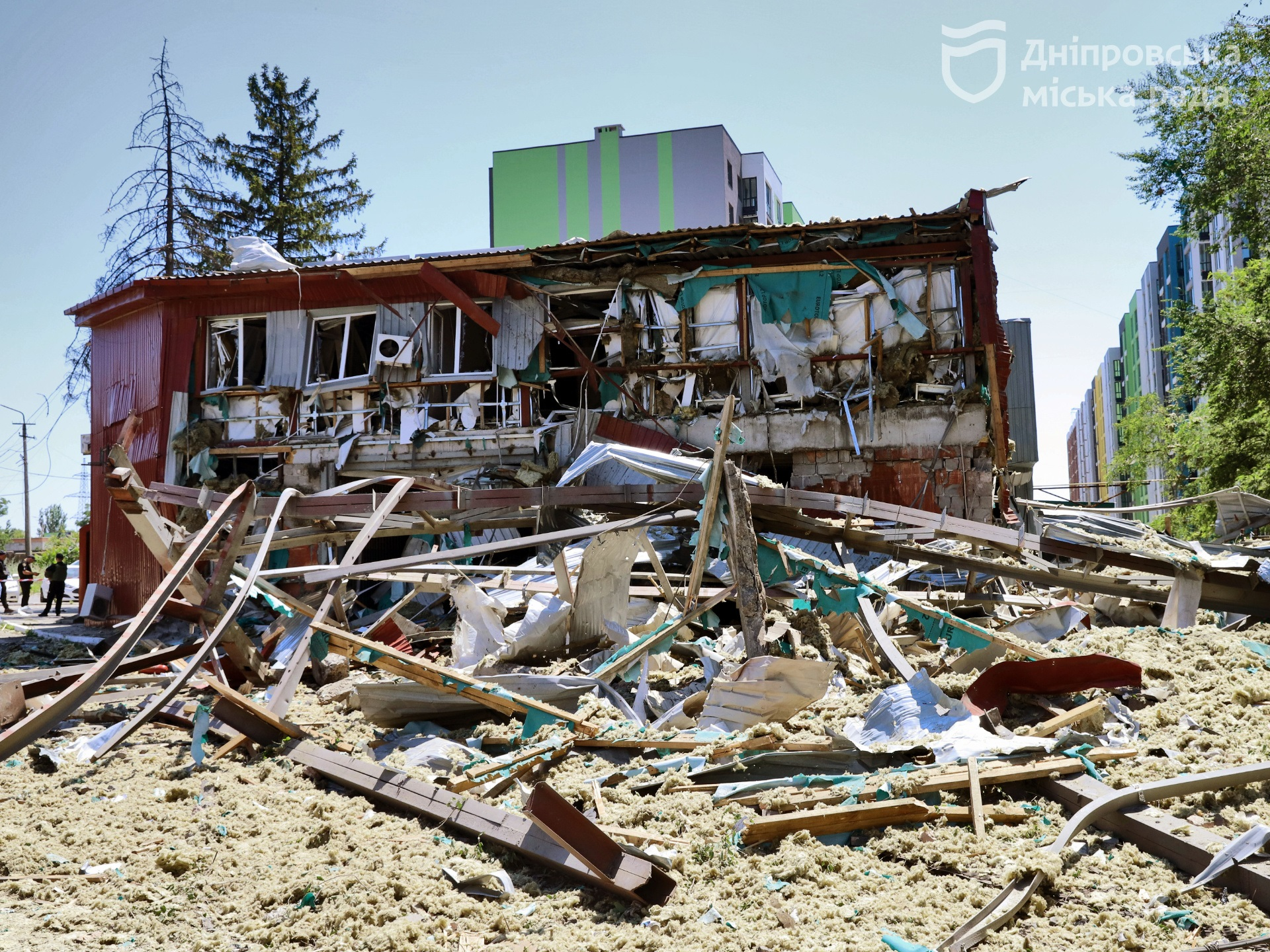
Stacja obsługi samochodów w Dnieprze po rosyjskim ataku rakietowym.

Według ISW siły ukraińskie odzyskały utracone pozycje w Czasiw Jarze, a wojska rosyjskie posunęły się w pobliżu Doniecka i w zachodnim obwodzie zaporoskim.
Siły Powietrzne Ukrainy poinformowały, że pomiędzy 10:00 a 11:00 Rosja przeprowadziła zmasowany atak rakietowy na całą Ukrainę przy pomocy 38 rakiet, w tym: jednego pocisku hipersonicznego Kindżał, czterech rakiet balistycznych Iskander-M, jednego hipersonicznego pocisku manewrującego Cyrkon, 13 rakiet manewrujących Ch-101, 14 rakiet manewrujących Kalibr, dwóch rakiet manewrujących Ch-22 i trzech rakiet manewrujących Ch-59/Ch-69. Ukraińska obrona przeciwlotnicza zniszczyła 30 rakiet, w tym jeden pocisk Kindżał, trzy rakiety Iskander-M, 11 rakiet Ch-101, 12 Kalibrów i wszystkie Ch-59/Ch-69.
Według ukraińskich władz w rosyjskich atakach zginęło co najmniej 41 osób, w tym czworo dzieci, a ponad 190 zostało rannych, w tym 13 dzieci. Co najmniej 34 osób zginęło, a 121 osób zostało rannych, w tym 10 dzieci w Kijowie, gdzie m.in. pocisk trafił w największy w kraju szpital dziecięcy (Ochmatdyt). Kolejne 11 osób zginęło (47 zostało rannych) w Krzywym Rogu, trzy (trzy ranne) w Pokrowsku i jedna (12 rannych) w Dnieprze. Do ataków doszło także w Żytomierzu, Kropywnyckim, Kramatorsku i Słowiańsku. Według prezydenta Zełenskiego w wyniku ataków uszkodzonych zostało ok. 100 obiektów, w tym szpital dziecięcy, domy, przedszkola, szpital położniczy, uczelnia i centrum biznesowe. Sześć rosyjskich rakiet uderzyło w fabrykę maszyn „Artem”, produkującą komponenty do rakiet. Uszkodzone zostały także trzy podstacje elektryczne DTEK.
Ministerstwo Obrony Rosji oświadczyło, że „w odpowiedzi na podejmowane przez reżim kijowski próby zniszczenia rosyjskich obiektów energetycznych i gospodarczych” siły rosyjskie przeprowadziły ataki na obiekty przemysłu obronnego i bazy lotnicze na Ukrainie. Ministerstwo dodało, że osiągnęło swoje cele i uderzyło we wszystkie wyznaczone cele. Według wstępnych ustaleń Biura Wysokiego Komisarza ds. praw człowieka szpital został trafiony rosyjskim pociskiem manewrującym Ch-101, natomiast Rosja stwierdziła, że został on trafiony przez ukraiński system przeciwlotniczy NASAMS, dostarczony przez Stany Zjednoczone wspólnie z Norwegią. Ponadto atak został sklasyfikowany jako zbrodnia wojenna przez Biuro Narodów Zjednoczonych ds. Koordynacji Pomocy Humanitarnej. Rosyjska polityka informacyjna w związku z atakiem na szpital była typowym przykładem dezinformacji, w ramach której rozpowszechniane były fałszywe fakty w celu wywołania niepewności co do prawdziwego przebiegu wydarzeń lub przekonania opinii publicznej do przyjęcia innego wyjaśnienia. W tym przypadku materiał filmowy wyraźnie pokazywał obecność rakiety manewrującej Ch-101. Niemniej jednak Rosjanie twierdzili, że był to ukraiński pocisk powietrze–powietrze AIM-120 AMRAAM. Celem była swego rodzaju „demonizacja” Ukrainy, Zachodu i zachodnich mediów w powiązaniu z jak największą relatywizacją lub wręcz uzasadnieniem rosyjskiej wojny agresywnej.
Niemieckie Ministerstwo Obrony ogłosiło, że dostarczyło Ukrainie nowy pakiet pomocy wojskowej, który obejmował wcześniej wspominany (trzeci) system przeciwlotniczy Patriot wraz z częściami zamiennymi i dodatkowymi rakietami oraz amunicję dla czołgów Leopard 1, 9 tys. szt. amunicji do dział przeciwlotniczych Gepard, 55 tys. pocisków 155 mm z niemieckich zapasów krajowych i 58 tys. szt. amunicji 40 mm. Ponadto dostarczono dwa radary obserwacji powietrznej TRML-4D, 30 dronów rozpoznawczych Vector, 200 mobilnych zakłócaczy dronów, 10 bezzałogowych okrętów nawodnych, cztery pojazdy do usuwania min Wisent 1 i jeden pojazd Bergepanzer 2. Rzecznik Rady Bezpieczeństwa Narodowego USA John Kirby powiedział, że po tym, jak Rosja przeprowadziła masowy atak na Ukrainę, Stany Zjednoczone w dalszym ciągu utrzymywały, że nie pozwolą stronie ukraińskiej na przeprowadzanie ataków w głąb Rosji; Ukraina nadal mogła używać amerykańskiej broni do ataków na terytorium Rosji bliżej granicy.
Prezydent Wołodymyr Zełenski złożył wizytę w Warszawie, gdzie spotkał się z premierem Polski Donaldem Tuskiem. Obaj omówili oczekiwane rezultaty nadchodzącego szczytu NATO, dwustronną współpracę obronną, partnerstwa handlowe i humanitarne, a także planowany udział Polski w pracach nad odbudową Ukrainy, a następnie podpisali dwustronne 10-letnie porozumienie o bezpieczeństwie. Porozumienie obejmowało m.in. dostawę eskadry (14) samolotów MiG-29 dla Ukrainy, wzmożoną współpracę przemysłów obronnych, utworzenie węzła logistycznego i „legionu ukraińskiego” w Polsce, a także możliwość przechwytywania przez Polskę rosyjskich rakiet i dronów w ukraińskiej przestrzeni powietrznej jeśli stanowiłyby zagrożenie dla polskiego terytorium. Rzecznik ds. bezpieczeństwa narodowego USA John Kirby odniósł się do propozycji zestrzeliwania rosyjskich rakiet z terytorium Polski, stwierdzając, że: „Nikt nie chce eskalacji tej wojny. Chcemy poszukiwać sposobów, aby Ukraina była skuteczna, ale nie chcemy eskalacji. Nie byłaby to dobre dla Ukraińców, nie byłoby dobre dla Polaków, nie byłoby dobre dla nikogo”. Według niego do polskiego rządu należy ustanawianie i wypowiadanie się na temat własnych procedur samoobrony, jednak dodał, że: „Nie chcemy dawać Putinowi argumentów, że wojnę wywołało NATO, że jest to wojna Rosji z Zachodem albo Rosji ze Stanami Zjednoczonymi”.
Rosyjska Federalna Służba Bezpieczeństwa poinformowała, że skutecznie uniemożliwiła ukraińskiemu wywiadowi nakłonienie pilota rosyjskiego samolotu Tu-22M3 do lądowania na Ukrainie przy wsparciu państw NATO, dodając, że ukraińskie służby próbowały zwerbować rosyjskiego pilota za pieniądze i włoskie obywatelstwo. Jednakże później armia rosyjska zbombardowała ukraińską bazę lotniczą, aby powstrzymać ten „spisek”.

### 9 lipca

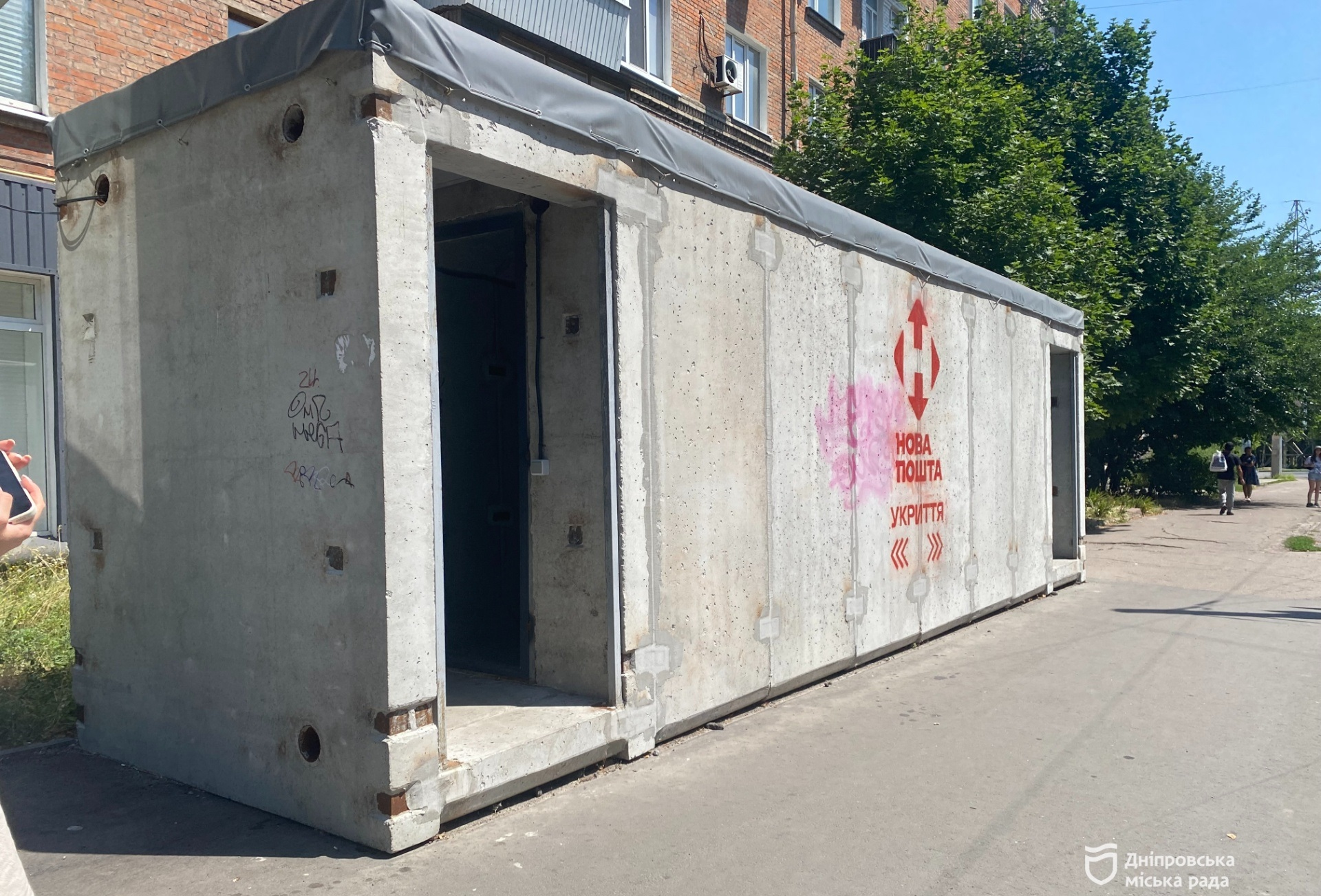
Schron przeciwbombowy w Dnieprze), który może pomieścić 15 osób. Jest to jeden z 52 schronów, które Nowa Poszta wybudowała w Dnieprze. Poza tym samorząd lokalny zainstalował kolejne 169 schronów.

Ministerstwo Obrony Rosji podało, że siły rosyjskie zajęły wieś Jasnobrodiwka, 45 km od Pokrowska w obwodzie donieckim, jednak rzecznik ukraińskiego Zgrupowania „Chortyca” Nazar Wołoszyn powiedział, że Ukraina kontrolowała sytuację w pobliżu miejscowości, stwierdzając, że: „To kolejne rosyjskie kłamstwo. Siły obronne kontrolują sytuację w pobliżu wsi”. Według Wołoszyna Rosjanie stracili w tym sektorze ok. 274 żołnierzy zabitych i rannych oraz dwie armaty, moździerz i osiem pojazdów oraz został uszkodzony inny sprzęt.
W opinii ISW wojska rosyjskie dokonały potwierdzonych postępów na południowy wschód od Czasiw Jaru, niedaleko Awdijiwki i na południowy zachód od Doniecka, a siły ukraińskie posunęły się na północ od Charkowa. Ponadto władze rosyjskie w dalszym ciągu rozmieszczały kontyngenty Rosgwardii na okupowanej Ukrainie w celu pełnienia funkcji organów ścigania. Brytyjskie Ministerstwo Obrony podało, że od początku rosyjskiej inwazji w 2022 roku do czerwca 2024 roku armia ukraińska zniszczyła lub uszkodziła 26 rosyjskich okrętów operujących w regionie Morza Czarnego. Ataki przeprowadzano w północnej części Morza Czarnego oraz na Morzu Azowskim. W ciągu ostatniego roku zwiększyła się zarówno liczba ataków, jak i skala spowodowanych nimi strat. W tym okresie nastąpiły ⅔ wszystkich ataków.
Ministerstwo Obrony Rosji stwierdziło, że zestrzelono 38 dronów nad obwodami biełgorodzkim (3), woroneskim (2), astrachańskim (5), kurskim (7) i rostowskim (21). Według doniesień doszło do pożaru składu ropy naftowej w Kałaczu nad Donem w obwodzie wołgogradzkim oraz dwóch podstacji energetycznych w obwodach wołgogradzkim i rostowskim. Źródła rosyjskie donosiły także, że w obwodzie biełgorodzkim jedna osoba zginęła, a dwie zostały ranne. Ukraińskie drony uderzyły w rosyjski ośrodek testowania rakiet Kapustin Jar w obwodzie astrachańskim. Według Astra „Dziewięć dronów uderzyło w terytorium jednostki wojskowej 15644 w pobliżu Znamenska, gdzie znajduje się poligon wojskowy Kapustin Jar. (...) Dwa kolejne drony uderzyły w terytorium jednostki wojskowej 15650 w Achtubinsku. Nie było informacji o zniszczeniach w sprzęcie wojskowym, ani o ofiarach”. Gubernator Władimir Mikhed podał, że zestrzelono ponad 20 dronów, a jeden z nich rozbił się na polu. Zdjęcia satelitarne ujawniły ślady wypaleń w obiekcie. Ukraińska grupa partyzancka „Atesz” poinformowała, że dokonano sabotażu na głównym połączeniu kolejowym między Rostowem nad Donem a okupowanym Mariupolem, z którego korzysta rosyjskie wojsko „do transportu sprzętu wojskowego i personelu na front”. Według doniesień jeden z partyzantów spalił szafkę przekaźnikową w pobliżu miasta Szachty, publikując następnie nagranie filmowe w internecie.
Według OSW 4 lipca potwierdzono wycofanie się ostatnich oddziałów ukraińskich z przedmieścia leżącego na wschodnim brzegu kanału Doniec–Donbas Czasiw Jaru. Zabudowania tego obszaru zostały kompletnie zniszczone przez Rosjan, co czyniło jego dalszą obronę niemożliwą. Bezpośrednie walki o przedmieście toczyły się przez ostatnie trzy miesiące, a Rosjanie za cenę dużych strat opanowali niewielką część miasta (ok. 10% jego powierzchni) oraz wyszli na linię kanału na odcinku o szerokości 5 km, od północy i południa oskrzydlonego przez pozycje przeciwnika. Linia frontu w tym rejonie, głównie utrzymanie przez Ukraińców dużego węzła oporu w okolicach Kliszczijiwki i Andrijiwki, znacznie utrudniało siłom rosyjskim dalsze ataki w kierunku zachodnim. Rosjanie kontynuowali ataki w okolicach Nju-Jorka i Torećka, gdzie odnosili sukcesy taktyczne. W ostatnich dniach udało im się przesunąć w jednym miejscu o ok. 5 km w głąb ukraińskiego zgrupowania niedaleko pierwszej miejscowości; starcia trwały już na jej obrzeżach. W ciągu ostatniego tygodnia najeźdźcy poczynili niewielkie postępy w rejonie Oczeretynego, wypierając Ukraińców z kolejnych punktów oporu (okolice wsi Jewheniwka, Nowopokrowśke i Umanśke). Na tym kierunku wojska rosyjskie były bliskie osiągnięcia Wołczy na odcinku od linii kolejowej Awdijiwka–Pokrowsk do drogi łączącej te dwa miasta; rzeka stanowiła poważną przeszkodę terenową i dogodną rubież obrony dla armii ukraińskiej.
Prezydent Joe Biden powiedział na szczycie NATO, że Putin myślał, że sojusz rozpadnie się przed wybuchem wojny rosyjsko-ukraińskiej, jednak teraz NATO było najpotężniejsze w historii. Putin próbował całkowicie podbić Ukrainę i wymazać ją z mapy, ale Ukraina miała wolę powstrzymania Putina, a po wojnie pozostanie wolnym i niepodległym krajem. Stany Zjednoczone i sojusznicy ogłosili dostarczenie Ukrainie w nadchodzących miesiącach pięciu strategicznych i kilkudziesięciu taktycznych systemów obrony powietrznej. Należały do nich dodatkowe systemy przeciwlotnicze Patriot dostarczone przez Stany Zjednoczone, Niemcy i Rumunię, komponenty Patriot dostarczone przez Holandię i innych partnerów oraz dodatkowy system obrony powietrznej SAMP/T dostarczony przez Włochy. Sekretarz generalny NATO Jens Stoltenberg poinformował, że sojusz złożył w imieniu kilku krajów członkowskich zamówienie na pociski przeciwlotnicze FIM-92 Stinger za 700 milionów dolarów.
Departament Sprawiedliwości Stanów Zjednoczonych ogłosił, że zlikwidował 968 kont botów w mediach społecznościowych, w szczególności na platformie X, obsługiwanych przez Rosję i wykorzystywanych do rozpowszechniania prorosyjskich i antyukraińskich dezinformacji z wykorzystaniem fikcyjnych obywateli amerykańskich.

### 10 lipca
Ukraiński projekt DeepState poinformował, że Rosja zajęła wieś Jewheniwka w obwodzie donieckim.
Według ISW pierwszy wiceminister obrony generał porucznik Iwan Hawryliuk podkreślił, że solidna zachodnia pomoc wojskowa będzie kluczowa dla zdolności Ukrainy do przejęcia inicjatywy na polu bitwy. Hawryliuk zakwestionował także pogląd, że siły rosyjskie będą w stanie w nieskończoność podtrzymywać konsekwentny, stopniowy postęp, który potwierdzał teorię prezydenta Putina o zwycięstwie w wojnie na wyniszczenie. Siły ukraińskie już próbowały przejąć inicjatywę na polu bitwy w ograniczonych i zlokalizowanych kontratakach na poziomie taktycznym. Hawryliuk ocenił, że Rosja stanie przed średnio- i długoterminowymi wyzwaniami gospodarczymi i sprzętowymi, które utrudnią armii rosyjskiej zdolność do nieskończonego utrzymywania inicjatywy na całym froncie i konsekwentnej presji ofensywnej, skutkującej stopniowym pełzającym postępem i wygraniem wojny na wyniszczenie. Teoria Putina o powolnym, miażdżącym zwycięstwie na Ukrainie opierała się w szczególności na zaakceptowaniu utrzymującego się wysokiego wskaźnika ofiar, czego przykładem były raportowane straty rosyjskie poniesione podczas dwóch ostatnich wysiłków ofensywnych. Tymczasem wojska rosyjskie zrobiły postępy w Wołczańsku, koło Kreminnej i niedaleko Torećka.
Według Sił Powietrznych Ukrainy Rosja przeprowadziła atak rakietowy i dronów na Ukrainę za pomocą 20 dronów Shahed 136/131 (z Primorsko-Achtarska i Krymu) oraz rakiety balistycznej Iskander-M i czterech rakiet manewrujące Ch-59/Ch-69 (z Krymu). Ukraińska obrona przeciwlotnicza zniszczyła 14 dronów w obwodach odeskim, mikołajowskim, dniepropetrowskim, rówieńskim, chmielnickim, chersońskim, czerkaskim i winnickim. Z kolei rakiety „zaatakowały infrastrukturę portową w Odessie, jednak w wyniku środków zaradczych trzy rakiety Ch-59/Ch-69 i trzy drony szturmowe nie dotarły do celów”. Gubernator Ołeh Kiper poinformował, że w rosyjskich atakach na infrastrukturę portową w obwodzie odeskim zginęły dwie osoby. Ponadto jedna osoba zginęła w wyniku rosyjskiego ostrzału w Nikopolu. Gubernator Witalij Kim poinformował, że jedna osoba zginęła w rosyjskim ataku na Wozniesieńsk w obwodzie mikołajowskim. Rannych zostało osiem kolejnych osób, w tym mer miasta Jewhenij Wełyczko. Atak spowodował pożar w obiekcie cywilnym.
Premier Jonas Gahr Støre ogłosił, że Norwegia zdecydowała się przekazać Ukrainie sześć samolotów F-16, a dostawy rozpoczną się w 2024 roku. Sekretarz stanu USA Antony Blinken oraz premierzy Dick Schoof i Mette Frederiksen poinformowali, że nieokreślona liczba myśliwców F-16 z Danii i Holandii była w drodze na Ukrainę, a ich uruchomienie zaplanowano na lato 2024 roku, „aby zapewnić Ukrainie możliwość dalszej skutecznej obrony przed rosyjską agresją”. Następnie Ministerstwo Obrony Holandii ogłosiło, że Holandia przeznaczyła dodatkowe 300 mln euro na zakup amunicji do myśliwców F-16, które ma otrzymać Ukraina. Ponadto minister spraw zagranicznych Tobias Billström powiedział, że Szwecja jest otwarta na dostarczenie Ukrainie myśliwców Saab JAS 39 Gripen po ukończeniu planu sojuszniczego dotyczącego dostarczenia Ukrainie myśliwców F-16, jednakże dalsze kroki będą zależeć od Ukrainy.
Biały Dom potwierdził, że członkowie NATO przekażą Ukrainie ok. 43 mld dolarów z podstawowych funduszy na pomoc w zakresie bezpieczeństwa w ramach kontynuacji pomocy na następny rok oraz utworzą w Niemczech nowe dowództwo wojskowe, które będzie odpowiedzialne za szkolenie i wyposażenie ukraińskich żołnierzy. Ponadto mianowano starszego przedstawiciela NATO, który będzie stacjonował w Kijowie. Premier Luís Montenegro podał, że Portugalia planuje przeznaczyć na pomoc dla Ukrainy 220 mln euro w 2024 roku i taką samą kwotę w 2025 roku. Premier Wielkiej Brytanii Keir Starmer powiedział, że nowy rząd laburzystów będzie kontynuował politykę poprzedniego rządu konserwatystów i umożliwi Ukrainie wykorzystanie dostarczonych rakiet dalekiego zasięgu Storm Shadow „przeciwko celom wojskowym na terytorium Rosji”, podkreślając, że ich użycie musi być zgodne z międzynarodowym prawem humanitarnym i będzie służyło „do celów obronnych”. Ministrowie obrony Wielkiej Brytanii, Holandii, Łotwy, Nowej Zelandii i Szwecji podali, że przekażą Ukrainie 49 mln dolarów w ramach „koalicji dronowej” na dostarczenie 1 mln dronów FPV i innych typów dronów, w tym rozpoznawczych i szturmowych, a także ulepszeń sztucznej inteligencji i przeciwdziałania dronom.
Prezydent Wołodymyr Zełenski spotkał się z premierem Luksemburga Luciem Friedenem w Waszyngtonie, gdzie obie strony podpisały dwustronne porozumienie o bezpieczeństwie. Luksemburg potwierdził swoje wsparcie dla przyszłego członkostwa Ukrainy w Unii Europejskiej i NATO oraz przeznaczy 80 mln euro na pomoc wojskową dla Ukrainy.
Minister obrony Władysław Kosiniak-Kamysz oświadczył, że Polska nie zastosuje się do żądania Ukrainy w sprawie zestrzeliwania rosyjskich rakiet zmierzających na zachodnią Ukrainę bez decyzji całego NATO, stwierdzając, że: „To że Ukraińcy o tym mówią, mówią o tym od dawna, mówią o krajach NATO. Jest dla mnie rzeczą naturalną. Ukraina będzie mówić dużo wyżej niż będzie mogła osiągnąć. I to jest trochę tak w tym przypadku. Jeśli by taka decyzja była to może być to decyzja tylko sojusznicza. Nigdy to nie będzie decyzja indywidualna Polski”.
Ukraińska prawda, powołując się na anonimowego urzędnika NATO, podała, że ukraińskie ataki dronów na rosyjskie rafinerie ropy naftowej spowodowały spadek wolumenu rafinacji rosyjskiej ropy o ok. 17%. Urzędnik stwierdził także, że: „Myślę, że będziemy to nadal obserwować, ponieważ Ukraina używa różnych rodzajów broni, co będzie miało dalszy wpływ na rosyjską gospodarkę”.
Szef SG Wojska Polskiego generał Wiesław Kukuła, powiedział, że Polska musi przygotować swoich żołnierzy na „konflikt na pęłną skalę” i w związku z tym zwiększono liczbę żołnierzy na granicy z Rosją i Białorusią. Wiceminister obrony Paweł Bejda potwierdził, że liczba żołnierzy obecnych w tym regionie wzrośnie z 6 tys. do 8 tys.
Według oświadczenia FSB udaremniono próbę zniszczenia lotniskowca „Admirał Kuzniecow”. W marcu 2024 roku oficer ukraińskiego wywiadu, który przedstawił się jako Oleg, za pomocą komunikatorów WhatsApp i Telegram, skontaktował się z obywatelem Rosji służącym na lotniskowcu Admirał Kuzniecow. Według FSB za wysoką nagrodę i możliwość opuszczenia terytorium Rosji oficer wywiadu zaproponował przeprowadzenie ataku terrorystycznego na statek. Operacja odbyła się pod bezpośrednim nadzorem szefa wywiadu ukraińskiego generała Kyryło Budanowa.

### 11 lipca
Zastępca dowódcy 3 Oddzielnej Brygady Szturmowej Maksym Żorin powiedział, że ukraińscy żołnierze pokrzyżowali rosyjskie plany przebicia się w kierunku Borowej w obwodzie charkowskim, stwierdzając, że: „Wróg naprawdę planował tu przełom i natarcie, ale nie udało mu się zdobyć nawet metra ziemi”. Dodał, że rosyjski atak został zatrzymany przez skoncentrowany ogień, głównie przy użyciu dronów. Według niego pomimo podejmowanych przez wojska rosyjskie prób przeprowadzenia lokalnych ataków, ich główne wysiłki na odcinku 3 Brygady „zostały jak dotąd udaremnione”.
W ocenie ISW siły ukraińskie posunęły się na północ od Charkowa, a wojska rosyjskie poczyniły postępy na południe od Siewierska, na północny zachód od Awdijiwki i na zachód od Doniecka.
Ukraińska Państwowa Służba Ratunkowa stwierdziła, że rosyjskie wojsko użyło dronów do zrzucenia materiałów wybuchowych na wóz strażacki, który pomagał w gaszeniu pożaru w miejscu ataku w Biłozerce w obwodzie chersońskim. Nie było doniesień o ofiarach. Rosjanie zaatakowali Myrnohrad w obwodzie donieckim pięcioma bombami kierowanymi UMPB D-30SN, w wyniku czego zginęło dziecko oraz zniszczono 43 domy prywatne i dwa budynki mieszkalne.
Stany Zjednoczone zapowiedziały pakiet pomocy wojskowej dla Ukrainy o wartości do 225 mln dolarów, który obejmował m.in. jedną baterię MIM-104 Patriot, amunicję do systemów NASAMS i M142 HIMARS, wyrzutnie przeciwlotnicze FIM-92 Stinger, pociski artyleryjskie 155 mm i 105 mm oraz broń przeciwpancerną Javelin i AT-4. Premier Jonas Gahr Støre zapowiedział, że Norwegia przeznaczy ok. 93 mln dolarów na wzmocnienie obrony powietrznej Ukrainy i będzie współpracować z Niemcami, aby jesienią br. roku zapewnić Ukrainie kompletny system obrony powietrznej IRIS-T. Australijski Departament Obrony ogłosił, że przekaże Ukrainie (do tej pory największą) pomoc wojskową o wartości 168 mln dolarów, obejmującą rakiety przeciwlotnicze, broń powietrze–ziemia (w tym manewrującą), broń przeciwpancerną, pociski, amunicję i buty wojskowe oraz zapowiedział pomoc w szkoleniu ukraińskich żołnierzy.
Prezydent Zełenski spotkał się z prezydentem Rumunii Klausem Iohannisem w Waszyngtonie. Obie strony podpisały dwustronne porozumienie o bezpieczeństwie mające na celu wzmocnienia współpracy w zakresie bezpieczeństwa w regionie Morza Czarnego. Rumunia zapewni także Ukrainie system obrony powietrznej Patriot. Minister spraw zagranicznych Radosław Sikorski powiedział, że Polska rozpoczęła przygotowania do utworzenia pierwszego Legionu Ukraińskiego, zgodnie z dwustronną umową o bezpieczeństwie z Ukrainą. Polska przeszkoli i wyposaży Legion, który następnie zostanie oddelegowanu na Ukrainę i powróci do Polski po odbyciu rotacji.
Prokuratura Generalna Ukrainy poinformowała, że „zajęła” statek towarowy „Usko Mfu” pływający pod banderą Kamerunu u wybrzeży obwodu odeskiego oraz aresztowała jego azerbejdżańskiego kapitana pod zarzutem nielegalnego eksportu przez Sewastopol zboża wyprodukowanego na okupowanym przez Rosję Krymie. W momencie zajęcia statku na pokładzie znajdowało się także 12 innych zagranicznych członków załogi, nie podając jednak, jakiego są obywatelstwa ani czy im również zostaną postawione zarzuty.
Zgromadzenie Ogólne ONZ przyjęło uchwałę 99 głosami „za”, 9 „przeciw” i 60 „wstrzymujących się”, nakazującą Rosji natychmiastowe wycofanie swoich żołnierzy i nieuprawnionego personelu z Zaporoskiej Elektrowni Jądrowej i przywrócenie kontroli władzom ukraińskim oraz wezwano Rosję do natychmiastowego zaprzestania ataków na krytyczną infrastrukturę energetyczną Ukrainy, wierząc, że ataki zwiększą ryzyko awarii lub incydentu nuklearnego we wszystkich ukraińskich obiektach jądrowych.
Wicepremier ds. integracji europejskiej i euroatlantyckiej Olga Stefaniszyna potwierdziła, że ponad 10 tys. kobiet pełniło wówczas role bojowe na liniach frontu Ukrainy, dodając, że „Ukraińcy – zarówno kobiety, jak i mężczyźni – stoją zjednoczeni przeciwko rosyjskiej agresji”. Były Naczelny dowódca armii ukraińskiej generał Wałerij Załużny poinformował na Telegramie, że oficjalnie objął stanowisko ambasadora Ukrainy w Wielkiej Brytanii.
Według CNN Centralna Agencja Wywiadowcza odkryła rosyjskie plany zamordowania dyrektorów europejskiego przemysłu obronnego zaopatrujących Ukrainę. Niemieckie tajne służby potwierdziły, że zostały o tym poinformowane przez służby USA. Według stacji próba zamachu na szefa Rheinmetall Armina Pappergera została pomyślnie udaremniona. Z drugiej strony, Der Spiegel stwierdził, że wysocy rangą niemieccy urzędnicy określili to sformułowanie jako zbyt drastyczne, gdyż nie było konkretnych informacji na temat rodzaju ataku ani grupy sprawców.
Ukraińska prawda podała, że 8 lipca 2024 roku rosyjski pilot z 22 Dywizji Lotnictwa Ciężkich Bombowców (jednostka wojskowa 06987, lotnisko Engels) skontaktował się z wywiadem ukraińskim po rosyjskim ataku na szpital dziecięcy w Ochmatdyt oraz przekazał poufne informacje, w tym dane osobowe, zdjęcia i inne dokumenty na temat swojej jednostki, które pomogły zidentyfikować 30 dowódców 22 Dywizji Lotnictwa. Według doniesień pilot „był zszokowany atakiem na szpital dziecięcy, dlatego zdecydował się przekazać stronie ukraińskiej dokumenty związane z działalnością jego jednostki wojskowej, a także prywatne zdjęcia personelu dowodzenia”.

### 12 lipca
Według projektu DeepState ukraińska armia przejęła kontrolę na wsią Sotnyćkyj Kozaczok w obwodzie charkowskim, oczyszczając miejscowości z obecności Rosjan. Stwierdzono także, że rosyjscy żołnierze posuwali się na froncie w obwodzie donieckim w pobliżu osiedli Wozdwyżenka, Juriwka, a także w Rozdoliwce i Nowoseliwce Perszej, z kolei w Urożajne i Krasnohoriwce trwały walki.
Według ISW zachodni i amerykańscy urzędnicy oceniali, że siły ukraińskie będą w dalszym ciągu znajdować się w defensywie przez następne sześć miesięcy i nie będą w stanie przeprowadzić kontrofensywy na dużą skalę aż do 2025 roku. Ukraińcy próbowali już zakwestionować inicjatywę taktyczną Rosji w ograniczonych kontratakach na wybranych odcinkach frontu, jednak mogą być w stanie przeprowadzić ograniczone operacje kontrofensywne nawet w dużej mierze w defensywie, w zależności od przybycia pomocy z Zachodu. Tymczasem siły rosyjskie poczyniły potwierdzone postępy w pobliżu Awdijiwki i na granicy obwodu donieckiego i zaporoskiego. Według doniesień rosyjskie jednostki piechoty atakowały ukraińskie pozycje okopów w pojedynczych kolumnach z powodu wszechobecnych ukraińskich pól minowych i słabego wyszkolenia szturmowego.
Według portalu Meduza, powołującej się na niezależnych ekspertów wojskowych, Rosja nacierała jednocześnie na wielu odcinkach frontu, a armia ukraińska przerzucała rezerwy do najbardziej zagrożonych miejsc, jednak "kryzys w ukraińskiej obronie nasilał się". W ostatnich dniach Rosjanie wdarli się do miejscowości na obrzeżach Torećka. Ukraińskie dowództwo musiało szukać rezerw, aby "załatać dziurę w obronie". W pierwszej kolejności wysłano tam 95 Brygadę Szturmowo-Desantową, która stacjonowała w rejonie Kupiańska, jednak i tam była sytuacja kryzysowa, ponieważ Rosjanie posuwali się w kierunku rzeki Oskoł i mogli odciąć kanały zaopatrzenia ukraińskiej armii. Ponadto Ukraina wykorzystywała dotychczasowe wsparcie z Zachodu dla wzmocnienia oddziałów w rejonie Charkowa, próbując wypchnąć wojska rosyjskie z terytorium Ukrainy.
Państwowa Służba Ratunkowa poinformowała, że siły rosyjskie przeprowadziły kilka ataków na obwód doniecki, zabijając sześć osób i raniąc 19 kolejnych. Miasto Łyman w rejonie kramatorskim znalazło się pod ostrzałem, gdzie siedem osób rannych oraz zniszczono domy prywatne. W rejonie Pokrowska w wyniku ostrzału zginęły cztery osoby, a dziewięć zostało rannych, w tym dziecko. Co najmniej dwie osoby zostały uwięzione pod gruzami w Konstantynówce w wyniku intensywnego ostrzału i pożaru w jednym z budynków; ranne zostały co najmniej trzy inne osoby. Prokuratura podała, że sześć osób zostało rannych w wyniku wybuchu miny potykającej, gdy próbowały ewakuować się we wsi Starycia w obwodzie charkowskim.
Siły ukraińskie uderzyły w rosyjski system obrony powietrznej S-300V w pobliżu lotniska w Mariupolu. Incydent został ujawniony przez kanał  na Telegramie „CyberBoroshno”, który udostępnił zdjęcie satelitarne rzekomo przedstawiające rosyjski system obrony powietrznej na lotnisku, mający na celu ochronę kluczowych obiektów krajowych, wojskowych i przemysłowych.
Premier Mette Frederiksen powiedziała, że Ukraina może używać dostarczonych przez Danię myśliwców F-16 do ataków na cele wojskowe w Rosji zgodnie z prawem międzynarodowym i w zależności od okoliczności oraz nie zgadzała się z twierdzeniem, że zachodnie dostawy broni mogą prowadzić do eskalacji, mówiąc, że jedyna odpowiedzialność za wojnę spoczywała na Rosji, a Ukraina miała prawo się bronić. Emmanuel Bonne, doradca ds. polityki zagranicznej prezydenta Emmanuela Macrona, poinformował, że Francja zezwoliła Ukrainie na użycie francuskiej broni przeciwko wszystkim celom wojskowym na terytorium Rosji, pod warunkiem, że stanowi ono zagrożenie dla Ukrainy i że Kreml nie będzie celem. Brytyjskie Ministerstwo Obrony wyjaśniło, że nie wydano zgody na używanie przez Ukrainę pocisków Storm Shadow do atakowania celów w Rosji, co podczas szczytu NATO zasugerował premier Keir Starmer i ogłosił prezydent Zełenski. Resort oświadczył, że polityka rządu „nie uległa zmianie” w odniesieniu do użycia pocisków dalekiego zasięgu.
Minister spraw zagranicznych Radosław Sikorski w rozmowie z American Enterprise Institute powiedział, że Polska rozważała propozycję Kijowa w sprawie zestrzeliwania rosyjskich rakiet lecących w stronę terytorium Polski, gdy znajdują się one jeszcze w przestrzeni powietrznej Ukrainy oraz stwierdzając, że: „Na tym etapie jest to pomysł. Zgodnie z umową zbadamy ten pomysł”.
Rzeczniczka rosyjskiego MSZ Marija Zacharowa powiedziała, że Ukraina przygotowywała się do zniszczenia tamy Kijowskiej Elektrowni Wodnej i Zbiornika Kaniowskiego, oskarżając Kijów o „kolejną prowokację przeciwko Rosji” w celu zrzucenia winy na Rosję i zwrócenia się o dodatkową pomoc wojskową z Zachodu. Ministerstwo Spraw Zagranicznych Ukrainy zaprzeczyło oskarżeniom Zacharowej, uznając te uwagi za „absurdalne”, stwierdzając, że „Ukraina nie może mieć realistycznego celu ani motywu, aby niszczyć własną infrastrukturę lub zagrażać własnemu społeczeństwu” i dodając, że „jeśli chodzi o «zrzucanie winy na Rosję», reżim rosyjski wykonuje tam dobrą robotę, dokonując własnych zbrodni wojennych”.

### 13 lipca
Ukraiński projekt DeepState poinformował, że siły rosyjskie zajęły wioskę Urożajne w obwodzie donieckim oraz posunęły się w pobliżu Ołeksandropola, Nowoseliwki Perszy i Makiejewki, a walki trwały w Zaliznem i Kliszczijiwce.
W opinii ISW siły ukraińskie odzyskały utracone pozycje w pobliżu Kupiańska i Swatowego, a wojska rosyjskie posunęły się w pobliżu Kreminnej, Torećka i Awdijiwki oraz na granicy obwodu donieckiego i zaporoskiego.
Gubernator Wadym Filłaszkin oświadczył, że w ciągu ostatniej doby wojska rosyjskie zabiły sześciu mieszkańców obwodu donieckiego i raniły kolejne 11 osób. Ministerstwo Spraw Wewnętrznych oświadczyło, że armia rosyjska przeprowadziła „podwójne uderzenie” rakietowe na stację kolejową w Budach, w wyniku czego zginęły dwie osoby, w tym szef Państwowej Służby Ratunkowej w obwodzie charkowskim Artem Kostyria i sierżant policji Ołeksij Koszczej, a 25 kolejnych zostało rannych, w tym trzech ratowników, policjant i ok. 20 cywilów. Ataki uszkodziły infrastrukturę kolejową, w tym wagony kolejowe, a pięciu pracowników kolei zostało rannych. Gubernator Ołeksandr Prokudin poinformował, że łącznie trzy osoby zginęły, a pięć zostało rannych w rosyjskich atakach na Tokariwkę i Pryozerne pod Chersoniem w obwodzie chersońskim. Według Sił Powietrznych Ukrainy Rosja zaatakowała Ukrainę pięcioma dronami Shahed 136/131, wystrzelonymi z Primorsko-Achtarska. Mobilne grupy ogniowe zniszczyły cztery drony w obwodach donieckim i charkowskim.
Gubernator Wasilij Gołubiew stwierdził, że ok. 4:00 nad ranem w wyniku ukraińskiego ataku dronów na skład ropy na przedmieściach Cymlańska w obwodzie rostowskim doszło do dużego pożaru, dodając, że: „Według wstępnych danych nie było ofiar śmiertelnych ani poszkodowanych. (...) Na miejscu pracowała straż pożarna. Zaangażowanych było 49 osób i 14 jednostek sprzętu”. Według Ministerstwa Obrony Rosji rosyjska obrona przeciwlotnicza zestrzeliła dwa drony nad obwodem rostowskim i dwa nad obwodami biełgorodzkim i kurskim.
Prezydent Czech Petr Pavel ogłosił, że Ukraina otrzyma 50 tys. pocisków od lipca do sierpnia, a dodatkowe 80–100 tys. pocisków prawdopodobnie zostanie dostarczone w okresie od września do końca grudnia 2024 roku. Stany Zjednoczone opracowywały nowy i stosunkowo niedrogi pocisk dalekiego zasięgu specjalnie dla Sił Powietrznych Ukrainy. Był to pocisk o rozszerzonym zasięgu (ERAM), wystrzeliwany z powietrza o zasięgu ok. 460 km oraz ważący 225 kg i posiadający głowicą odłamkową zdolną do niszczenia celów opancerzonych.
Szef wywiadu ukraińskiego generał Kyryło Budanow udzielił ukraińskiemu serwisowi NV długiego wywiadu, stwierdzając, że aby nie wywoływać paniki, nie chce rozmawiać na temat rosyjskiej ofensywy w obwodzie sumskim i czernihowskim, dodając jednak, że odpowiednie sygnały już się pojawiły.
Prezydent Białorusi Alaksandr Łukaszenka oświadczył, że nakazał wycofanie wojsk z granicy z Ukrainą. Podczas spotkania w Łunińcu w obwodzie brzeskim Łukaszenka stwierdził, że sytuacja się ustabilizowała, a Ukraina wycofała swoje wojska oraz zapowiedział, że białoruscy żołnierze zostaną przeniesieni na stałe pozycje rozmieszczenia. „Nie będziemy tu walczyć i nie będziemy skupiać tu naszych sił zbrojnych, z wyjątkiem oddziałów specjalnych”.

### 14 lipca
Sztab Generalny Ukrainy podał, że sytuacja w pobliżu frontowego miasta Torećk w obwodzie donieckim była „napięta”, a najcięższe walki toczyły się w pobliżu Pokrowska. „Walki trwały w trzech lokalizacjach w pobliżu Piwnicznego i Nju-Jorka, a 12 ataków zostało już odpartych”, jednak „najgorętsza” sytuacja panowała wówczas w Pokrowsku, gdzie siły rosyjskie 35 razy atakowały pozycje ukraińskie, z których 29 odparto. „Sytuacja w pobliżu Nowoołeksandriwki, Nowoseliwki Perszy i Prohresu, gdzie nadal toczyły się walki, pozostawała napięta”. Ponadto wojska ukraińskie odparły ataki rosyjskie w pobliżu Charkowa, Kupiańska, Łymanu, Siewierska i Kramatorska.
Według ISW rosyjskie dowództwo wojskowe skierowało do walki słabo wyposażone jednostki, które początkowo miały służyć jako rezerwa operacyjna do działań bojowych, prawdopodobnie ze względu na ograniczenia rosyjskiej bazy przemysłowej lub ze względu na wysiłki mające na celu wzmocnienie trwających rosyjskich szturmów na Ukrainie. Tymczasem siły ukraińskie odzyskały utracone pozycje w pobliżu Wołczańska, a wojska rosyjskie posunęły się w pobliżu Awdijiwki. Przewodniczący Komitetu Obrony Dumy Państwowej Andriej Kartapołow powiedział, że Ministerstwo Obrony Rosji nie planuje demobilizacji żołnierzy zmobilizowanych jesienią 2022 roku przed zakończeniem wojny.
Sztab Generalny Ukrainy podał, że Rosja atakowała w kierunkach Charkowa, Kupiańska, Łymanu, Siewierska, Kramatorska, Torećka, Pokrowska, Kurachowego, Wremiwki, Zaporoża, Hulajpola i Chersonia, gdzie doszło do 114 starć. W ciągu 24h wojska rosyjskie przeprowadziły trzy ataki rakietowe, 64 naloty, 1168 ataków dronów i 79 ostrzałów na pozycje ukraińskie i obszary zaludnione.
Gubernator Wadym Fiłaszkin poinformował, że rosyjskie wojska przeprowadziły ataki rakietowe na Łyman i Myrnohrad w obwodzie donieckim, zabijając jedną osobę i raniąc co najmniej dziewięć kolejnych. W Myrnohradzie uderzono w budynek administracyjny i wielopiętrowy budynek mieszkalny, z kolei w Łymaniu trafiono w budynek i kawiarnię. Dowództwo Powietrzne "Wschód" poinformowało, że w nocy zestrzelono dwie rosyjskie rakiety manewrujące typu Ch-59/Ch-69 oraz cztery drony rozpoznawcze, w tym trzy Orłan-10 i jeden Zala.
Według p.o. gubernatora Aleksieja Smirnowa i kanały na Telegramie „Mash” wieża telewizyjna w Sudży w obwodzie kurskim, w wyniku czego doszło d pożaru obiektu. Wcześniej „ukraińskie” drony zaatakowały skład ropy w obwodzie rostowskim.
Sekretarz generalny NATO Jens Stoltenberg powiedział, że zgodnie z prawem międzynarodowym w związku z wojną Ukraina ma prawo do samoobrony, w tym do ataków na terytorium Rosji; „Moje stanowisko jest takie, że nie ma wątpliwości, że Ukraina ma prawo atakować uzasadnione cele wojskowe na terytorium kraju agresora, czyli Rosji. Jest to jasno określone przez prawo międzynarodowe. Ponieważ jest to wojna, którą Rosja rozpoczęła przeciwko Ukrainie, Ukraina ma prawo do samoobrony, w tym do uderzeń na terytorium agresora. Jest to dla mnie całkowicie jasne”. Stoltenberg dodał, że w związku ze wzrostem liczby rosyjskich ataków coraz więcej sojuszników „łagodziło swoje ograniczenia” dotyczące przekazywanej broni, stwierdzając, że; „Z radością przyjmuję decyzję sojuszników o umożliwieniu szerszego użycia broni do uderzenia w te cele”. Stoltenberg odniósł się do pomysłu zestrzeliwania przez Polskę rosyjskich rakiet nad terytorium Ukrainy i wyraził swój przeciw wobec tego pomysłu, uważając, że: „NATO nadal będzie wspierać Ukrainę (...), ale polityka NATO pozostaje niezmieniona – nie będziemy uczestniczyć w tym konflikcie. Nie staniemy się częścią konfliktu. Dlatego wspieramy Ukrainę w niszczeniu rosyjskich samolotów, ale NATO nie będzie w to bezpośrednio zaangażowane”.
Ministerstwo Obrony Rosji poinformowało, że armia rosyjska zaczęła używać samolotów Su-34 do wystrzeliwania w kierunku Ukrainy bomb szybujących o masie 3 tys. kg oraz opublikowało nagranie filmowe, który rzekomo przedstawiało bombę lotniczą FAB-3000, przymocowaną do myśliwca i zrzuconą terytorium Ukrainy. Wcześniej, 20 czerwca 2024 roku, rosyjski bloger wojenny udostępnił film, na którym bomba FAB-3000 M-54 z uniwersalnym modułem planowania i korekcji (UMPK) uderzyła w Łypci w obwodzie charkowskim.
Brytyjski dziennik The Telegraph, powołując się na wojska ukraińskie na pierwszej linii frontu, podał, że siły rosyjskie wysyłały rannych żołnierzy z powrotem na front oraz wykorzystywały ukraińskich jeńców wojennych jako tarcze podczas ataków „ludzkich fal”. Ukraiński żołnierz o sygnale wywoławczym „Hunter” stwierdził, że ranni rosyjscy żołnierze „po prostu pozostają na stanowiskach, w których mogą umrzeć”, dodając, że: „To częsta sytuacja, gdy do niewoli trafiają ranni żołnierze rosyjscy. Według nich zostali pozostawieni własnemu losowi bez jedzenia i wody, aby zginęli przez własnych towarzyszy”.

### 15 lipca
W opinii ISW siły ukraińskie odzyskały utracone pozycje w pobliżu Torećka, a wojska rosyjskie posunęły się w pobliżu Torećka i Awdijiwki.
SG Ukrainy podał, że Rosja atakowała w kierunkach Charkowa, Kupiańska, Łymanu, Siewierska, Kramatorska, Torećka, Pokrowska, Kurachowego, Wremiwki, Zaporoża i Chersonia, gdzie doszło do 119 starć. W ciągu doby wojska rosyjskie przeprowadziły jeden atak rakietowy, 131 nalotów, 909 ataków dronów i 139 ostrzałów na pozycje ukraińskie i obszary zaludnione. Ukraińskie lotnictwo i artyleria przeprowadziły 11 ataków na miejsca koncentracji, jeden na punkt kontrolny, dwa na systemy przeciwlotnicze oraz dwa na stację radarową i stację walki radioelektronicznej. Rzecznik ukraińskiej Marynarki Wojennej Dmytro Pletenczuk powiedział, że „ostatni okręt patrolowy rosyjskiej Floty Czarnomorskiej stacjonujący na Krymie opuścił ten obszar. Zapamiętajcie ten dzień”.
Gubernator Wadym Fiłaszkin powiedział, że wojska rosyjskie zaatakowały Łyman w obwodzie donieckim dwiema bombami powietrznymi kierowanymi FAB-250 o wadze 250 kg, raniąc co najmniej pięć osób. Według niego w wyniku ataku uszkodzone zostały trzy sklepy, obiekt infrastruktury i dom, a wśród rannych były osoby w wieku od 27 do 50 lat.
Prorosyjski gubernator Sewastopola Michaił Razwożajew stwierdził, że przez spadające szczątki dronów został uszkodzony dom w pobliżu przylądka Fiolent. Ministerstwo Obrony Rosji poinformowało, że nad Krymem zestrzelono sześć dronów. Kanał na Telegramie „Crimean Wind” napisał, że lokalni mieszkańcy słyszeli co najmniej osiem eksplozji. Według kanału, docelowy obszar stanowił bazę rosyjskiej jednostki wojskowej wyposażonej w systemy obrony powietrznej S-300/S-400. Gubernator Igor Artamonow stwierdził, że dron uderzył w podstację elektryczną w rejonie stanowlańskim w obwodzie lipieckim. Gubernator Aleksander Bogomaz poinformował, że w nocy w rejonach sewskim, pogarskim, braskowskim, złynkowskim i trubczewskim obwodu briańskiego zestrzelono 15 dronów. Nie odnotowano ofiar.
Ministerstwo Obrony Hiszpanii ogłosiło, że wysłano na Ukrainę kolejnych 10 odnowionych czołgów Leopard 2A4, w wyniku czego łączna liczba czołgów przekazanych na Ukrainę osiągnęła w ramach tej partii 20 szt. Wysyłka kolejnej partii planowana była na drugą połowę 2024 roku. Prezydent Zełenski oświadczył, że Ukraina produkowała wówczas co miesiąc dużą liczbę dział samobieżnych 2S22 Bohdana, jednak oczekiwano się, że w ciągu najbliższych kilku miesięcy liczba ta nadal będzie rosła. Litwa i Elektrociepłownia Wileńska 3 przekazały Ukrainie sprzęt do elektrociepłowni, aby pomóc w odbudowie infrastruktury energetycznej. Pomoc obejmowałą ponad 300 jednostek najważniejszego wyposażenia Elektrociepłowni Wileńskiej 3, jednak „ze względów bezpieczeństwa nie ujawniono więcej informacji na temat pomocy humanitarnej, w tym nazw, pojemności sprzętu czy elektrowni, do których zostanie ona przekazana”.
Prezydent Wołodymyr Zełenski, powołując się na dane ukraińskego wojska, stwierdził, że mobilizacja na Ukrainie przebiegała „zgodnie z planem”, ale wówczas brakowało obiektów szkoleniowych dla nowych żołnierzy; „Biorąc pod uwagę bazę szkoleniową, jest jej za mało. Już jest rozbudowywana”. Ponadto prezydent oznajmił, że szef ukraińskiego wywiadu generał Kyryło Budanow poczuł się „trochę źle zrozumiany”, gdy tydzień wcześniej stwierdził, że Rosja wkrótce ponownie zaatakuje z północy. Zełenski dodał jednak, że: „To znaczy rozumiemy, że ofensywa może nastąpić. Jesteśmy w stanie wojny z Rosjanami”, jednak „uważamy, że w obwodzie charkowskim wykonano poważną pracę, aby uniemożliwić potężną ofensywę z północy”.
Komisja Europejska ogłosiła, że po odbyciu przez premiera Viktora Orbána tzw. „podróży pokojowej” i wizycie w Rosji w celu spotkania się z Putinem, co wywołało kontrowersje, KE zdecydowała się nie wysyłać wyższych urzędników unijnych na posiedzenia Rady organizowane przez Węgry, ale jedynie w celu udziału w nieformalnych posiedzeniach. Rzecznik przewodniczącej Komisji Europejskiej Ursuli von der Leyen powiedział, że tradycyjne wizyty członków Komisji w kraju sprawującym rotacyjną prezydencję nie będą się odbywać. Premier Orban po zakończeniu wizyt na Ukrainie, w Rosji i Chinach przesłał list do przywódców europejskich, w którym przedstawił swoje sugestie dotyczące sposobu osiągnięcia pokoju między Rosją a Ukrainą, jednak nie podał szczegółów.

### 16 lipca

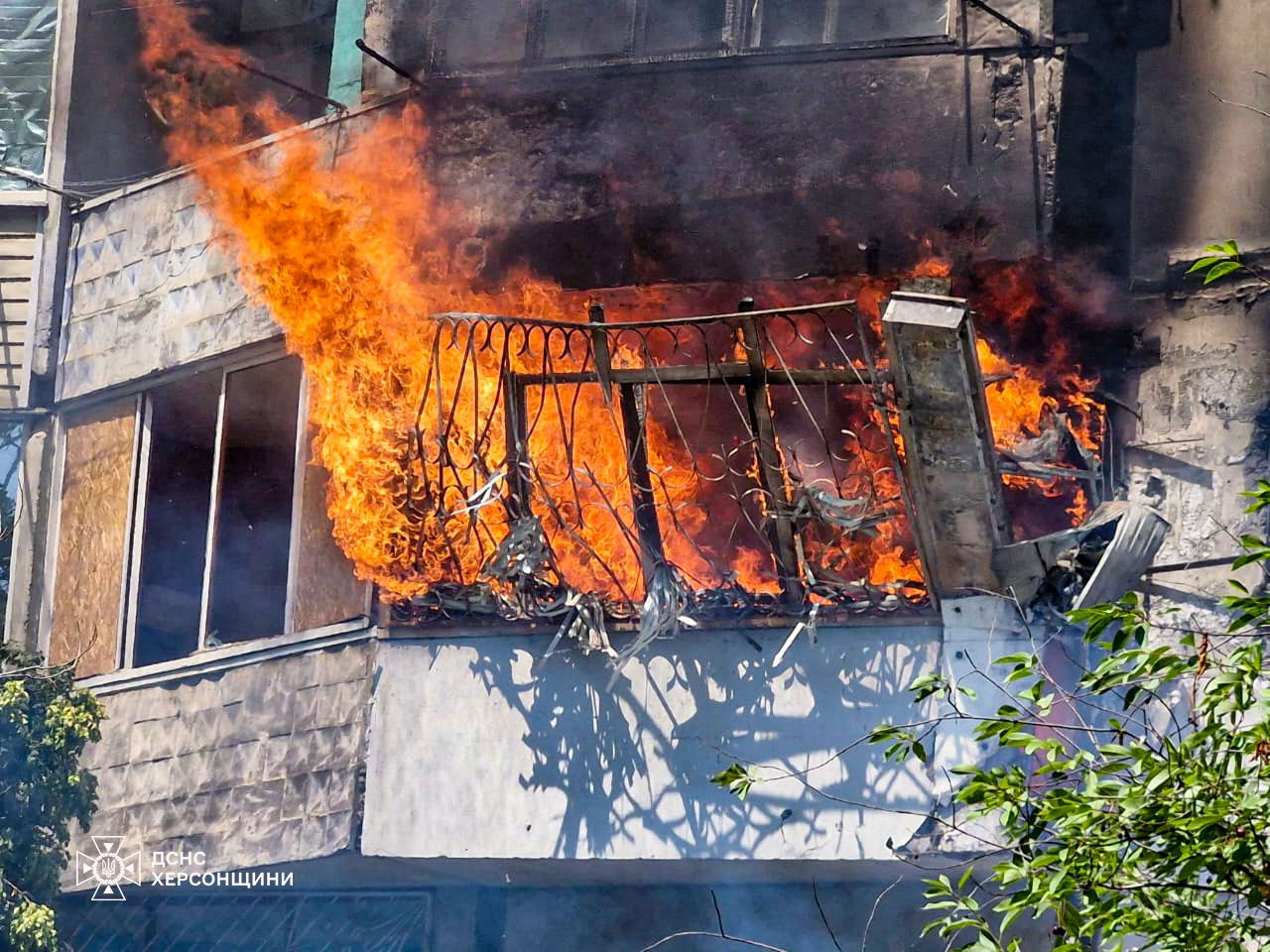
Budynek mieszkalny w Chersoniu trafiony rosyjskim pociskiem. Zapaliły się dwa mieszkania.

Ukraińskie media podały, że ewakuowano przyczółek na lewym brzegu Dniepru, który powstał jesienią 2023 roku. Według doniesień wojska ukraińskie wycofały się kilka tygodni wcześniej. Powodem wycofania się było to, że dalsze utrzymywanie stanowisk nie miało sensu ze względu na powszechne zniszczenia.

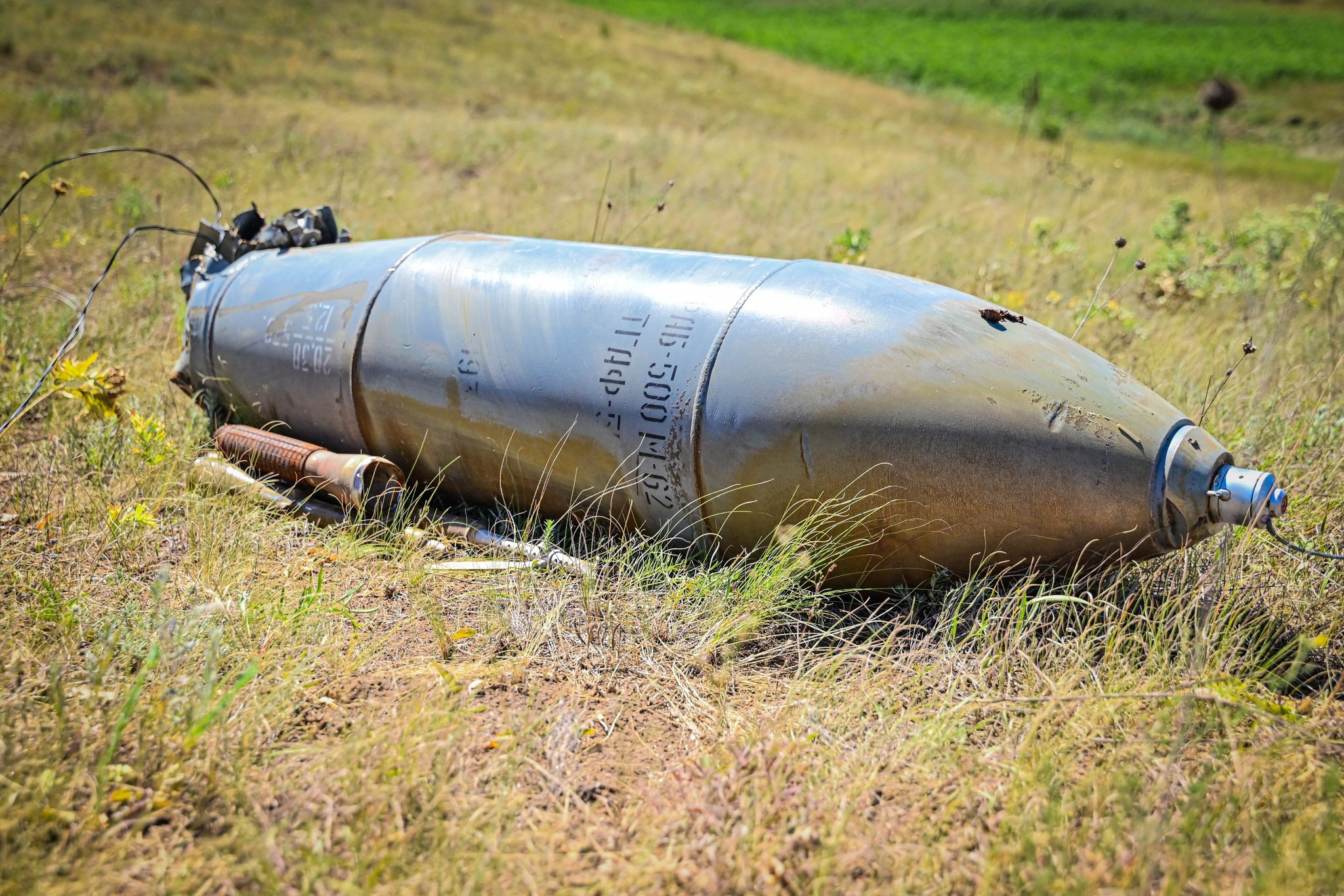
Niewybuch bomby lotniczej FAB-500 znaleziona na polu w obwodzie donieckim. Został usunięty i zniszczony.

W opinii ISW ukraińskie ataki dronów w głąb Rosji w dalszym ciągu wywierały presję na rosyjską obronę powietrzną i zmuszały rosyjskie dowództwo wojskowe do priorytetowego przydziału ograniczonych zasobów obrony powietrznej do celów, które uważano za cele o dużej wartości. Siły ukraińskie w dalszym ciągu obierały za cel rosyjskie systemy przeciwlotnicze na okupowanej Ukrainie i na obszarach przygranicznych Rosji, aby stworzyć warunki dla myśliwców F-16 po ich przewidywanym przybyciu na Ukrainę latem i jesienią 2024 roku. Tymczasem siły rosyjskie posunęły się na północny zachód od Awdijiwki.
SG Ukrainy podał, że Rosja atakowała w kierunkach Charkowa, Kupiańska, Łymanu, Siewierska, Kramatorska, Torećka, Pokrowska, Kurachowego, Wremiwki, Zaporoża, Hulajpola i Chersonia, gdzie doszło do 112 starć. W ciągu dnia wojska rosyjskie przeprowadziły cztery ataki rakietowe, 71 nalotów i 121 ostrzałów na pozycje ukraińskie i obszary zaludnione. Ukraińskie lotnictwo i artyleria przeprowadziły dziewięć ataków na miejsca koncentracji i systemy przeciwlotnicze, a także zaatakowały centrum dowodzenia dronów i system przeciwlotniczy Buk.
Sześć osób zostało rannych w atakach dronów w obwodach biełgorodzkim, woroneskim i kurskim. Ukraińskie drony podpaliły fabrykę „urządzeń elektrycznych” w Korieniewie w obwodzie kurskim, w wyniku czego jedna osoba została ranna. Cztery osoby zostało rannych w wyniku ostrzału w Biełgorodzie, a kolejny został ranny przez drona w obwodzie woroneskim. Rosyjskie Ministerstwo Obrony twierdziło, że zestrzelono 13 dronów. W odpowiedzi na ataki gubernator Wiaczesław Gładkow ogłosił ograniczenie wjazdu do 14 miejscowości graniczących z Ukrainą ze względu na wyjątkowo trudną sytuację operacyjną. Naczelny dowódca armii ukraińskiej generał Ołeksandr Syrski stwierdził, że uderzono w rosyjski system rakietowy S-300 w obwodzie donieckim, niszcząc kilka wyrzutni i stację radarową.
Według OSW Rosjanie kontynuowali atak na kierunku Pokrowska, zajmując kolejne trzy miejscowości, Jasnobrodiwkę, Jewheniwkę i Woschod oraz podeszli do linii rzeki Wołcza. Na wschód od niej siły ukraińskie broniły się już tylko w oskrzydlonej z północy i południa wsi Nowoseliwka Persza. Rosja podeszła pod Wozdwyżenkę, ostatni ukraiński punkt oporu przed trasą Pokrowsk–Konstantynówka. Rosjanie poczynili postępy w aglomeracji torećkej, wchodząc klinem pomiędzy Piwniczne i Zalizne oraz osiągając centrum Nju-Jorka. 14 lipca ponownie zajęli Urożajne na południe od Wełykiej Nowosiłki. Ze zmiennym szczęściem trwały starcia o Krasnohoriwkę; ukraiński kontratak doprowadził do odzyskania części terenów na południowo-zachodnich obrzeżach miasta, a siły rosyjskie wyparły Ukraińców z kolejnych kwartałów w centrum.
Premier Ukrainy Denys Szmyhal odwiedził Pragę, gdzie spotkał się z premierem Czech Petrem Fialą. Obaj omówili „dostawy amunicji, integrację z UE i NATO, wspólne projekty i produkcję broni oraz odbudowę infrastruktury i sektora energetycznego”. Na konferencji prasowej Szmyhal powiedział, że podpisano dwie umowy, w wyniku których na Ukrainie zostaną wybudowane fabryki pocisków i karabinów.
Ministerstwo Obrony Ukrainy oświadczyło, że zwrócono ukraińskim żołnierzom „znaczną ilość” amunicji, która miała zostać zneutralizowana przed rozpoczęciem wojny rosyjsko-ukraińskiej w 2014 roku. Ukraińskie pociski różnych kalibrów zostały przekazane producentom jako nadwyżki, ale po sprawdzeniu jakości zostały zwrócone armii ukraińskiej w obliczu rosnącego popytu, a według doniesień amunicja ta została już użyta na polu bitwy. Wiceminister obrony Jurij Dżyhar stwierdził, że: „Szukamy wewnętrznych rezerw, które zapewnią ukraińskim żołnierzom amunicję. Rozumiemy, że każdy strzał, rakieta i pocisk są dziś niezbędne na polu bitwy. Dajemy drugie życie wszystkiemu, co da się później naprawić i wykorzystać”.
Ukraiński wywiad oświadczył, że przy pomocy „społeczności hakerów-ochotników” zhakowano prawie 100 rosyjskich stron internetowych wspierających wysiłki wojenne na Ukrainie, wyłączając je i zastępując ich strony główne zdjęciem zakrwawionej głowy świni. „Celem cyberataku było zniszczenie informacji wewnętrznych firm obsługujących klientów rosyjskiego sektora publicznego zaangażowanych w wojnę z Ukrainą”. Wśród docelowych firm znalazła się MITgroup, „grupa firm zajmujących się tworzeniem korporacyjnych stron internetowych”, United Crane Technologies, „firma handlowo-produkcyjna zajmująca się produkcją i sprzedażą sprzętu dźwigowego” oraz RUMOS-LADA, sprzedawca samochodów Łada.

### 17 lipca

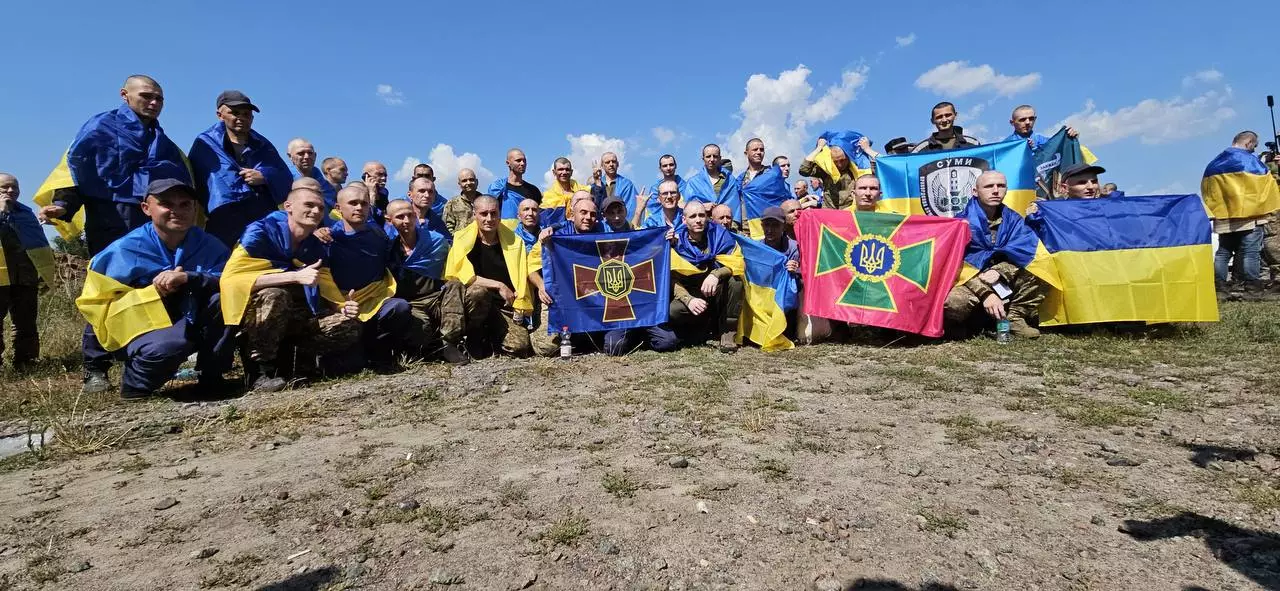
Ukraińscy żołnierze zwolnieni podczas wymiany jeńców między Ukrainą a Rosją. Każda ze stron zwolniła po 95 osób.

Wojska rosyjskie zajęły wioski Iwano-Darjiwka i Spirne w obwodzie donieckim. Siły Obronne Południowej Ukrainy oświadczyły, że pozycje ukraińskie w Krynkach zostały „całkowicie zniszczone” w wyniku „intensywnych, połączonych i długotrwałych” rosyjskich ataków, jednak zaprzeczono jakoby wycofano się z miejscowości. Armia ukraińska stwierdziła, że „w dalszym ciągu prowadzono misje bojowe na lewym brzegu Dniepru, w szczególności w rejonie Krynek”, natomiast sama wieś została „prawie całkowicie zniszczona”, lecz siły ukraińskie „nadal będą przebywać na wyznaczonych pozycjach i przyczółkach na lewym brzegu Dniepru”.
Według ISW siły ukraińskie odzyskały pozycje na południe od Torećka, a wojska rosyjskie posunęły się na północ od Charkowa oraz w pobliżu Kupiańska, Swatowego, Awdijiwki i Wuhłedaru.
SG Ukrainy podał, że Rosja atakowała w kierunkach Charkowa, Kupiańska, Łymanu, Siewierska, Kramatorska, Torećka, Pokrowska, Kurachowego, Wremiwki, Zaporoża i Chersonia, gdzie doszło do 144 starć. W ciągu 24h wojska rosyjskie przeprowadziły dwa ataki rakietowe, 67 nalotów i 94 ostrzały na pozycje ukraińskie i obszary zaludnione. Ukraińskie lotnictwo i artyleria przeprowadziły ataki na dwa miejsca koncentracji, dwa punkty kontrolne, system przeciwlotniczy, cztery stacje radarowe i walki radioelektronicznej.
Gubernator Wiaczesław Gładkow stwierdził, że w ataku drona na przygraniczną wieś Cerkowny w obwodzie biełgorodzkim (ok. 10 km od granicy z obwodem charkowskim) zginęło młode małżeństwo. Drony zaatakowały także cztery inne miejscowości w regionie, uszkadzając domy, ale nie powodując ofiar. Ministerstwo Obrony Rosji poinformowało, że ok. 13:35 czasu moskiewskiego obrona przeciwlotnicza „zniszczyła” ukraińskiego drona nad obwodem biełgorodzkim.
Prezydent Wołodymyr Zełenski i Ministerstwo Obrony Rosji stwierdzili, że przeprowadzono 54. wymianę więźniów z udziałem 95 jeńców wojennych każdej ze stron w następstwie porozumienia, w którym pośredniczyły Zjednoczone Emiraty Arabskie. Wśród uwolnionych Ukraińców było 49 żołnierzy Sił Lądowych, 21 członków Gwardii Narodowej, 10 marynarzy, siedmiu członków Obrony Terytorialnej i pięciu funkcjonariuszy Służby Granicznej. Szef wydziału ds. osób zaginionych MSW Dmytro Bohatiuk podał, że w rejestrze osób zaginionych w szczególnych okolicznościach figurowało 42 tys. Ukraińców. Ministerstwo posiadało także dane na temat 7 tys. osób, których miejsce pobytu zostało już ustalone, w tym 3 tys. żywych i zdrowych byłych jeńców wojennych oraz 4 tys. zabitych, głównie żołnierzy.
Brytyjski tygodnik The Economist podał, że rosyjskie zapasy sprzętu jeszcze z czasów ZSRR, głównie czołgów i pojazdów opancerzonych, powoli się wyczerpywały, z kolei rosyjskie fabryki nie nadążały z uzupełnianiem braków. Choć Rosja przeznaczała na armię 8% PKB, to nie była w stanie uzupełnić ogromnych strat w czołgach, pojazdach opancerzonych i artylerii jedynie poprzez wyciąganie i odnawianie radzieckich zapasów, zaznaczając, że "zapasy te były ogromne, ale nie nieskończone". Według szacunków wywiadowczych, cytowanych przez tygodnik, Rosja przez pierwsze dwa lata wojny straciła ok. 3 tys. czołgów i 5 tys. pojazdów opancerzonych.
Posłowie do Parlamentu Europejskiego zebrani na pierwszej sesji w Strasburgu po czerwcowych wyborach, przyjęli większością 495 głosów „za”, 137 głosach „przeciw” i 47 „wstrzymujących się”, uchwałę potwierdzającą „nieustanne wsparcie (...) dla niepodległości, suwerenności i integralności terytorialnej Ukrainy (...) oraz utrzymania i rozszerzenia swojej polityki sankcji wobec Rosji” i potępili wizytę premiera Węgier Viktora Orbána w Moskwie.
Ministerstwo Obrony Ukrainy stwierdziło, że nowa ustawa o poborze przewidywała, że mężczyźni w wieku poborowym muszą dokonać aktualizacji swoich danych osobowych do służby wojskowej w okresie od 18 maja do 16 lipca. Według stanu na 17 lipca 2024 roku 4 690 496 osób w wieku poborowym zaktualizowało swoje dane.
Sąd w Stuttgarcie w Niemczech uznał niemiecko-rosyjskie małżeństwo winnym dostarczania do Rosji części do dronów w latach 2020–2023, naruszając unijny zakaz eksportu towarów i wysyłając ok. 120 tys. części zamiennych do dronów Orłan-10 oraz innych komponentów dla dronów zwiadowczych. Mężczyzna sprzedawał Rosji części za pośrednictwem firm-przykrywek zlokalizowanych na całym świecie i według doniesień zarobił ponad 900 tys. euro na handlu towarami objętymi sankcjami. Obydwoje zostali skazani na 6 lat i 9 miesięcy więzienia w zawieszeniu odpowiednio na 1 rok i 9 miesięcy.

### 18 lipca
Rzecznik ukraińskiego Zgrupowania „Chortyca” Nazar Wołoszyn potwierdził, ze siły ukraińskie wycofały się ze wsi Urożajne w obwodzie donieckim „ze względu na to, że wróg zniszczył prawie wszystko”, w wyniku czego podjęto decyzję, „aby chronić życie i zdrowie naszego personelu, który się tam bronił”. Dodał, że: „Sama miejscowości została prawie całkowicie zniszczona przez ostrzał wroga. Zniszczono pozycje ukraińskich obrońców, a przetrzymywanie tam personelu stwarzało zagrożenie dla życia naszych żołnierzy”, jednakże siły rosyjskie ponosiły tam „codziennie znaczne straty”.
W ocenie ISW wojska rosyjskie zrobiły nieznaczne postępy wzdłuż linii Kupiańsk–Swatowe–Kreminna oraz w pobliżu Charkowa, Torećka, Awdijiwki i Hulajpola.
Sztab Ukrainy podał, że Rosja atakowała w kierunkach Charkowa, Kupiańska, Łymanu, Siewierska, Kramatorska, Torećka, Pokrowska, Kurachowego, Wremiwki, Zaporoża i Chersonia, gdzie doszło do 130 starć. W ciągu 24h wojska rosyjskie przeprowadziły cztery ataki rakietowe, 73 naloty i 139 ostrzałów na pozycje ukraińskie i obszary zaludnione.
Siły Powietrzne Ukrainy podały, że w nocy Rosja zaatakowała Ukrainę za pomocą 16 dronów Shahed 136/131 oraz dwóch rakiet manewrujących Ch-59/Ch-69 i jednej rakiety manewrującej Ch-35. Według doniesień ukraińska obrona przeciwlotnicza zniszczyła dwie rakiety Ch-59/Ch-69 i wszystkie drony nad obwodami dniepropetrowskim, połtawskim, zaporoskim, kijowskim i charkowskim. Ukraina podała, że nad Kijowem obrona przeciwlotnicza zestrzeliła rosyjskiego drona. Mer Witalij Kłyczko powiedział, że spadające szczątki nie spowodowały żadnych szkód ani ofiar. Premier Denys Szmyhal zapowiedział rozbudowę systemu zakłócającego rosyjskie programy telewizyjne i radiowe w obwodach donieckim, mikołajowskim, chersońskim i zaporoskim.
Prorosyjski gubernator Michaił Razwożajew stwierdził, że podczas próby ataku na Sewastopol zniszczono ukraińskiego drona morskiego. Kanał na Telegramie „Crimean Wind” udostępnił nagranie, które rzekomo przedstawiało siły rosyjskie strzelające w kierunku drona. W godzinach nocnych drony morskie i powietrzne SBU i Marynarki Wojennej Ukrainy zaatakowały bazę rosyjskiej straży przybrzeżnej na jeziorze Donuzław (ok. 90 km od Sewastopola) podczas rosyjskich ćwiczeń morskich. W wyniku połączonego ataku uszkodzone i wyłączone zostały kwatera główna wraz z centrum dowodzenia, skład amunicji i sprzętu, podstacja energetyczna, zaplecze techniczne i stanowiska strzeleckie wroga. Prorosyjski gubernator obwodu chersońskiego powiedział, że co najmniej jedna osoba zginęła, a osiem kolejnych zostało rannych w wyniku ukraińskiego ostrzału i ataków dronów na okupowaną część obwodu. Z kolei Legion Wolność Rosji oświadczył, że przeprowadzono sabotaż w bazie lotniczej Sawino Wielkie w Permie, na którym stacjonowały myśliwce MiG-31. Opublikowany film pokazywał płonące dwie ciężarówki KAMAZ, natomiast grupa stwierdziła, że zniszczono „kilka jednostek sprzętu wojskowego”.
Zastępca naczelnego dowódcy armii ukraińskiej pułkownik Wadym Sucharewski powiedział, że Ukraina zwiększyła dostawy dronów dla armii i być może wyprzedziła Rosję pod względem ich liczby. W pierwszej połowie 2024 roku ukraińscy żołnierze otrzymali sześciokrotnie więcej dronów niż w roku ubiegłym. Według Sucharewskiego na Ukrainie znajdowało się wówczas ponad 165 dronów różnego typu, które były testowane i wykorzystywane na polu walki.
Prezydent Wołodymyr Zełenski przybył do Wielkiej Brytanii, gdzie spotkał się z Wałerijem Załużnym, niedawno mianowanym ambasadorem Ukrainy w Wielkiej Brytanii. Zełenski wziął udział w 4. Szczycie Europejskiej Wspólnoty Politycznej w Blenheim Palace w Woodstock pod Oksfordem. Zełenski stwierdził, że decyzja Zachodu zezwalająca Ukrainie na atakowanie celów w Rosji wzdłuż granicy z Ukrainą nie doprowadziła do eskalacji, a nawet powstrzymała rozwój wojny; „Czy to doprowadziło do eskalacji? Nie. Wręcz przeciwnie, zablokował próbę Putina rozszerzenia wojny. Czy Putin zareagował? Nie”. Następnie prezydent Zełenski oraz premierzy Czech i Słowenii, Petr Fiala i Robert Golob podpisali dwustronne 10-letnie porozumienia o bezpieczeństwie, zgodnie z którymi oba państwa zapewnią Ukrainie długoterminową pomoc wojskową i pozamilitarną. Czechy i Ukraina zacieśnią współpracę w sferze technologii wojskowych, w tym produkcji amunicji, broni strzeleckiej i dronów, walki elektronicznej i ciężkiego sprzętu oraz planowały utworzenie wspólnych przedsiębiorstw i kontynuowanie corocznych szkoleń do 4 tys. ukraińskich żołnierzy. Z kolei Słowenia przeznaczy dodatkowe 5 mln euro na pomoc humanitarną, ożywienie gospodarcze i program „Zboże z Ukrainy”. Obydwa kraje zgodziły się na współpracę w znalezieniu źródeł finansowania w celu realizacji projektów ukraińskiego przemysłu obronnego.
Kanclerz Niemiec Olaf Scholz powiedział na 4. Szczycie Europejskiej Wspólnoty Politycznej, że prośba Ukrainy do sojuszników z NATO o pomoc w przechwyceniu rosyjskiej broni przelatującej nad Ukrainą „nie wchodzi w rachubę”. Według niego inni sojusznicy również rozumieli powód, dlaczego „wspieramy zatem Ukrainę w niszczeniu rosyjskich samolotów, ale NATO nie będzie bezpośrednio zaangażowane”, dodając, że  „NATO będzie wspierać Ukrainę (...) Ale polityka NATO pozostaje niezmieniona – nie będziemy angażować się w ten konflikt”.
Jeśli chodzi o rozwiązanie pokojowe, prezydent Zełenski stwierdził, że zdecydowanie jest przeciwko solowym posunięciom, takim jak to podjęte przez premiera Węgier Viktora Orbána, dodając, że: „Jeśli ktoś chce pojechać do stolicy wojny, aby porozmawiać i być może coś obiecać kosztem Ukrainy, dlaczego powinniśmy zwracać uwagę na taką osobę?”. Zdaniem Zełenskiego Rosja zawsze była zainteresowana rozbijaniem jedności Zachodu poprzez indywidualne oferty lub szantaż.

### 19 lipca
Siły rosyjskie zajęły wieś Prohres i Juriwka w obwodzie donieckim. Ukraiński projekt DeepState poinformował, że Rosjanie zajęli Rozdoliwkę i kontynuowali ataki wzdłuż linii kolejowej Bachmut–Siewiersk. Z kolei na kierunku Awdijiwki wojsko rosyjskie zajęło wsie Iwano-Darjiwka, Woschod, Jasnobrodiwka, a także większość wsi Nowoseliwka Persza. Rzecznik ukraińskiego wywiadu Andrij Jusow powiedział, że wojska rosyjskie w dalszym ciągu napierały na prawie całej linii frontu, jednak nowe „potężne ofensywy” były mało prawdopodobne. Według niego Ukraińcy odparli ataki podczas krótkotrwałej rosyjskiej ofensywy w obwodzie charkowskim, która rozpoczęła się 10 maja i wywarła również wpływ na sytuację w obwodzie sumskim. Jusow stwierdził, że „kluczowym celem był ukraiński Donbas”, dodając, że „w dalszym ciągu miały tam miejsce najbardziej bohaterskie i dramatyczne wydarzenia”.
Według ISW siły rosyjskie zrobiły postępy w pobliżu Siewierska, Torećka i Awdijiwki. Ponadto nowy sekretarz obrony Wielkiej Brytanii John Healey oświadczył, że Ukraina może używać brytyjskiej broni do ataków na cele wojskowe w Rosji. Brytyjskie MON potwierdziło nowe postępy sił rosyjskie na odcinku Awdijiwka-Pokrowsk, który był głównym miejscem walk. Wojska rosyjskie „w dalszym ciągu zdobywały tereny na północ i zachód od Oczeretyne” i rozszerzały swoją ofensywę w kierunku Pokrowska. Odnotowano także „niewielkie rosyjskie postępy” w kierunku Nju-Jorka, ostatniego punktu oporu sił ukraińskich na dawnej linii frontu. Nie zaobserwowano jednak postępów w Czasiw Jarze.
Rosyjski atak rakietowy na Nikołajewa. Według Władimira Zełenskiego rakieta uderzyła w plac zabaw dla dzieci w pobliżu zwykłego domu. Uszkodzonych zostało 10 budynków wielopiętrowych, placówka wychowania przedszkolnego i 15 samochodów. Zginęły 4 osoby, ponad 20 zostało rannych
Mer Ołeksandr Sienkewycz powiedział, że w rosyjskim ataku rakietowym na Mikołajów zginęły co najmniej cztery osoby, w tym dziecko, a ponad 20 kolejnych zostało rannych, w tym czworo dzieci. Według prezydenta Zełenskiego Rosja uderzyła w plac zabaw, uszkadzając 10 wieżowców, przedszkole i 15 samochodów. Gubernator Ołeksandr Prokudin poinformował, że dwie osoby zginęły, a co najmniej pięć zostało rannych w „masowych atakach rosyjskiej artylerii rakietowej” na Biłozerkę w obwodzie chersońskim. Gubernator Ołeh Siniehubow powiedział, że wczesnym rankiem Rosja zaatakowała budynek mieszkalny w Czuhujewie w obwodzie charkowskim, raniąc co najmniej dziewięciu cywilów, w tym 14-letniego chłopca.
Ukraińskie Zgrupowanie „Chortyca” podało, że 110 Oddzielna Brygada Zmechanizowana zestrzeliła rosyjski samolot Su-25 w rejonie Pokrowska w obwodzie donieckim. Ponadto rosyjski Ka-52 został zestrzelony przez rakietę systemu Uragan w bliżej nieokreślonym miejscu i czasie; zginęła 2-osobowa załoga helikoptera.
Prezydent Wołodymyr Zełenski podczas rozmowy z premierem Donaldem Tuskiem podziękował Polsce za decyzje, które mogły przyspieszyć otrzymanie przez Ukrainę samolotów F-16. Ponadto Polska może być miejscem napraw amerykańskich myśliwców.
Rzecznik ukraińskiego Zgrupowania „Tawria” Dmytro Łychowij powiedział, że Rosjanie na jednym z odcinków na południu kraju coraz częściej do szturmów używali motocykli, m.in. w rejonie Małej Tokmaczki siły rosyjskie przeprowadziły cztery ataki na ukraińskie pozycje, w tym dwa przy użyciu motocykli. Ekspert ds. wojskowości Ołeksandr Kowałenko stwierdził, że nowa taktyka Rosjan wynikała z rosyjskich niedoborów w sprzęcie, w związku z czym żołnierze używali do ataków samochodów UAZ, chińskich lekkich pojazdów terenowych Desertcross 1000-3 i motocykli, co przekładało się na większe straty wśród piechoty.
Były prezydent USA i kandydat Republikanów na prezydenta, Donald Trump, przeprowadził telekonferencję z prezydentem Wołodymyrem Zełenskim; był to pierwszy kontakt między nimi od „skandalu na Ukrainie”. Później Zełenski oświadczył w mediach społecznościowych, że pogratulował Trumpowi zostanie kandydatem Republikanów, potępił zeszłotygodniową próbę zamachu na Trumpa oraz zauważył, że obie partie i izby USA poświęciły najwyższą uwagę ochronie wolności i niepodległości Ukrainy. Dodał, że Ukraina zawsze będzie wdzięczna Stanom Zjednoczonym za ich istotne wsparcie we wzmacnianiu jej zdolności do przeciwstawienia się rosyjskiemu terroryzmowi, a obie strony zgodziły się spotkać osobiście, aby omówić sposoby osiągnięcia sprawiedliwego i prawdziwie trwałego pokoju. Po spotkaniu Trump stwierdził w mediach społecznościowych, że jest wdzięczny Zełenskiemu za skontaktowanie się z nim i dodał, że jeśli zostanie wybrany na prezydenta, zaprowadzi pokój na świecie i będzie zabiegał o zakończenie wojny Ukrainy z Rosją, próbując wynegocjować porozumienie, które utoruje drogę ku dobrobytowi.
Szef wydziału personalnego SG Ukrainy Roman Horbach poinformował, że nabór do ochotniczej służby w ukraińskiej armii wzrósł w ciągu ostatnich dwóch miesięcy 3,5-krotnie w porównaniu z okresem od końca 2022 roku do wiosny 2024 roku. Dodał także, że mniej niż 10% częściowo kwalifikujących się poborowych po ponownym badaniu lekarskim uznano za niezdolnych do służby wojskowej. Pozostała część osób, które przeszły badania, podzielono na dwie grupy: ok. 50% kwalifikowało się do służby, pozostałe 50% mogło służyć jedynie w jednostkach tyłowych, logistycznych lub w biurach poborowych.

### 20 lipca
Rosyjskie Ministerstwo Obrony podało, że siły rosyjskie zajęły wieś Piszczane we wschodnim obwodzie charkowskim oraz wieś Andrijiwka w obwodzie ługańskim.
Według ISW wojska rosyjskie poczyniły postępy w pobliżu Wołczańska, Swatowego i Doniecka.
Siły Powietrzne Ukrainy oświadczyły, że w nocy Rosjanie zaatakowali obwody charkowski, połtawski, sumski, czernihowski i kijowski przy użyciu trzech rakiet balistycznych Iskander-M (wystrzelonych z obwodu woroneskiego), jednej rakiety manewrującej Iskander-K oraz 16 dronów Shahed 136/131 (z obwodu kurskiego) i jednego niezidentyfikowanego drona. Ukraińska obrona przeciwlotnicza zniszczyła 12 dronów Shahed i drona nieznanego typu. Prokurator regionalny podał, że ok. 3:15 w nocy co najmniej dwie osoby zginęły, a cztery zostały ranne w nocnym ataku rakietowym na Barwinkowe w północno-wschodnim obwodzie charkowskim. Podczas ataku ok. 50 budynków zostało uszkodzonych. Kolejny atak dotknął firmę rolniczą w Ołeksijiwce. Według regionalnej Administracji Wojskowej rosyjskie przypuściły w nocy atak na obwód sumski, uszkadzając infrastrukturę energetyczną w rejonie konotopskim, jednak nie powodując przerw w dostawie prądu. Gubernator Filip Pronin poinformował, że w wyniku nocnego ataku rosyjskich dronów w obwodzie połtawskim 16 miejscowości zostało pozbawionych prądu, co dotknęło 3800 gospodarstw domowych, a 700 zostało pozbawionych bieżącej wody. Atak spowodował zniszczenie infrastruktury w rejon mirhorodzkim i pożar w zakładzie energetycznym; nie odnotowano ofiar.
Gubernator Wasilij Gołubiew poinformował, że w nocy z 19 na 20 lipca zestrzelono ok. 26 ukraińskich dronów w obwodzie rostowskim. jednak nie odnotowano ofiar. Lokalne media społecznościowe cytowały mieszkańców, którzy donosili, że doszło do ok. 16 eksplozji w okolicy lotniska Millerowo oraz pożarów w pobliżu „pasa startowego i płyty lotniska”, a także lokalnego składu ropy.
Prezydent Zełenski powiedział, że w śledztwie w sprawie zabójstwa profesor języka ukraińskiego i byłej deputowanej Rady Najwyższej Iryny Farion rozważano wszystkie możliwe teorie, „w tym tę, która prowadzi do Rosji”. Farion (w wieku 60 lat) zmarła 19 lipca br. wieczorem w szpitalu we Lwowie, kilka godzin po postrzeleniu przez niezidentyfikowanego napastnika. Według szefa MSW Ukrainy Ihora Kłymenki Farion została zamordowana prawdopodobnie na skutek swojej działalności publicznej i politycznej lub z powodu osobistej nienawiści.

### 21 lipca
W opinii ISW wojska rosyjskie poczyniły postępy w pobliżu Awdijiwki.
Sztab Ukrainy podał, że Rosja atakowała w kierunkach Charkowa, Kupiańska, Łymanu, Siewierska, Kramatorska, Torećka, Pokrowska, Kurachowego, Wremiwki, Zaporoża i Chersonia, gdzie doszło do 117 starć. W ciągu 24h wojska rosyjskie przeprowadziły trzy ataki rakietowe, 72 naloty i 1542 ataki dronów na pozycje ukraińskie i obszary zaludnione. Ukraińskie lotnictwo i artyleria przeprowadziły ataki na stanowisko dowodzenia, magazyn amunicji, cztery jednostki artylerii, dwa systemy przeciwlotnicze, stację radarową i 15 miejsc koncentracji.
Dowódca Sił Powietrznych Ukrainy generał Mykoła Ołeszczuk poinformował, że w nocy Rosja przeprowadziła atak na terytorium Ukrainy przy pomocy trzech rakiet balistycznych Iskander-M (wystrzelonych z obwodu kurskiego i Krymu), dwoma kierowanymi rakietami lotniczymi Ch-59/Ch-69 (z obwodu kurskiego) i 39 dronami Shahed 136/131 (z Kurska, Primorsko-Achtarska i Krymu). Ukraińska obrona przeciwlotnicza zniszczyła 35 dronów, natomiast rakiety Ch-59/Ch-69 nie osiągnęły swoich celów. Obrona powietrzna działała w obwodach sumskim, połtawskim, kijowskim, czernihowskim, chersońskim, dniepropetrowskim, donieckim, mikołajowskim, odeskim i czerkaskim. Państwowa Służba Ratunkowa podała, że siły rosyjskie przeprowadziły atak „podwójnego uderzenia” na ratowników udzielających pomocy po poprzednim ataku w obwodzie sumskim. W ciągu nocy Rosjanie ostrzelali obwód z moździerzy 20 razy, a także rozmieścili miny i drony FPV, powodując 44 eksplozje. Według Państwowej Służby Ratunkowej nocne ataki spowodowały pięć pożarów, a gdy rano ratownicy gasili jeden z pożarów w budynku mieszkalnym, siły rosyjskie zaatakowały ponownie.
Narodowe Centrum Oporu Ukrainy oświadczyło, że w wyniku awaryjnej przerwy w dostawie prądu spowodowanej awarią elektrowni jądrowej w Rostowie na Donem, w wielu regionach Rosji i terenach okupowanych doszło do poważnych przerw w systemie elektroenergetycznym oraz zakrojonych na szeroką skalę przerw w dostawie prądu na Krym i do okupowanego obwodu donieckiego. Przerwane zostały także dostawy wody; „Z powodu przerwy w dostawie prądu w Rosji przepompownie nowo wybudowanego kanału Don-Donbas były nieczynne, a dopływ wody całkowicie wstrzymany. Naprawa potrwa miesiące, a sytuacja na okupowanych terytoriach pogorszyła się”.
Prezydent Wołodymyr Zełenski w wywiadzie dla BBC stwierdził, że na Ukrainie jeden zabity żołnierz przypada na sześciu do ośmiu rannych, natomiast u Rosjan jeden zabity przypadał na każdych dwóch lub trzech rannych. Zełenski oświadczył także, że Naczelny dowódca armii ukraińskiej generał Ołeksandr Syrski odwiedził brygady na froncie i poinformował o braku zaopatrzenia wojskowego. Według prezydenta ukraińskim oddziałom na linii frontu brakowało kluczowych zapasów, głównie amunicji i wystarczającej liczby dronów.
W wywiadzie dla dziennika Corriere della Sera mer Kijowa Witalij Kłyczko, nazywany przeciwnikiem politycznym, zadeklarował, że prezydent Zełenski „ryzykuje polityczne samobójstwo”, jeśli pójdzie na ustępstwa terytorialne wobec Rosji bez przeprowadzenia referendum, dodając, że: „Jak możemy wyjaśnić krajowi, że musimy oddać część naszego terytorium, które kosztowało życie tysięcy naszych walczących bohaterów, niezależnie od tego, jaki ruch podejmie, nasz prezydent ryzykuje politycznym samobójstwem. (...) Nie sądzę, aby mógł samodzielnie dojść do tak bolesnych i ważnych porozumień bez powszechnej legitymizacji”.

### 22 lipca

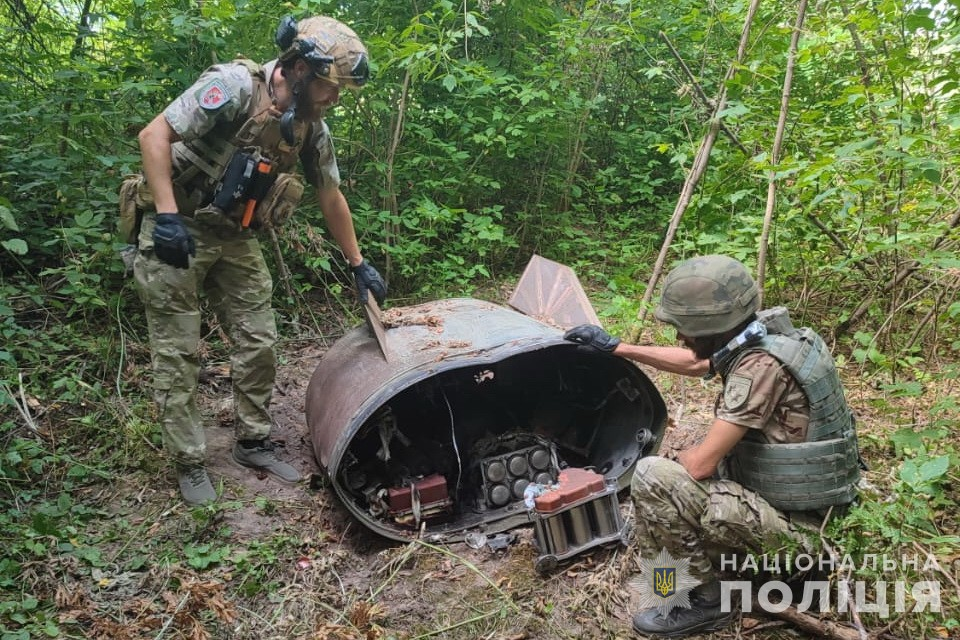
Szczątki rosyjskiej rakiety Iskander-M znalezione w lesie w obwodzie sumskim.

Naczelny dowódca armii ukraińskiej generał Ołeksandr Syrski powiedział, że wojska rosyjskie w dalszym ciągu nacierały na Pokrowsk w obwodzie donieckim pomimo ciężkich strat, a „zacięte walki” trwały w Krasnohoriwce oraz w rejonie Prohresu, Zaliznego, Piwdennego i Czasiw Jaru. Stwierdził także, że siły rosyjskie kontynuowały próby zajęcia Stelmachiwki i Makiejewki oraz atakowały na pozycje ukraińskie w Iwaniwśkem i Kliszczijiwce. Dodał także, że Rosjanie próbowali także zająć wyspy na terenach zalewowych na wschodnim brzegu Dniepru. Według niego „na całej linii frontu toczyły się aktywne działania wojenne o różnej intensywności”. Rzecznik Zgrupowania „Chortyca” Nazar Wołoszyn powiedział, że Rosja rozmieściła dodatkowe jednostki szturmowe (w tym 155 Samodzielnej Brygady Morskiej Floty Pacyfiku i 18. Dywizji Strzelców Zmotoryzowanych 11. Korpusu Armijnego) w pobliżu Hłybokego w obwodzie charkowskim, aby przygotować się do operacji ofensywnych. W środkowej i wschodniej części Wołczańska wojska rosyjskie w dalszym ciągu przegrupowały swoje siły do dalszych ataków.
W ocenie ISW siły rosyjskie poczyniły postępy w pobliżu Wołczańska, Siewierska, Torećka i Doniecka.
SG Ukrainy poinformował, że Rosja atakowała w kierunkach Charkowa, Kupiańska, Łymanu, Siewierska, Kramatorska, Torećka, Pokrowska, Kurachowego, Zaporoża i Chersonia, gdzie doszło do 155 starć. W ciągu doby wojska rosyjskie przeprowadziły trzy ataki rakietowe, 96 nalotów i 105 ostrzałów na pozycje ukraińskie i obszary zaludnione. Rzecznik SG Ukrainy Dmytro Huculak poinformował, że w ciągu ostatniego tygodnia na froncie doszło do ponad 900 starć bojowych na kierunku charkowskim, kupiańskim, łymańskim, siewierskim, kramatorskim, toreckim, pokrowskim, kurachowskim, wremiwskim, zaporoskim i chersońskim. Ponadto Rosjanie przeprowadzili 19 ataków rakietowych, 549 nalotów i ok. 850 ostrzałów na terytorium Ukrainy.
Gubernator Serhij Łysak poinformował, że co najmniej pięć osób zostało rannych po ostrzelaniu przez siły rosyjskie Nikopolu w obwodzie dniepropetrowskim. Ministerstwo Zdrowia Ukrainy podało, że od początku rosyjskiej inwazji łącznie 1642 placówki medyczne zostały uszkodzone, a kolejne 214 zostało całkowicie zniszczonych. Ministerstwo stwierdziło także, że do tej pory w całym kraju łącznie 885 placówek medycznych zostało całkowicie lub częściowo odrestaurowanych.
Lokalne władze podały, że ukraińskie drony zaatakowały rafinerię ropy naftowej w Tuapse w Kraju Krasnodarskim, powodując zniszczenia i pożar; ataku dokonał wywiad ukraiński. Lokalny urzędnik Siergiej Bojko stwierdził, że drony zostały zestrzelone wokół Tuapse między 3:17 a 4:20 czasu lokalnego, natomiast pożar został ugaszony oraz nie odnotowano ofiar ani „poważnych szkód”. Rosyjskie Ministerstwo Obrony podało, że obrona przeciwlotnicza zestrzeliła w nocy ok. 75 dronów nad Morzem Czarnym i Azowskim (łącznie 17), nad Krajem Krasnodarskim (8) oraz nad obwodami rostowskim (47), biełgorodzkim (1), woroneskim (1) i smoleńskim (1). Ponadto kanał na Telegramie „Astra” podał również, że celem dronów była baza lotnicza Mrozowsk w obwodzie rostowskim, co spowodowało pożar w jej pobliżu. Gubernator Wasilij Gołubiew stwierdził, że w wyniku szczątków dronów zapaliła się sucha roślinność, którą szybko ugaszono.
Boeing i Antonow podpisali memorandum dotyczące współpracy przy produkcji i konserwacji dronów znajdujących się na wyposażeniu armii ukraińskiej, w tym drona dalekiego zasięgu ScanEagle firmy Insitu, spółki zależnej Boeinga.
Dowódca ochotniczego proukraińskiego Gruzińskiego Legionu Narodowego Mamuka Mamulaszwili stwierdził, że Państwowa Służba Bezpieczeństwa Gruzji umieściła ok. 300 członków tej grupy na liście osób poszukiwanych. Wcześniej w czerwcu 2024 roku rosyjski sąd uznał Legion Gruziński za organizację terrorystyczną.

### 23 lipca
Ministerstwo Obrony Rosji stwierdziło, że siły rosyjskie zajęły wieś Iwano-Darjiwkę, położoną 30 km na północny wschód od Bachmutu, chociaż miejscowość już od 17 lipca znajdowała się pod okupacją rosyjską. Rzecznik ukraińskiego Zgrupowanie „Tawria” Dmytro Łychowij poinformował, że w obwodzie zaporoskim przebywało 90 tys. żołnierzy rosyjskich, z czego w ostatnich tygodniach dołączyło 2 tys., jednak według wywiadu nic nie wskazywało na to, aby utworzyły one grupę ofensywną. Według niego „liczebność sił wroga w obwodach zaporoskim i chersońskim była wówczas niewystarczająca do podjęcia skutecznych działań ofensywnych poza obecnymi granicami”. Dodał, że działania wojenne w strefie operacyjnej Zgrupowanie „Tawria” miały charakter konfrontacji pozycyjnej, ponieważ „Rosjanie nie byli w stanie prowadzić aktywnych operacji szturmowo-ofensywnych na kilku frontach jednocześnie”.
Według ISW siły rosyjskie zrobiły nieznaczne postępy się w pobliżu Siewierska, Awdijiwki i Doniecka.
Sztab Ukrainy poinformował, że Rosja atakowała w kierunkach Charkowa, Kupiańska, Łymanu, Siewierska, Kramatorska, Torećka, Pokrowska, Kurachowego, Wremiwki, Zaporoża i Chersonia, gdzie doszło do 152 starć. W ciągu doby wojska rosyjskie przeprowadziły dwa ataki rakietowe, 41 nalotów i 120 ostrzałów na pozycje ukraińskie i obszary zaludnione. Ukraińskie lotnictwo i artyleria przeprowadziły ataki na siedem miejsc koncentracji, cztery jednostki artylerii, trzy magazyny, dwa systemy przeciwlotnicze i dwa punkty kontrolne. Sekretarz parlamentarnej komisji bezpieczeństwa narodowego Roman Kostenko powiedział, że do armii ukraińskiej wstąpiło ok. 3800 skazanych, jednak niektórzy z nich już zginęli lub zostali ranni.
Siły Powietrzne Ukrainy podały, że armia rosyjska przeprowadziła ataki na Ukrainę za pomocą ośmiu dronów Shahed 136/131 (wystrzelonych z obwodu kurskiego) i jednego pocisku manewrującego Ch-69 (z obwodu kurskiego). Ukraińska obrona przeciwlotnicza zestrzeliła siedem dronów, a pocisk nie osiągnął celu. Gubernator Serhij Łysak podał, że w ataku rosyjskiego drona na Marganiec w obwodzie dniepropetrowskim rannych zostało dwóch chłopców w wieku 14 lat i jeden w wieku 13 lat. Według doniesień, w wyniku ataku uszkodzonych zostało kilka domów. Ministerstwo Energii Ukrainy poinformowało, że w godzinach nocnych Rosja przeprowadziła atak dronem na obwód sumski, trafiając obiekt infrastruktury krytycznej i pozbawiając prądu 50 400 odbiorców. Nie odnotowano ofiar.
Gubernator Weniamin Kondratiew powiedział, że w wyniku ukraińskiego ataku dronów na prom w Porcie Kaukaz w Kraju Krasnodarskim jedna osoba zginęła, a cztery zostały ranne wśród personelu portu oraz doszło do pożaru na pokładzie statku. SG Ukrainy podał, że ukraiński atak na Krym spowodował, że prom używany przez siły rosyjskie do transportu sprzętu wojskowego został „poważnie uszkodzony”. Ministerstwo Obrony Rosji poinformowało, że zniszczono 25 dronów nad Morzem Czarnym (4) i Krymem (21). Kanał na Telegramie „Crimean Wind” donosił o eksplozjach na półwyspie. Ukraińskie Zgrupowanie „Chortyca” poinformowała, że zestrzelono rosyjski myśliwiec Su-25 w pobliżu Pokrowska w obwodem donieckim. Z kolei ukraiński atak HIMARS uderzył w rzadki rosyjski radar przeciwbaterii 1K148 Jastrieb-AW w Zuhresie w obwodzie donieckim.
Według OSW w ostatnim tygodniu Rosjanie poczynili postępy na kilku odcinkach, głównie w Donbasie. Zajęli centrum Krasnohoriwki i wyparli Ukraińców z jej południowo-zachodnich przedmieść, odzyskanych w ukraińskim kontrataku tydzień wcześniej. Siły rosyjskie kontynuowały atak na kierunku Pokrowska, gdzie zajęły lokalny węzeł komunikacyjny Prohres, a także w aglomeracji torećkej, gdzie opanowały część Piwnicznego i Zaliznego oraz poszerzyły bazę operacyjną w oparciu o południowy obszar Nju-Jorka. Rosjanie zajęli wschodnią część Maksymiljaniwki, ostatniej miejscowości przed Kurachowem. Przełamanie ukraińskich pozycji obronnych nastąpiło w rejonie Siewierska, gdzie siły rosyjskie zajęły, leżącą 6 km na południowy wschód, Iwano-Darjiwkę. Lokalne przerwanie ukraińskiej linii obrony nastąpiło również na południowy wschód od Kupiańska, gdzie Rosjanie zajęli miejscowość Piszczane. Nieznaczne postępy Rosja poczyniła w rejonie Czasiw Jaru, gdzie usiłowała uchwycić przyczółek po zachodniej stronie kanału Doniec–Donbas. Otwarcie przez Rosjan nowego kierunku w rejonie Charkowa skutecznie rozproszyło ukraińskie siły i ułatwiło Rosjanom prowadzenie ataków na innych kierunkach. Ukraińskie kontrataki nie przyniosły znaczących rezultatów, wymusiły jednak angażowanie coraz większych sił, w tym jednostek ściągniętych z innych kierunków działań, co osłabiło tamtejszą obronę.
Szef polityki zagranicznej Unii Europejskiej Josep Borrell powiedział, że przyszłe wysiłki pokojowe muszą obejmować Rosję, ale nie mogą opierać się na warunkach określonych przez prezydenta Władimira Putina, przekonanego, że prezydent Zełenski będzie w dalszym ciągu przyspieszał rozmowy pokojowe i weźmie udział w spotkaniu ze stroną rosyjską. Ponadto Borrell pozbawił Węgry prawa do organizacji zaplanowanego na 28–30 sierpnia br. spotkania ministrów spraw zagranicznych i obrony UE w związku ze spotkaniem premiera Victora Orbána z Putinem i jego oskarżeniami pod adresem UE o prowadzenie „prowojennej polityki”. Minister spraw zagranicznych Ukrainy Dmytro Kułeba udał się do Chin, aby omówić sposoby zakończenia wojny.

### 24 lipca
Rzecznik Zgrupowania „Chortyca” podpułkownik Nazar Wołoszyn powiedział, że siły rosyjskie próbowały przebić się przez ukraińską obronę w obwodzie donieckim w kierunku Pokrowska i Kurachowego, jednak „wszystkie rosyjskie próby natarcia spotykały się z zaciekłym oporem”. Dodał, że „od rana w kierunku Pokrowska nasi obrońcy odparli 41 ataków wroga w rejonie Pantelejmoniwki, Nowoołeksandriwki, Wozdwyżenki, Prohresu, Nowoseliwki Perszy, Umanśkego i Jasnobrodiwki”, lecz „ciężkie bitwy trwały nadal”. Według niego „Rosja włożyła wiele sił w zdobycie Oczeretynego, aby stamtąd kontynuować natarcie drogą Pokrowsk–Konstantynówka”. Żołnierze ukraińskiej 79 Tawryjskiej Brygady Powietrzno-Szturmowej oświadczyli, że odparli jeden z największych rosyjskich ataków w rejonie Kurachowego od początku wojny. Według Brygady nad ranem armia rosyjska rozpoczęła atak z kilku kierunków jednocześnie, wykorzystując 57 pojazdów opancerzonych, w tym 11 czołgów oraz 12 motocykli i 200 pojazdów szturmowych. Według doniesień z wyprzedzeniem zauważono rosyjski sprzęt i rozpoczęto ogień artyleryjski przeciwko Rosjanom. Pierwsze czołgi i bojowe wozy opancerzone zostały zatrzymane przez operatorów dronów, a „reszta sprzętu uciekła z pola bitwy”. Według Ukraińców uszkodzono sześć czołgów, siedem pojazdów opancerzonych i zniszczono wszystkie motocykle oraz zginęło 40 rosyjskich żołnierzy, a 37 zostało rannych.
Projekt DeepState podał, że ok. 14:00 wojska rosyjskie zdołały niemal otoczyć 1. i 3. batalion ukraińskiej 31 Samodzielnej Brygady Zmechanizowanej w pobliżu Prohresu, wsi na drodze Hrodiwka–Oczeretyne w obwodzie donieckim. Dowódca brygady nie wydał rozkazu przebicia się, więc żołnierze, którzy zostali otoczeni, zdecydowali przebijać się walką. Później DeepState poinformował, że dzięki skoordynowanej pracy artylerii, rozpoznania powietrznego i części sąsiednich jednostek (w tym 47 Brygady Zmechanizowanej) żołnierze 31 Brygady zdołali wydostać się z okrążenia na osi Pokrowska w pełnej sile.
Według ISW siły rosyjskie nieznacznie posunęły się na północ od Charkowa oraz w pobliżu Awdijiwki i Doniecka.
Sztab Ukrainy podał, że Rosja atakowała w kierunkach Charkowa, Kupiańska, Łymanu, Siewierska, Kramatorska, Torećka, Pokrowska, Kurachowego, Wremiwki, Zaporoża i Chersonia, gdzie doszło do 149 starć. W ciągu 24h wojska rosyjskie przeprowadziły cztery ataki rakietowe, 58 nalotów i 144 ostrzałów na pozycje ukraińskie i obszary zaludnione. Ukraińskie lotnictwo i artyleria przeprowadziły ataki na 13 miejsc koncentracji, punkt kontrolny, jednostkę artylerii, dwa systemy przeciwlotnicze i radar. Naczelny dowódca armii ukraińskiej Ołeksandr Syrski poinformował, że na Ukrainie stacjonowało wówczas ok. 520 tys. żołnierzy rosyjskich i planowano zwiększyć tę liczbę do 690 tys. do końca 2024 roku oraz dodał, że „jeśli chodzi o sprzęt, stosunek był na ich korzyść 1:2 lub 1:3”, wyjaśniając, że była to główna przyczyna niepowodzeń Ukrainy na polu bitwy w ostatnich miesiącach. Według Syrskiego rosyjskie sukcesy miały jednak wyłącznie charakter „taktyczny” i wiązały się z wysokimi kosztami, dodając, że Rosja poniosła „trzykrotnie” większe straty niż siły ukraińskie, a w niektórych obszarach nawet większe.
Dowódca Sił Powietrznych Ukrainy generał Mykoła Ołeszczuk powiedział, że w nocy Rosjanie zaatakowali Ukrainę za pomocą rakiety balistycznej Iskander-M i rakiety nieznanego typu (wystrzelonych z obwodu biełgorodzkiego) oraz 17 dronów Shahed 136/131 (z Primorsko-Achtarska i Krymu). Ukraińska obrona przeciwlotnicza zniszczyła 17 dronów Shahed, większość w obwodzie odeskim oraz osiem dronów rozpoznawczych, w tym cztery Zała, dwa Supercam i dwa Orłan-10. Rosyjskie drony zaatakowały Izmaił, gdzie uszkodzona została infrastruktura portowa i wieżowiec, a kilka osób zostało rannych. Mer Ihor Terechow powiedział, że ok. 5:00 rano czasu lokalnego Rosja przeprowadziła pięć ataków rakietowych (za pomocą S-300) na Charków i okolice, głównie sektor prywatny i strefę przemysłową, w wyniku czego co najmniej sześć osób zostało rannych. Jeden z pocisków trafił w siedzibę szwajcarskiej organizacji charytatywnej Mine Action FSD w Charkowie. Uszkodzeniu uległ także budynek przemysłowy, pięć samochodów i dom.
Rosyjska agencja informacyjna TASS poinformowała, że urzędnik rosyjskiego wywiadu zagranicznego i jego żona zostali ranni w wyniku wybuchu bomby w samochodzie w Moskwie. Doradca Prezydenta Ukrainy Mychajło Podolak zaprzeczył jakoby Ukraina była zamieszana w tę sprawę oraz stwierdził, że było to spowodowane awarią urządzenia benzynowego. Ukraińskie media podały, że wywiad ukraiński przeprowadził cyberatak na kilka banków, w tym Raiffeisen, Gazprombank, Rosselkhozbank i Rosbank oraz inne instytucje finansowe działające w Rosji. Według doniesień awarie dotknęły także sieci społecznościowe, systemy płatności w transporcie publicznym i niektóre linie lotnicze.
Czeska gazeta Denik N poinformowała, że przygotowywana była kontynuacja czeskiej inicjatywy dostarczania Ukrainie amunicji artyleryjskiej. Minister obrony Jana Czernochova potwierdziła, że w przedsięwzięcie włączy się pięć czeskich firm zbrojeniowych. Plan kontynuacji nazywany „Inicjatywa 2025” będzie zasadniczo funkcjonować w dotychczasowej formie. Niemiecki koncern Rheinmetall poinformował, że otrzymał zgodę rządu ukraińskiego na rozpoczęcie budowy fabryki amunicji na Ukrainie i „rozpoczęcie produkcji amunicji na Ukrainie w ciągu 24 miesięcy”.
Pomiędzy żołnierzami ze Zgrupowania „Chortyca” stacjonującego w obwodzie charkowskim doszło do strzelaniny na podstawie „stosunków osobistych”, w wyniku czego zginęło trzech żołnierzy, a czterech zostało rannych. Stan rannych określono jako „poważny”.

### 25 lipca
Wojska rosyjskie zajęły wieś Jasnobrodiwka w obwodzie donieckim.
W ocenie ISW siły ukraińskie stępiły jeden z największych rosyjskich ataków zmechanizowanych na Ukrainie od października 2023 roku w zachodnim obwodzie donieckim. Gotowość rosyjskiego dowództwa wojskowego do wydania dużej liczby pojazdów opancerzonych na ograniczone cele taktyczne odzwierciedlało słabą długoterminową prognozę operacyjną, a ograniczenia rosyjskiego sprzętu w średnim i długim okresie sprawiało, że takie nieudane ataki zmechanizowane będą z czasem droższe. Tymczasem siły ukraińskie posunęły się w pobliżu Robotyne, a wojska rosyjskie zrobiły postępy się na północ od Charkowa oraz w pobliżu Torećka, Doniecka i Robotyne.
Dowódca Sił Powietrznych Ukrainy generał Mykoła Ołeszczuk oświadczył, że Rosja zaatakowała Ukrainę za pomocą 38 dronów Shahed 136/131 (wystrzelonych z Krymu i Primorsko-Achtarska), atakując ukraińską infrastrukturę na kilku kierunkach, w szczególności na południe obwodu odeskiego i centralne obwody Ukrainy. Ukraińska obrona przeciwlotnicza zniszczyła 25 dronów. Trzy kolejne drony Shahed zaginęły po przekroczeniu granicy państwowej z Rumunią. Ministerstwo Obrony Rumunii poinformowało, że odnaleziono szczątki rosyjskiego drona Shahed 136/131 (Gierań-1/2) w pobliżu przygranicznego miasta Plauru po ataku na Izmaił.
Gubernator Wiaczesław Gładkow stwierdził, że jedna osoba zginęła, a dwie zostały ranne w wyniku ukraińskiego ostrzału Szebiekina w  obwodzie biełgorodzkim. Atak uszkodził dwa budynki mieszkalne, w tym jeden, który został trafiony bezpośrednio oraz uszkodzono jeden obiekt przemysłowy i jeden komercyjny. Gładkow dodał, że ukraińskie drony zaatakowały dwie kolejne wsie w rejonie szebekińskim, powodując szkody materialne. Ministerstwo Obrony Rosji poinformowało, że w nocy obrona przeciwlotnicza zniszczyła trzy ukraińskie drony nad obwodem biełgorodzkim. Gubernator Władysław Szapsza poinformował, że rosyjski śmigłowiec szturmowy Mi-28 rozbił się w obwodzie kałuskim. Według Ministerstwa Obrony Rosji przyczyną katastrofy była „awaria techniczna”, w wyniku której zginęła cała załoga.
Minister obrony Danii Ruben Brekelmans powiedział, że Dania i Holandia zobowiązały się dostarczyć Ukrainie 14 czołgów Leopard 2A4 „przed końcem lata” 2024 roku. Według raportu Biura ds. Odpowiedzialności rządu USA (GAO) Departament Obrony USA popełnił błędy w księgowaniu dotyczące dostaw sprzętu wojskowego na Ukrainę o wartości 2 miliardów dolarów. W wyniku tego Departament Obrony zapewni Ukrainie dodatkowe 2 miliardy dolarów w postaci sprzętu i uzbrojenia.
Dowódca Gwardii Narodowej Ukrainy generał Ołeksandr Piwnenko powiedział, że Rosja nie będzie w stanie utrzymać skali ataków w wielu sektorach przez długi czas, ponieważ jej „możliwości nie są nieograniczone, biorąc pod uwagę straty, jakie ponosi”, stwierdzając, że: „Za półtora miesiąca nie będą w stanie przeprowadzić aktywnych ataków na wielu kierunkach jednocześnie i przejdą do obrony”. Piwnenko podkreślił, że w czasie, gdy Rosja będzie uzupełniać swoje wojska, Ukraina musi zwrócić uwagę na przygotowanie własnych rezerw i uzbrojenia, a jeśli Ukraina będzie „o krok przed Rosją, wszystko będzie dobrze”.
Prezydent Wołodymyr Zełenski rozmawiał z ministrem przemysłu strategicznego Ołeksandrem Kamyszinem na temat planów dotyczących „pojazdów opancerzonych, dronów i artylerii” oraz stwierdził, że zagraniczne finansowanie ukraińskiego przemysłu obronnego wykazywało zauważalny wpływ na krajową produkcję broni i sprzętu; „Jest oczywiste, że sektor [obronny] staje się zupełnie inny, silniejszy i bardziej wydajny”, również dzięki „partnerskim inwestycjom w produkcję obronną na Ukrainie”. Premier Denys Szmyhal powiedział, że przeprowadzono inspekcję fortyfikacji obronnych w obwodzie chersońskim i wykonano 97% prac budowlanych.
Duma Państwowa Rosji uchwaliła ustawę, która uzna posiadanie inteligentnych urządzeń przez rosyjskich żołnierzy za wykroczenie dyscyplinarne. Ustawa wymagała tylko podpisu prezydenta Putina, aby wejść w życie. Projekt ustawy zabraniał rosyjskim żołnierzom korzystania z urządzeń, które łączą się z internetem, geolokalizują, robią zdjęcia lub mogą nagrywać materiały audio/wideo.

### 26 lipca
Wojska rosyjskie zajęły wieś Łozuwackie w obwodzie donieckim, 24 km od Pokrowska.
Według ISW siły rosyjskie poczyniły nieznaczne postępy się w pobliżu Swatowego, Awdijiwki i Doniecka. Rosyjskie wojsko rozszerzyło obszar odpowiedzialności Centralnego Zgrupowania Sił w obwodzie donieckim, co sugerowało, że rosyjskie dowództwo obniżyło priorytet poprzedniego zadania grupy, aby działać wyłącznie jako siły manewru operacyjnego na kierunku Awdijiwki. Rosyjskie dowództwo mogło zamiast tego powierzyć Centralnemu Zgrupowaniu Sił nadzorowanie większości głównych wysiłków ofensywnych Rosji w obwodzie donieckim.
Według Sił Powietrznych Ukrainy wojska rosyjskie zaatakowały obwód doniecki przy użyciu rakiety balistycznej Iskander-M (wystrzelonej z obwodu rostowskiego) i 23 dronów Shahed 136/131 (z Krymu i obwodu kurskiego). Ukraińska obrona przeciwlotnicza zniszczyła 20 dronów w obwodach chersońskim, sumskim, żytomierskim i czernihowskim. W nocy dron Shahed uderzył w obiekt infrastruktury i internat w Niżynie w obwodzie czernihowskim.
Kanał na Telegramie „Crimean Wind” donosił o nocnych eksplozjach na lotnisku Saki w Nowofedoriwce, w pobliżu Okuniwki i Symferopola. Lokalne władze okupacyjne poinformowały także o ataku dronów na Sewastopol. Doniesienia potwierdził później SG Ukrainy. Rosyjskie Ministerstwo Obrony podało, że późnym wieczorem obrona przeciwlotnicza przechwyciła 21 ukraińskich dronów nad obwodem briańskim; nie odnotowano ofiar ani uszkodzeń. Gubernator Wiaczesław Gładkow poinformował, że w obwodzie biełgorodzkim trzy ataki dronów i kilka ostrzałów wybiły okna i spowodowały dodatkowe uszkodzenia budynków.
Przewodnicząca Komisji Europejskiej Ursula von der Leyen powiedziała, że Unia Europejska zapewniła Ukrainie 1,6 miliarda dolarów zysków z zamrożonych rosyjskich aktywów w celu wsparcia obronności i odbudowy Ukrainy.
Rzecznik wywiadu ukraińskiego Andrij Jusow powiedział, że rosyjskie straty kadrowe i materiałowe na Ukrainie były tak duże, że Rosja napotkała „poważne problemy” z rekrutacją nowych żołnierzy kontraktowych, a jednocześnie nie była w stanie wyprodukować wystarczającej liczby nowoczesnych wersji broni i zaczęła polegać na wycofanej broni z czasów radzieckich. Dodał, że Rosjanie „mogą uzupełnić te straty”, jednak „są już poważne problemy z rekrutacją nowych żołnierzy kontraktowych. Państwo agresor wymyślało nowe zachęty na różnych poziomach, aby przyciągnąć nowe mięso armatnie. Ale ta maszyna zaczyna działać nieprawidłowo”. Z kolei rzecznik ukraińskiego wywiadu Andrij Czerniak powiedział, że Rosja wprowadziła nowy typ tanio produkowanych dronów, które miały identyfikować systemy obrony powietrznej i działać jako wabiki.
Zarząd Ukraińskich Portów Morskich podał, że w ciągu ostatnich 11 miesięcy utworzonym jednostronnie przez Ukrainę morskim korytarzem zbożowym przewieziono 60 mln ton ładunków, skupionych głównie w porcie w Odessie.

### 27 lipca
Armia rosyjska zrobiła postępy na północ od Charkowa i ogłosiła zajęcie miejscowości Hłyboke, jednak ISW nie było w stanie potwierdzić tych doniesień. Rzecznik Zgrupowania „Tawria” Dmytro Łychowij stwierdził, że wieś Krynky w obwodzie chersońskim „została niemal całkowicie zniszczona”, jednak siły ukraińskie kontynuowały w jej pobliżu działania bojowe. Według niego ten odcinek frontu „był najgorętszy, ale stosunkowo rzecz biorąc, ataki wroga mają tam miejsce codziennie”, dodając, że: „Jest ich więcej w porównaniu z innymi odcinkami frontu w naszym obszarze działania, ale te mierzone były w liczbie ok. trzech lub czterech dziennie, czasem dwóch. Czasem może to być blisko tuzina. To trochę mniej intensywne niż poprzednio, ale próby zdobycia przez Rosjan naszych przyczółków są kontynuowane, jednakże pozostają one bezskuteczne”. Ukraińska 79 Brygada Powietrzno-Szturmowa ogłosiła, że odparła rosyjski atak na wschód od Kurachowego, zabijając 23 rosyjskich żołnierzy i raniąc 29 kolejnych oraz niszcząc czołg i dwa wozy bojowe.
Według ISW siły ukraińskie odzyskały pozycje w pobliżu Torećka i zrobiły postępy na kierunku Wołczańska, z kolei wojska rosyjskie posunęły się na zachód i południowy zachód od Doniecka.
Lokalne władze poinformowały, że 14-letni chłopiec zginął, a 14 kolejnych osób zostało rannych, w tym siedmioro dzieci, w wyniku rosyjskiego ostrzału miasta Głuchów w obwodzie sumskim. Według prokuratury Rosja użyła wyrzutni rakietowych do ataku, uszkadzając wieżowce, domy, pojazdy i placówkę edukacyjną. Zarejestrowano łącznie 12 eksplozji. W ciągu doby wojska rosyjskie 15 razy zaatakowały obwód sumski, używając min i dronów FPV oraz powodując 60 eksplozji. Według prokuratury regionalnej Rosjanie zaatakowali Kurachowe (prawdopodobnie za pomocą bomby lotniczej KAB-250) i Myrnohrad (przy użyciu z FAB-500 z UMPK) w obwodzie donieckim, w wyniku czego pięć osób zostało rannych, w tym 11-letnie dziecko. Podczas ataku uszkodzone zostały budynki mieszkalne i prywatne domy, placówki oświatowe, samochód i podstacja transformatorowa.
Drony wywiadu ukraińskiego zaatakowały bazę lotniczą Olenja w obwodzie murmańskim, ok. 1800 km od granicy z Ukrainą, uszkadzając podobno bombowiec naddźwiękowy Tu-22M3. Zaatakowano również lotniska Engels w obwodzie saratowskim i Diagilewo w obwodzie riazańskim, a także rafinerię ropy naftowej w Riazaniu (ok. 700 km od linii frontu). Ministerstwo Obrony Rosji podało, że w ciągu nocy obrona przeciwlotnicza zestrzeliła ok. 24 dronów nad obwodami kurskim, riazańskim, biełgorodzkim, rostowskim, briańskim i lipieckim. Według doniesień 21 lipca tego roku ukraińskiemu wywiadowi udało się zniszczyć dwa śmigłowce Mi-28 i Ka-226 w Narodowym Centrum Konstrukcji Śmigłowców Mir i Kamov w Moskwie oraz helikopter Mi-8 na lotnisku wojskowym Samara Krjazh w obwodzie samarskim. W obwodzie wołgogradzkim rozbił się samolot Su-34 podczas lotu szkoleniowego. Rosyjskie MON podało, że piloci zdążyli się ewakuować, a samolot spadł na opuszczone miejsce. Lokalne media opublikowały nagranie, na którym widać, że doszło do pożaru na stepie.
Sekretarz stanu USA Antony Blinken ostrzegł, że Waszyngton podejmie kroki, jeśli Chiny nadal będą wspierać rosyjską bazę przemysłową obronną. Blinken powiedział także, że Stany Zjednoczone będą współpracować z innymi partnerami w celu promowania „wolnej i otwartej” wizji Indo-Pacyfiku, i potępił niedawne agresywne działania Chin przeciwko Tajwanowi i na Morzu Południowochińskim.

### 28 lipca
Prezydent Wołodymyr Zełenski stwierdził, że walki w obwodzie donieckim były „niezwykle trudne”, a siły rosyjskie nadal koncentrowały większość swoich działań ofensywnych w rejonie Pokrowska. Dodał, że pomimo napiętej sytuacji w pobliżu Pokrowska „Ukraina ma siłę, aby osiągnąć swoje cele”.
W opinii ISW siły rosyjskie posunęły się na północny zachód od Awdijiwki, na zachód od Doniecka i w zachodnim obwodzie zaporoskim, a wojska ukraińskie odzyskały utracone pozycje na kierunku Siewierska.
Sztab Ukrainy podał, że Rosja atakowała w kierunkach Charkowa, Kupiańska, Łymanu, Siewierska, Kramatorska, Torećka, Pokrowska, Kurachowego, Wremiwki, Zaporoża, Hulajpola i Chersonia, gdzie doszło do 128 starć. W ciągu doby wojska rosyjskie przeprowadziły dwa ataki rakietowe, 69 nalotów i 96 ostrzałów na pozycje ukraińskie i obszary zaludnione. Ukraińskie lotnictwo i artyleria przeprowadziły ataki na pięć miejsc koncentracji, pięć jednostek artylerii, centrum dowodzenia dronami, obiekt infrastruktury i magazyn sprzętu.
Państwowa Służba Ratunkowa podała, że wojska rosyjskie ostrzelały Nikopol w obwodzie dniepropetrowskim, raniąc osiem osób, w tym dwoje dzieci. Gubernator Ołeksandr Prokudin poinformował, że Rosjanie zaatakowali Komyszany koło Chersonia, w wyniku czego co najmniej osiem osób zostało rannych, w tym troje dzieci w wieku 10, 16 i 17 lat. Prezydent Wołodymyr Zełenski powiedział, że w zeszłym tygodniu siły rosyjskie użyły ponad 700 kierowanych bomb lotniczych i ponad 100 dronów typu Shahed 136/131 do ataku na Ukrainę.
P.o. gubernatora Aleksiej Smirnow stwierdził, że ataki ukraińskich dronów spowodowały eksplozje i pożary w dwóch rejonach (miedwieńskim i kurskim) obwodu kurskiego, w tym jeden w składzie ropy naftowej w miejscowości Polewaja. Smirnow napisał na Telegramie, że zapaliły się trzy zbiorniki magazynowe, które gasiło 82 strażaków i 32 jednostki sprzętu. Ministerstwo Obrony Rosji poinformowało o zestrzeleniu dwóch kolejnych dronów nad obwodem. Smirnow twierdził, że spadające szczątki uszkodziły budynki mieszkalne i zraniły jedną osobę. Później SG Ukrainy potwierdził, że SBU we współpracy z ukraińskim wojskiem uderzyła w skład ropy naftowej w obwodzie kurskim, który „dostarczał ropę dla armii rosyjskiej”. Sztab dodał, że do „potężnych eksplozji” doszło także w podstacji elektrycznej w obwodzie kurskim.
Ministerstwo Obrony Ukrainy oświadczyło, że stopniowo rosła liczba ukraińskiego personelu wojskowego, u którego zdiagnozowano choroby neurologiczne wywołane stresem, z czego 29% to zespół stresu pourazowego (PTSD), zapewniając, że zostanie zapewnione wsparcie odpowiednim osobom i skoncentruje się na jeńcach wojennych zwolnionych przez Rosję.

### 29 lipca
Siły rosyjskie zajęły wsie Nowoseliwka Persza i Wowcze w obwodzie donieckim. ISW poinformowało 28 lipca, że według materiałów geolokalizowanych Rosja prawdopodobnie „zajęła całe Robotyne” w obwodzie zaporoskim, jednak rzecznik Zgrupowania „Tawria” Dmytro Łychowij zakwestionował to, stwierdzając, że sytuacja w tym sektorze „nie uległa większym zmianom”. Później rzecznik podał, że Rosjanie po „długiej przerwie” rozpoczęli atak w kierunku Hulajpola, próbując przeprowadzić ataki „z dwóch różnych frontów”. Według Łychowija „niektóre doniesienia mówiły, że może to być duża ofensywa z utworzeniem grupy ofensywnej, ale według wywiadu była to kontynuacja taktyki małych działań szturmowych, ponieważ całkowita liczba rosyjskiej Zgrupowania w obwodzie zaporoskim nie zmieniła się pod względem liczby żołnierzy”. Doradca mera Mariupola Petro Andriuszczenko stwierdził, że skala transportu rosyjskiego sprzętu wojskowego w kierunku obwodu zaporoskiego przez okupowane miasto w obwodzie donieckim „znacznie wzrosła”. Według Andriuszczenki wojsko rosyjskie przeniosło sprzęt, głównie pojazdy gąsienicowe, w kierunku Zaporoża, zatrzymując się w pobliżu wsi Manhusz i Nikolśke.
Według ISW wojska rosyjskie zrobiły potwierdzone postępy na północny wschód od Charkowa, w Wołczańsku, w pobliżu Awdijiwki i na południowy zachód od Doniecka. Brytyjskie MON podało, że wojska rosyjskie przejęły kontrolę nad kolejnymi miejscowościami na kierunku zachodnim oraz posunęły się naprzód i zbliżyły się do ukraińskiego węzła logistycznego w Pokrowsku. Armia rosyjska zrobiła postępy na północnym odcinku frontu w okolicach Nju-Jorka, miejscowości od 2014 roku znajdującej się na linii frontu. Według Ministerstwa w następnych tygodniach siły rosyjskie mogą odnotować kolejne sukcesy o znaczeniu taktycznym.
Sztab Ukrainy podał, że Rosja atakowała w kierunkach Charkowa, Kupiańska, Łymanu, Siewierska, Kramatorska, Torećka, Pokrowska, Kurachowego, Wremiwki, Zaporoża i Chersonia, gdzie doszło do 149 starć. W ciągu doby wojska rosyjskie przeprowadziły jeden atak rakietowy, 62 naloty i 110 ostrzałów na pozycje ukraińskie i obszary zaludnione. Ukraińskie lotnictwo i artyleria przeprowadziły ataki na 13 miejsc koncentracji.
Siły Powietrzne Ukrainy podały, że Rosja zaatakowała Ukrainę za pomocą kierowanej rakiety powietrznej Ch-59/Ch-69 (wystrzelonej z okupowanego obwodu donieckiego) i 10 dronów Shahed 136/131 (z Krymu). Ukraińska obrona przeciwlotnicza zniszczyła pocisk Ch-59/Ch-69 oraz dziewięć dronów w obwodach dniepropetrowskim, chersońskim i kirowogradzkim. Szef administracji Pokrowska Serhij Dobriak powiedział, że „miasto znajdowało się 20 km od linii frontu. Wypełniamy zadania (w zakresie budowy fortyfikacji) postawione przez dowództwo wojskowe. Nie więcej, nie mniej”, jednak w mieście pozostało 60 tys. osób, w tym 4 tys. dzieci, a kolejne 4 tys. dzieci zostało ewakuowanych. Dodał, że co miesiąc ok. 500 osób jest ewakuowanych z Pokrowska.
Rosyjskie Ministerstwo Obrony podało, że zniszczono 39 ukraińskich dronów nad obwodami kurskim (19), biełgorodzkim (9), woroneskim (3), leningradzkim (3) i briańskim (5). Lokalne media i urzędnicy twierdzili, że wzdłuż zachodniej granicy doszło do przerw w dostawie prądu z powodu uszkodzeń spowodowanych przez ukraińskie ataki dronów. Według doniesień ok. 2:00 w nocy w podstacji elektrycznej w Tomarowce w obwodzie biełgorodzkim doszło do pożaru, elektrownia w Głazunowce w obwodzie orłowskim została uszkodzona, natomiast w rejonie ostrogożskim w obwodzie woroneskim spadające szczątki drona spowodowały pożar i uszkodziły „obiekt infrastruktury krytycznej”. Gubernator Aleksandr Gusiew stwierdził, że „sytuacja jest pod kontrolą” i że ataki nie spowodowały żadnych ofiar. SG Ukrainy poinformował, że Ukraińcy uderzyli w szereg podstacji w obwodzie kurskim, w wyniku czego przerwy w dostawie prądu odnotowano w rejonach ponyrowskim, sołncewskim i kurskim. Zgłoszono eksplozje w pobliżu co najmniej czterech podstacji. Rzecznik wywiadu ukraińskiego Andrij Jusow potwierdził, że 27 lipca br. siły ukraińskie uderzyły w lotnisko wojskowe Ołenja w obwodzie murmańskim, uszkadzając bombowiec Tu-22M3. Ukraiński wywiad przeprowadził cyberatak na rosyjski bank centralny, w wyniku czego usługi banku stały się niedostępne lub zaczęły doświadczać znaczących przerw ok. 11:00 czasu lokalnego.
Stany Zjednoczone zapowiedziały kolejny pakiet pomocy wojskowej dla Ukrainy o wartości do 200 mln dolarów, który obejmował m.in. amunicję do systemów NASAMS i M142 HIMARS, amunicję przeciwlotniczą krótkiego i średniego zasięgu, rakiety RIM-7, sprzęt do walki elektronicznej, pociski artyleryjskie 155 mm i 105 mm, pociski moździerzowe 120 mm, broń przeciwpancerną Javelin i AT-4 oraz precyzyjną amunicję lotniczą. Ponadto ogłoszono pakiet wsparcia o wartości ok. 1,5 miliarda dolarów ze środków Ukraińskiej Inicjatywy Pomocy Bezpieczeństwa w celu wzmocnienia ukraińskiej obrony przeciwlotniczej, broni przeciwpancernej i zapewnić fundusze na utrzymanie sprzętu wcześniej przekazanego przez USA. Niemiecki rząd ogłosił, że przekazano Ukrainie pakiet pomocy wojskowej dla Ukrainy, który obejmował osiem czołgów Leopard 1A5 (wraz z Danią), 21 tys. szt. amunicji do dział przeciwlotniczych Gepard, dwa wozy ratownicze Bergepanzer 2 z częściami zamiennymi, 10 bezzałogowych okrętów nawodnych, 10 naziemnych radarów obserwacyjnych oraz 24 810 hełmów i jeden szpital polowy.
Ukraińskie władze ogłosiły, że Policja i SBU aresztowały sześć osób (w wieku od 18 do 24 lat) w Odessie pod zarzutem spalenia 15 terenowych pojazdów wojskowych w imieniu Rosji. Grupa mieszkańców rzekomo działała na polecenie FSB.
Prezydent Wołodymyr Zełenski po raz kolejny jako warunek zawieszenia broni podał całkowite wycofanie wojsk rosyjskich z terytorium Ukrainy lub zakończenie okupacji.

### 30 lipca
Ministerstwo Obrony Rosji ogłosiło, że siły rosyjskie zajęły wieś Piwdenne, na wschód od Torećka w obwodzie donieckim. Ukraińska 79 Tawryjska Brygada Powietrzno-Szturmowa poinformowała, że odparto duży rosyjski atak w pobliżu Kurachowego w obwodzie donieckim, zadając straty w postaci 12 pojazdów opancerzonych, ośmiu czołgów, dziewięciu motocykli i jednego zniszczonego buggy oraz 36 rosyjskich żołnierzy zabitych i 32 rannych. Według doniesień Rosja użyła łącznie 10 czołgów, 47 pojazdów opancerzonych, 10 motocykli i jednego buggy. Dowództwo Wojsk Powietrzno-Szturmowych udostępniło nagranie filmowe z odparcia ataku.
Według ISW siły rosyjskie przeprowadziły 29 i 30 lipca br. pięć ataków zmechanizowanych wielkości plutonu lub batalionu w zachodnim obwodzie donieckim. Takie zlokalizowane zmechanizowane ataki były prawdopodobnie przejawem prognozowanej letniej ofensywy Rosji; siły rosyjskie prawdopodobnie nie miały szerszych możliwości operacyjnych, aby przeprowadzić odrębną operację ofensywną w obwodzie donieckim lub gdzie indziej na froncie tego lata. Gotowość rosyjskiego dowództwa do zaakceptowania kosztownych strat w pojazdach opancerzonych bez przeprowadzenia szeroko zakrojonej, wielokierunkowej ofensywy lub poczynienia znaczących postępów operacyjnych w zachodnim obwodzie donieckim prawdopodobnie obciąży rosyjskie wojsko w dłuższej perspektywie. Trwające rosyjskie ofensywy były również kosztowne dla ukraińskich obrońców i prawdopodobnie miały na celu osłabienie ukraińskich możliwości poprzez wyniszczenie. Tymczasem wojska rosyjskie zrobiły postępy w pobliżu Czasiw Jaru i na południowy zachód od Doniecka.
SG Ukrainy poinformował, że SBU wraz armią ukraińską przeprowadziło atak na skład ropy naftowej (centrum logistyczne nr. 43) w wiosce Wozy w obwodzie kurskim, powodując pożar obiektu. Gubernator Aleksiej Smirnow podał, że drony uderzyły w skład ropy, powodując zapalenie co najmniej trzech zbiorników paliwa; pożar gasiło prawie 150 strażaków. Wcześniej gubernator Smirnow poinformował, że nad ranem cztery ukraińskie rakiety zostały przechwycone przez obronę przeciwlotniczą nad rejonami kurczatowskim i oktiabrskim. Ministerstwo Obrony Rosji podało, że w obwodzie kurskim zestrzelono 19 dronów. Rzecznik ukraińskiego wywiadu Andrij Jusow poinformował, że dwa bombowce Tu-22M3 zostały uszkodzone podczas ataku na lotnisko Ołenja w obwodzie murmańskim 25 lipca tego roku.
Według OSW od 23 do 30 lipca Rosjanie przedłużyli klin wbity w zgrupowanie ukraińskie na zachód od Oczeretynego o ok. 5 km. Siłom rosyjskim udało się osiągnąć postępy za pomocą ciągłych ataków piechoty wspieranych zmasowanym ogniem artylerii i bombardowaniami lotniczymi, skoncentrowanymi na wąskim odcinku frontu położonym przy linii kolejowej w kierunku Pokrowska. Ten taktyczny sukces okupiono znacznymi stratami. Ponadto trwały intensywne walki na pozostałych odcinkach frontu w Donbasie i w obwodzie charkowskim. W pasie obrony 79 Brygady Desantowo-Szturmowej w rejonie Marjinki Rosjanie dwukrotnie zaatakowali pozycje ukraińskie siłami batalionowej grupy taktycznej z zastosowaniem ponad 50 bojowych wozów piechoty i czołgów w każdej z nich. Nie udało im się doprowadzić do przełamania obrony, a duża część użytego w szturmach sprzętu pancernego została zniszczona.
Minister finansów Serhij Marczenko powiedział, że Ukraina może potrzebować w przyszłym roku dodatkowych 12–15 miliardów dolarów zagranicznego wsparcia finansowego, ponieważ jest mało prawdopodobne, aby wojna zakończyła się w 2025 roku i potrzebuje strefy buforowej w finansowaniu. Obecne zobowiązania partnerów były niewystarczające.

### 31 lipca

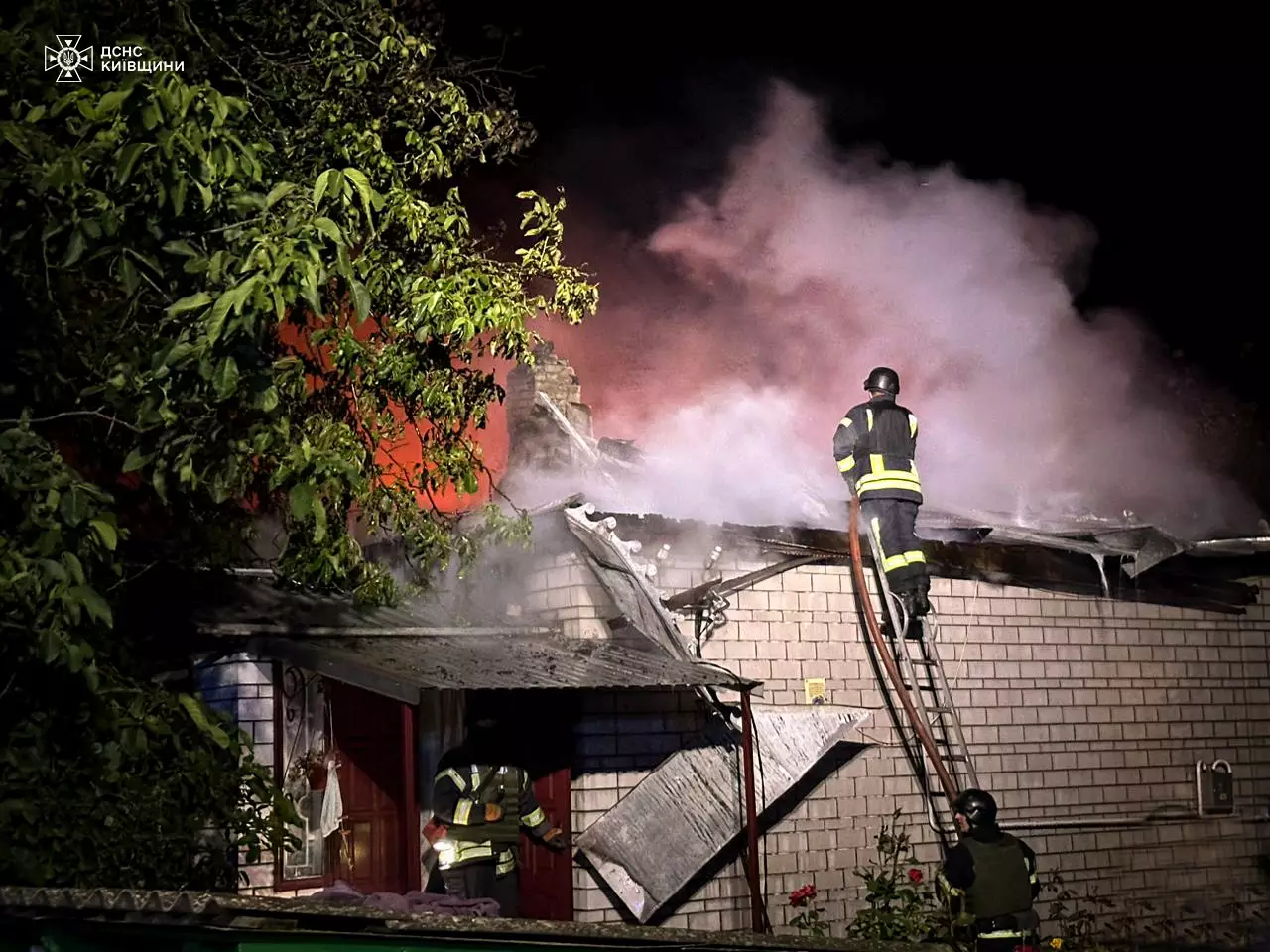
Dom w rejonie browarskim, uszkodzony przez szczątki drona podczas rosyjskiego nocnego ataku dronów.

Wojska rosyjskie przejęły wieś Tymofijiwka w obwodzie donieckim.
W ocenie ISW siły rosyjskie zrobiły postępy w pobliżu Kupiańska, Swatowego, Czasiw Jaru, Torećka i Doniecka oraz w zachodnim obwodzie zaporoskim.
Sztab Ukrainy podał, że Rosja atakowała w kierunkach Charkowa, Kupiańska, Łymanu, Siewierska, Kramatorska, Torećka, Pokrowska, Kurachowego, Wremiwki, Zaporoża i Chersonia, gdzie doszło do 156 starć. W ciągu 24h wojska rosyjskie przeprowadziły dwa ataki rakietowe, 77 nalotów i 103 ostrzały na pozycje ukraińskie i obszary zaludnione. Ukraińskie lotnictwo i artyleria przeprowadziły ataki na 18 miejsc koncentracji, pięć punktów kontrolnyc, dwa systemy przeciwlotnicze, węzeł komunikacyjny i trzy magazyny amunicji.
Według Sił Powietrznych Ukrainy w nocy Rosja przeprowadziła masowy atak dronów na Ukrainę, głównie obwód kijowski, przy pomocy 89 dronów Shahed 136/131 (wystrzelonych z Jejska, Seszczy, Kurska i Primorsko-Achtarska) i jednej rakiety Ch-59 (z okupowanego obwodu chersońskiego). Ukraińska obrona przeciwlotnicza zniszczyła wszystkie drony oraz rakietę; według władz lokalnych zestrzelono dziewięć dronów nad obwodem chersońskim, sześć dronów nad obwodem dniepropetrowskim i cztery drony nad obwodem mikołajowskim. Administracja wojskowa Kijowa ogłosiła, że przechwycono ponad 40 dronów w przestrzeni powietrznej miasta i pobliskich obszarach. Nie odnotowano ofiar, ale w obwodzie kijowskim od szczątków dronów zapalił się budynek mieszkalny, a 13 budynków zostało uszkodzonych. W Chersoniu zginął miejscowy mieszkaniec, a drugi został ranny. W obwodzie dniepropetrowskim została uszkodzona instytucja społeczna i dwa samochody.
Rzecznik ukraińskiego wywiadu wojskowego Andrij Jusow powiedział, że podczas masowego ataku Rosja użyła znacznej liczby tzw. „rozpraszających dronów”, których celem było sondowanie systemów obrony powietrznej, a nie niszczenie celów. Dodał, że: „Celem było wyczerpanie i zbadanie systemów obrony powietrznej. To także nie jest nowa taktyka. Siły bezpieczeństwa i obrony Ukrainy ćwiczą i skutecznie przeciwdziałają takim wyzwaniom”. Grupa „Białoruski Hajun” podała, że co najmniej pięć rosyjskich dronów Shahed zboczyło z kursu i przedostało się na terytorium Białorusi podczas nocnego ataku. Podczas gdy większość dronów niemal natychmiast opuściła Białoruś, to jeden z nich przeleciał ponad 260 km, docierając do miasta Stolin w obwodzie brzeskim.
Ministerstwo Obrony Rosji podało, że obrona przeciwlotnicza zniszczyła pocisk Neptune-MD nad obwodem kurskim i 19 dronów nad obwodami biełgorodzkim (11), kurskim, briańskim (4), kurskim (1), kałuskim (1) i rostowskim (1) oraz Krymem (1). P.o. gubernatora Aleksiej Smirnow, powiedział, że w obwodzie kurskim po północy zapalił się „niezidentyfikowany obiekt”. Ukraina stwierdziła, że był to „magazyn broni i sprzętu wojskowego”. Gubernator Wiaczesław Gładkow poinformował, że obwodzie biełgorodzkim zapaliły się budynek komercyjny, dom i kompleks apartamentowy w Szebiekinie. Gładkow podał również, że siły ukraińskie wystrzeliły sześć pocisków kasetowych w budynki. W atakach nie odnotowano żadnych ofiar. Według doniesień rosyjski śmigłowiec Mi-8 został zestrzelony nad okupowanym Donieckiem. Spekulowano, że został trafiony przez ukraińskiego drona FPV lub przez rosyjską obronę przeciwlotniczą.
Według ukraińskich urzędników i agencji Bloomberg Ukraina otrzymała pierwsze samoloty F-16. Z kolei brytyjski The Times poinformował, że sześć samolotów F-16 zostało dostarczonych z Holandii, a kolejne mają wkrótce dotrzeć z Danii. Ukraina nie komentowała tych doniesień. Ukraina rekrutowała ok. 30 tys. żołnierzy miesięcznie od maja tego roku, kiedy weszła w życie ustawa mobilizacyjna. To dwu- lub trzykrotny wzrost w porównaniu z rekrutacją zimową.
Legion Wolność Rosji ogłosił „jednostronne” wycofanie się z Deklaracji Irpińskiej, „kończąc tym samym udział w jakichkolwiek projektach politycznych”, jednak nadal będzie walczył z siłami rosyjskimi. Legion dodał, że „niestety, nie udało się osiągnąć zadeklarowanych celów politycznych w ciągu ostatnich dwóch lat”. Deklaracja Irpieńska, podpisana w sierpniu 2022 roku, była porozumieniem o współpracy między antykremlowskimi jednostkami paramilitarnymi walczącymi po stronie Ukrainy. Jej celem miało być ustalenie wspólnych celów i interesów, a polityczną stroną kierował Ilja Ponomariow.